# 八戸市の町・字

八戸市の位置図

八戸市の町・字（はちのへしのまち・あざ）では、青森県八戸市を構成する町・字の変遷について述べる。八戸市を構成する町・字の一覧については「八戸市の町・字一覧」を参照。
八戸市は1889年（明治22年）4月1日に施行された町村制によって三戸郡八戸町として成立し、1929年（昭和4年）に市制を施行、その後三戸郡の諸町村との廃置分合に伴う町・字の編入や、住居表示に関する法律（昭和37年法律第119号）に基づく市街地域における住居表示の実施、住宅団地の建設に伴う町・字域の再編などを経て、2024年（令和6年）8月13日現在で197の町丁および1,847の字が設置されている。

## 市域の変遷
市域の変遷は以下の通りである。なお、境界変更による町域・字域の変化はここでは省略する。
| 1889年 4月1日 町村制施行 | 1889年 - 1924年              | 1925年 - 1944年               | 1945年 - 1959年               | 1965年 - 1989年 | 1990年 - 現在                | 現在   |
| ------------------------ | ---------------------------- | ----------------------------- | ----------------------------- | --------------- | ---------------------------- | ------ |
| 八戸町                   | 1901年 新設合併 八戸町       | 1929年4月26日 新設合併 八戸市 | 八戸市                        | 八戸市          | 八戸市                       | 八戸市 |
| 長者村                   | 1901年 新設合併 八戸町       | 1929年4月26日 新設合併 八戸市 | 八戸市                        | 八戸市          | 八戸市                       | 八戸市 |
| 小中野村                 | 1924年11月10日 町制 小中野町 | 1929年4月26日 新設合併 八戸市 | 八戸市                        | 八戸市          | 八戸市                       | 八戸市 |
| 館村                     | 館村                         | 館村                          | 1955年4月1日 八戸市に編入     | 八戸市          | 八戸市                       | 八戸市 |
| 湊村                     | 1924年11月10日 町制 湊町     | 1929年4月26日 新設合併 八戸市 | 八戸市                        | 八戸市          | 八戸市                       | 八戸市 |
| 鮫村                     | 鮫村                         | 1929年4月26日 新設合併 八戸市 | 八戸市                        | 八戸市          | 八戸市                       | 八戸市 |
| 大館村                   | 大館村                       | 大館村                        | 1958年9月10日 八戸市に編入    | 八戸市          | 八戸市                       | 八戸市 |
| 是川村                   | 是川村                       | 是川村                        | 1954年12月1日 八戸市に編入    | 八戸市          | 八戸市                       | 八戸市 |
| 下長苗代村               | 下長苗代村                   | 1942年4月1日 八戸市に編入     | 八戸市                        | 八戸市          | 八戸市                       | 八戸市 |
| 上長苗代村               | 上長苗代村                   | 上長苗代村                    | 1955年4月1日 八戸市に編入     | 八戸市          | 八戸市                       | 八戸市 |
| 市川村                   | 市川村                       | 市川村                        | 1955年4月1日 八戸市に編入     | 八戸市          | 八戸市                       | 八戸市 |
| 豊崎村                   | 豊崎村                       | 豊崎村                        | 1955年10月20日 八戸市に編入   | 八戸市          | 八戸市                       | 八戸市 |
| 島守村                   | 島守村                       | 島守村                        | 1957年3月31日 新設合併 南郷村 | 南郷村          | 平成17年3月31日 八戸市に編入 | 八戸市 |
| 中沢村                   | 中沢村                       | 中沢村                        | 1957年3月31日 新設合併 南郷村 | 南郷村          | 平成17年3月31日 八戸市に編入 | 八戸市 |

## 町村制施行時の町・字
1889年（明治22年）2月20日、青森県令第14号「市町村ヲ分合改稱シ舊町村名ハ公稱大字ト爲スノ件」（新字体表記：市町村を分合改称し旧町村名は公称大字と為すの件）および青森県令第16号「各町村ヘ町村制ヲ施行スル件」が発せられ、いずれも同年4月1日に施行された。また、同年2月25日に発せられた青森県令第22号が同年4月1日に施行され、旧・下市川村は市川村に改称された。
1889年（明治22年）4月1日の町村制施行に伴い、現在の八戸市に概ね相当する領域では三戸郡八戸町、小中野村、長者村、館村、湊村、鮫村、大館村、是川村、上長苗代村、下長苗代村、市川村、豊崎村、島守村、中沢村が設置された。合併により町村制を施行した区域では、明治22年青森県令第14号に基づき、従来の町村名が公称大字とされた。
| 新自治体   | 大字 |
| ---------- | --- |
| 八戸町     | 大字八幡町・大字堀端町・大字常海町・大字窪町・大字番町・大字馬場町・大字堤町・大字本徒士町・大字徒士町・大字稲荷町・大字新荒町・大字荒町・大字上組町・大字上徒士町・大字町組町・大字二十六日町・大字二十三日町・大字十三日町・大字常番町・大字本鍛冶町・大字鳥屋部町・大字大工町・大字寺横町・大字山伏小路・大字鍛冶町・大字十六日町・大字六日町・大字三日町・大字八日町・大字鷹匠小路・大字長横町・大字岩泉町・大字朔日町・大字十八日町・大字二十八日町・大字十一日町・大字下大工町・大字塩町・大字柏崎新町・大字下組町・大字柏崎 |
| 小中野村   | なし |
| 長者村     | 大字類家・大字田向・大字石手洗・大字中居林・大字糠塚 |
| 館村       | 大字田面木・大字売市・大字根城・大字八幡・大字坂牛・大字櫛引・大字上野・大字沢里・大字沼館 |
| 湊村       | 大字浜通・大字大久保 |
| 鮫村       | 大字浜通・大字金浜 |
| 大館村     | 大字新井田・大字妙・大字十日市・大字松館 |
| 是川村     | なし |
| 上長苗代村 | 大字尻内・大字大仏・大字花崎・大字根岸・大字根市 |
| 下長苗代村 | 大字河原木・大字石堂・大字長苗代 |
| 市川村     | なし |
| 豊崎村     | 大字豊間内・大字七崎・大字境沢 |
| 島守村     | 大字島守・大字頃巻沢 |
| 中沢村     | 大字中野・大字市野沢・大字泥障作・大字大森・大字泉清水 |

## 町村制施行から戦時中まで

### 長者村との合併
1901年（明治34年）、三戸郡八戸町（初代）および長者村の区域をもって、八戸町（2代）が発足した。合併日について、官報では4月1日としているが、文献によっては7月1日としている。合併に伴い以下の通り、八戸町に字が設置された。
| 変更後   | 変更後     | 変更前   | 変更前     | 変更日                   |
| 新自治体 | 大字       | 旧自治体 | 大字       | 変更日                   |
| -------- | ---------- | -------- | ---------- | ------------------------ |
| 八戸町   | 各大字     | 八戸町   | 各大字     | 1901年（明治34年）7月1日 |
| 八戸町   | 大字類家   | 長者村   | 大字類家   | 1901年（明治34年）7月1日 |
| 八戸町   | 大字糠塚   | 長者村   | 大字糠塚   | 1901年（明治34年）7月1日 |
| 八戸町   | 大字田向   | 長者村   | 大字田向   | 1901年（明治34年）7月1日 |
| 八戸町   | 大字中居林 | 長者村   | 大字中居林 | 1901年（明治34年）7月1日 |
| 八戸町   | 大字石手洗 | 長者村   | 大字石手洗 | 1901年（明治34年）7月1日 |

### 1916年の境界変更
耕地整理のため、1916年（大正5年）4月1日に上長苗代村と豊崎村の間で境界変更が実施された。
| 変更後     | 変更後   | 変更後               | 変更前     | 変更前   | 変更前                     | 変更日                  |
| 新自治体   | 大字     | 小字                 | 旧自治体   | 大字     | 小字（特記なければ各一部） | 変更日                  |
| ---------- | -------- | -------------------- | ---------- | -------- | -------------------------- | ----------------------- |
| 豊崎村     | 大字七崎 | 字丹波内（編入）     | 上長苗代村 | 大字根岸 | 字上川原                   | 1916年（大正5年）4月1日 |
| 豊崎村     | 大字七崎 | 字洞向（編入）       | 上長苗代村 | 大字根岸 | 字上川原                   | 1916年（大正5年）4月1日 |
| 上長苗代村 | 大字根岸 | 字上川原（編入）     | 豊崎村     | 大字七崎 | 字洞向                     | 1916年（大正5年）4月1日 |
| 上長苗代村 | 大字根岸 | 字上川原（編入）     | 豊崎村     | 大字七崎 | 字境田                     | 1916年（大正5年）4月1日 |
| 上長苗代村 | 大字根市 | 字境田（編入）       | 豊崎村     | 大字七崎 | 字洞向                     | 1916年（大正5年）4月1日 |
| 上長苗代村 | 大字根市 | 字境田（編入）       | 豊崎村     | 大字七崎 | 字境田                     | 1916年（大正5年）4月1日 |
| 上長苗代村 | 大字根市 | 字境田（編入）       | 上長苗代村 | 大字根岸 | 字上川原                   | 1916年（大正5年）4月1日 |
| 上長苗代村 | 大字根市 | 字境田（編入）       | 上長苗代村 | 大字根市 | 字渡葉                     | 1916年（大正5年）4月1日 |
| 上長苗代村 | 大字根市 | 字上根市（編入）     | 上長苗代村 | 大字根岸 | 字渡ノ葉                   | 1916年（大正5年）4月1日 |
| 上長苗代村 | 大字根市 | 字上根市（編入）     | 上長苗代村 | 大字根岸 | 字上張田                   | 1916年（大正5年）4月1日 |
| 上長苗代村 | 大字根市 | 字上根市（編入）     | 上長苗代村 | 大字根岸 | 字張田                     | 1916年（大正5年）4月1日 |
| 上長苗代村 | 大字根市 | 字上根市（編入）     | 上長苗代村 | 大字根市 | 字下根市                   | 1916年（大正5年）4月1日 |
| 上長苗代村 | 大字根岸 | 字渡ノ葉（編入）     | 上長苗代村 | 大字根市 | 字上根市                   | 1916年（大正5年）4月1日 |
| 上長苗代村 | 大字根岸 | 字渡ノ葉（編入）     | 上長苗代村 | 大字根岸 | 字上張田                   | 1916年（大正5年）4月1日 |
| 上長苗代村 | 大字根岸 | 字上張田（編入）     | 上長苗代村 | 大字根市 | 字上根市                   | 1916年（大正5年）4月1日 |
| 上長苗代村 | 大字根岸 | 字張田（編入）       | 上長苗代村 | 大字根市 | 字下根市                   | 1916年（大正5年）4月1日 |
| 上長苗代村 | 大字根市 | 字下根市（編入）     | 上長苗代村 | 大字根岸 | 字張田                     | 1916年（大正5年）4月1日 |
| 上長苗代村 | 大字根市 | 字下根市（編入）     | 上長苗代村 | 大字尻内 | 字三条目                   | 1916年（大正5年）4月1日 |
| 上長苗代村 | 大字尻内 | 字三条目（編入）     | 上長苗代村 | 大字根岸 | 字張田                     | 1916年（大正5年）4月1日 |
| 上長苗代村 | 大字尻内 | 字三条目（編入）     | 上長苗代村 | 大字根市 | 字下根市                   | 1916年（大正5年）4月1日 |
| 上長苗代村 | 大字尻内 | 字三条目（編入）     | 上長苗代村 | 大字根市 | 字メトツ河原               | 1916年（大正5年）4月1日 |
| 上長苗代村 | 大字尻内 | 字三条目（編入）     | 上長苗代村 | 大字根市 | 字内矢沢                   | 1916年（大正5年）4月1日 |
| 上長苗代村 | 大字根市 | 字メトツ河原（編入） | 上長苗代村 | 大字根市 | 字下根市                   | 1916年（大正5年）4月1日 |
| 上長苗代村 | 大字根市 | 字メトツ河原（編入） | 上長苗代村 | 大字根市 | 字内矢沢                   | 1916年（大正5年）4月1日 |
| 上長苗代村 | 大字根市 | 字内矢沢（編入）     | 上長苗代村 | 大字根市 | 字メトツ河原               | 1916年（大正5年）4月1日 |
| 上長苗代村 | 大字尻内 | 字人形場（編入）     | 上長苗代村 | 大字大仏 | 字明戸                     | 1916年（大正5年）4月1日 |
| 上長苗代村 | 大字尻内 | 字表河原（編入）     | 上長苗代村 | 大字大仏 | 字明戸                     | 1916年（大正5年）4月1日 |
| 上長苗代村 | 大字大仏 | 字中川原（編入）     | 上長苗代村 | 大字大仏 | 字明戸                     | 1916年（大正5年）4月1日 |
| 上長苗代村 | 大字大仏 | 字中川原（編入）     | 上長苗代村 | 大字尻内 | 字表河原                   | 1916年（大正5年）4月1日 |
| 上長苗代村 | 大字大仏 | 字明戸（編入）       | 上長苗代村 | 大字尻内 | 字表河原                   | 1916年（大正5年）4月1日 |
| 上長苗代村 | 大字大仏 | 字明戸（編入）       | 上長苗代村 | 大字尻内 | 字人形場                   | 1916年（大正5年）4月1日 |

### 1918年の境界変更
耕地整理のため、1918年（大正7年）7月1日に豊崎村と上長苗代村の間で境界変更が実施された。
| 変更後     | 変更後     | 変更後             | 変更前     | 変更前     | 変更前                     | 変更日                  |
| 新自治体   | 大字       | 小字               | 旧自治体   | 大字       | 小字（特記なければ各一部） | 変更日                  |
| ---------- | ---------- | ------------------ | ---------- | ---------- | -------------------------- | ----------------------- |
| 上長苗代村 | 大字根岸   | 字上川原（編入）   | 豊崎村     | 大字境沢   | 字才助河原                 | 1918年（大正7年）7月1日 |
| 豊崎村     | 大字七崎   | 字丹波内（編入）   | 豊崎村     | 大字境沢   | 字才助河原                 | 1918年（大正7年）7月1日 |
| 豊崎村     | 大字七崎   | 字丹波内（編入）   | 豊崎村     | 大字境沢   | 字渋民                     | 1918年（大正7年）7月1日 |
| 豊崎村     | 大字七崎   | 字丹波内（編入）   | 豊崎村     | 大字七崎   | 字下永福寺                 | 1918年（大正7年）7月1日 |
| 豊崎村     | 大字七崎   | 字丹波内（編入）   | 上長苗代村 | 大字根岸   | 字上川原                   | 1918年（大正7年）7月1日 |
| 豊崎村     | 大字境沢   | 字渋民（編入）     | 豊崎村     | 大字境沢   | 字白銀端                   | 1918年（大正7年）7月1日 |
| 豊崎村     | 大字境沢   | 字渋民（編入）     | 豊崎村     | 大字境沢   | 字才助河原                 | 1918年（大正7年）7月1日 |
| 豊崎村     | 大字境沢   | 字渋民（編入）     | 豊崎村     | 大字七崎   | 字丹波内                   | 1918年（大正7年）7月1日 |
| 豊崎村     | 大字境沢   | 字渋民（編入）     | 豊崎村     | 大字七崎   | 字下永福寺                 | 1918年（大正7年）7月1日 |
| 豊崎村     | 大字境沢   | 字白銀端（編入）   | 豊崎村     | 大字七崎   | 字下永福寺                 | 1918年（大正7年）7月1日 |
| 豊崎村     | 大字境沢   | 字境沢（編入）     | 豊崎村     | 大字七崎   | 字下永福寺                 | 1918年（大正7年）7月1日 |
| 豊崎村     | 大字七崎   | 字下永福寺（編入） | 豊崎村     | 大字境沢   | 字白銀端                   | 1918年（大正7年）7月1日 |
| 豊崎村     | 大字七崎   | 字下永福寺（編入） | 豊崎村     | 大字境沢   | 字境沢                     | 1918年（大正7年）7月1日 |
| 豊崎村     | 大字七崎   | 字下永福寺（編入） | 豊崎村     | 大字七崎   | 字下七崎                   | 1918年（大正7年）7月1日 |
| 豊崎村     | 大字七崎   | 字上永福寺（編入） | 豊崎村     | 大字七崎   | 字下永福寺                 | 1918年（大正7年）7月1日 |
| 豊崎村     | 大字七崎   | 字上永福寺（編入） | 豊崎村     | 大字七崎   | 字下七崎                   | 1918年（大正7年）7月1日 |
| 豊崎村     | 大字七崎   | 字上永福寺（編入） | 豊崎村     | 大字七崎   | 字中村                     | 1918年（大正7年）7月1日 |
| 豊崎村     | 大字七崎   | 字下七崎（編入）   | 豊崎村     | 大字境沢   | 字境沢                     | 1918年（大正7年）7月1日 |
| 豊崎村     | 大字七崎   | 字下七崎（編入）   | 豊崎村     | 大字七崎   | 字下永福寺                 | 1918年（大正7年）7月1日 |
| 豊崎村     | 大字七崎   | 字下七崎（編入）   | 豊崎村     | 大字七崎   | 字上永福寺                 | 1918年（大正7年）7月1日 |
| 豊崎村     | 大字七崎   | 字下七崎（編入）   | 豊崎村     | 大字七崎   | 字中村                     | 1918年（大正7年）7月1日 |
| 豊崎村     | 大字七崎   | 字中村（編入）     | 豊崎村     | 大字七崎   | 字下七崎                   | 1918年（大正7年）7月1日 |
| 豊崎村     | 大字七崎   | 字中村（編入）     | 豊崎村     | 大字七崎   | 字前川原                   | 1918年（大正7年）7月1日 |
| 豊崎村     | 大字七崎   | 字久保杉（編入）   | 豊崎村     | 大字七崎   | 字中村                     | 1918年（大正7年）7月1日 |
| 豊崎村     | 大字七崎   | 字久保杉（編入）   | 豊崎村     | 大字七崎   | 字前川原                   | 1918年（大正7年）7月1日 |
| 豊崎村     | 大字七崎   | 字久保杉（編入）   | 豊崎村     | 大字七崎   | 字南宗坊                   | 1918年（大正7年）7月1日 |
| 豊崎村     | 大字七崎   | 字前川原（編入）   | 豊崎村     | 大字七崎   | 字中村                     | 1918年（大正7年）7月1日 |
| 豊崎村     | 大字七崎   | 字前田（編入）     | 豊崎村     | 大字七崎   | 字前川原                   | 1918年（大正7年）7月1日 |
| 豊崎村     | 大字七崎   | 字前田（編入）     | 豊崎村     | 大字七崎   | 字南宗坊                   | 1918年（大正7年）7月1日 |
| 豊崎村     | 大字七崎   | 字前田（編入）     | 豊崎村     | 大字七崎   | 字桜渡                     | 1918年（大正7年）7月1日 |
| 豊崎村     | 大字七崎   | 字前田（編入）     | 豊崎村     | 大字七崎   | 字下滝                     | 1918年（大正7年）7月1日 |
| 豊崎村     | 大字七崎   | 字南宗坊（編入）   | 豊崎村     | 大字七崎   | 字前川原                   | 1918年（大正7年）7月1日 |
| 豊崎村     | 大字七崎   | 字南宗坊（編入）   | 豊崎村     | 大字七崎   | 字前田                     | 1918年（大正7年）7月1日 |
| 豊崎村     | 大字七崎   | 字下滝（編入）     | 豊崎村     | 大字七崎   | 字桜渡                     | 1918年（大正7年）7月1日 |
| 豊崎村     | 大字七崎   | 字下滝（編入）     | 豊崎村     | 大字七崎   | 字滝谷                     | 1918年（大正7年）7月1日 |
| 豊崎村     | 大字七崎   | 字桜渡（編入）     | 豊崎村     | 大字七崎   | 字前田                     | 1918年（大正7年）7月1日 |
| 豊崎村     | 大字七崎   | 字桜渡（編入）     | 豊崎村     | 大字七崎   | 字下滝                     | 1918年（大正7年）7月1日 |
| 豊崎村     | 大字七崎   | 字桜渡（編入）     | 豊崎村     | 大字七崎   | 字滝谷                     | 1918年（大正7年）7月1日 |
| 豊崎村     | 大字豊間内 | 字大開（編入）     | 豊崎村     | 大字七崎   | 字滝谷                     | 1918年（大正7年）7月1日 |
| 豊崎村     | 大字七崎   | 字滝谷（編入）     | 豊崎村     | 大字豊間内 | 字大開                     | 1918年（大正7年）7月1日 |
| 豊崎村     | 大字豊間内 | 字下谷地（編入）   | 豊崎村     | 大字七崎   | 字定ノ沢                   | 1918年（大正7年）7月1日 |
| 豊崎村     | 大字七崎   | 字定ノ沢（編入）   | 豊崎村     | 大字豊間内 | 字鉢森川原                 | 1918年（大正7年）7月1日 |
| 豊崎村     | 大字豊間内 | 字久保田（編入）   | 豊崎村     | 大字七崎   | 字定ノ沢                   | 1918年（大正7年）7月1日 |
| 豊崎村     | 大字豊間内 | 字大沢前（編入）   | 豊崎村     | 大字豊間内 | 字久保田                   | 1918年（大正7年）7月1日 |
| 豊崎村     | 大字豊間内 | 字大沢前（編入）   | 豊崎村     | 大字豊間内 | 字鉢森川原                 | 1918年（大正7年）7月1日 |
| 豊崎村     | 大字豊間内 | 字鉢森川原（編入） | 豊崎村     | 大字豊間内 | 字豊間内                   | 1918年（大正7年）7月1日 |
| 豊崎村     | 大字豊間内 | 字鉢森川原（編入） | 豊崎村     | 大字豊間内 | 字熊戸前                   | 1918年（大正7年）7月1日 |
| 豊崎村     | 大字豊間内 | 字熊戸前（編入）   | 豊崎村     | 大字豊間内 | 字鉢森川原                 | 1918年（大正7年）7月1日 |
| 豊崎村     | 大字豊間内 | 字熊戸前（編入）   | 豊崎村     | 大字豊間内 | 字豊間内                   | 1918年（大正7年）7月1日 |
| 豊崎村     | 大字豊間内 | 字豊間内（編入）   | 豊崎村     | 大字豊間内 | 字鉢森川原                 | 1918年（大正7年）7月1日 |
| 豊崎村     | 大字豊間内 | 字一本松（編入）   | 豊崎村     | 大字豊間内 | 字豊間内                   | 1918年（大正7年）7月1日 |
| 豊崎村     | 大字豊間内 | 字一本松（編入）   | 豊崎村     | 大字豊間内 | 字横手川原                 | 1918年（大正7年）7月1日 |
| 豊崎村     | 大字豊間内 | 字一本松（編入）   | 豊崎村     | 大字豊間内 | 字高寺前                   | 1918年（大正7年）7月1日 |
| 豊崎村     | 大字豊間内 | 字一本松（編入）   | 豊崎村     | 大字豊間内 | 字上川原                   | 1918年（大正7年）7月1日 |
| 豊崎村     | 大字豊間内 | 字上川原（編入）   | 豊崎村     | 大字豊間内 | 字高寺前                   | 1918年（大正7年）7月1日 |
| 豊崎村     | 大字豊間内 | 字上川原（編入）   | 豊崎村     | 大字豊間内 | 字岩ノ脇                   | 1918年（大正7年）7月1日 |
| 豊崎村     | 大字豊間内 | 字上川原（編入）   | 豊崎村     | 大字豊間内 | 字一本松                   | 1918年（大正7年）7月1日 |
| 豊崎村     | 大字豊間内 | 字高寺前（編入）   | 豊崎村     | 大字豊間内 | 字横手川原                 | 1918年（大正7年）7月1日 |
| 豊崎村     | 大字豊間内 | 字高寺前（編入）   | 豊崎村     | 大字豊間内 | 字岩ノ脇                   | 1918年（大正7年）7月1日 |
| 豊崎村     | 大字豊間内 | 字横手川原（編入） | 豊崎村     | 大字豊間内 | 字鉢森川原                 | 1918年（大正7年）7月1日 |
| 豊崎村     | 大字豊間内 | 字横手川原（編入） | 豊崎村     | 大字豊間内 | 字豊間内                   | 1918年（大正7年）7月1日 |
| 豊崎村     | 大字豊間内 | 字横手川原（編入） | 豊崎村     | 大字豊間内 | 字高寺前                   | 1918年（大正7年）7月1日 |
| 豊崎村     | 大字豊間内 | 字岩ノ脇（編入）   | 豊崎村     | 大字豊間内 | 字高寺前                   | 1918年（大正7年）7月1日 |
| 豊崎村     | 大字豊間内 | 字岩ノ脇（編入）   | 豊崎村     | 大字豊間内 | 字横手川原                 | 1918年（大正7年）7月1日 |

### 湊村・小中野村の町制施行
1924年（大正13年）11月10日、湊村・小中野村が湊町・小中野町になった。
| 変更後   | 変更後     | 変更前   | 変更前     | 変更日                     |
| 新自治体 | 大字       | 旧自治体 | 大字       | 変更日                     |
| -------- | ---------- | -------- | ---------- | -------------------------- |
| 小中野町 | なし       | 小中野村 | なし       | 1924年（大正13年）11月10日 |
| 湊町     | 大字大久保 | 湊村     | 大字大久保 | 1924年（大正13年）11月10日 |
| 湊町     | 大字浜通   | 湊村     | 大字浜通   | 1924年（大正13年）11月10日 |

### 1928年の未定地編入
1928年（昭和3年）12月1日に湊町大字浜通字柳町地先公有水面埋立地68坪が湊町に編入された。
| 変更後   | 変更後 | 変更前                     | 変更日                   |
| 新自治体 | 字     | 変更前                     | 変更日                   |
| -------- | ------ | -------------------------- | ------------------------ |
| 湊町     | 一部   | 湊町大字浜通字柳町34番地先 | 1928年（昭和3年）12月1日 |

### 小中野町・湊町・鮫村との合併
1929年（昭和4年）4月26日、三戸郡八戸町および小中野町、湊町、鮫村の区域をもって市制施行し、八戸市を設置することが内務省から告示され、同年5月1日に八戸市が設置された。八戸市新設の際して以下の通り、八戸市に字が新設された。
| 変更後   | 変更後     | 変更前   | 変更前     | 変更日                  |
| 新自治体 | 大字       | 旧自治体 | 大字       | 変更日                  |
| -------- | ---------- | -------- | ---------- | ----------------------- |
| 八戸市   | 各大字     | 八戸町   | 各大字     | 1929年（昭和4年）5月1日 |
| 八戸市   | 一部       | 小中野町 | 全域       | 1929年（昭和4年）5月1日 |
| 八戸市   | 大字大久保 | 湊町     | 大字大久保 | 1929年（昭和4年）5月1日 |
| 八戸市   | 大字浜通   | 湊町     | 大字浜通   | 1929年（昭和4年）5月1日 |
| 八戸市   | 大字浜通   | 鮫村     | 大字浜通   | 1929年（昭和4年）5月1日 |
| 八戸市   | 大字金浜   | 鮫村     | 大字金浜   | 1929年（昭和4年）5月1日 |

1929年（昭和4年）5月3日に以下の通り、八戸市の字が再編された。
| 変更後   | 変更後               | 変更前                 | 変更前   | 変更日                  |
| 新自治体 | 大字                 | 旧自治体               | 大字     | 変更日                  |
| -------- | -------------------- | ---------------------- | -------- | ----------------------- |
| 八戸市   | 大字小中野町（新設） | 八戸市（旧小中野町域） | 全域     | 1929年（昭和4年）5月3日 |
| 八戸市   | 大字湊町（改称）     | 八戸市（旧湊町域）     | 大字浜通 | 1929年（昭和4年）5月3日 |
| 八戸市   | 大字鮫町（改称）     | 八戸市（旧鮫村域）     | 大字浜通 | 1929年（昭和4年）5月3日 |

### 1940年の境界変更
1939年（昭和14年）12月26日に八戸市と三戸郡館村の間で境界変更を実施することが告示され、1940年（昭和15年）1月1日に以下の通り、境界変更が実施された。
| 変更後   | 変更後     | 変更前   | 変更前     | 変更日                   |
| 新自治体 | 大字       | 旧自治体 | 大字       | 変更日                   |
| -------- | ---------- | -------- | ---------- | ------------------------ |
| 八戸市   | 大字売市   | 館村     | 大字売市   | 1940年（昭和15年）1月1日 |
| 八戸市   | 大字沢里   | 館村     | 大字沢里   | 1940年（昭和15年）1月1日 |
| 八戸市   | 大字沼館   | 館村     | 大字沼館   | 1940年（昭和15年）1月1日 |
| 八戸市   | 大字根城   | 館村     | 大字根城   | 1940年（昭和15年）1月1日 |
| 八戸市   | 大字田面木 | 館村     | 大字田面木 | 1940年（昭和15年）1月1日 |

### 1941年の境界変更
耕地整理の施行に伴い、1941年（昭和16年）1月10日に上長苗代村と下長苗代村の間で境界変更が実施された。
| 変更後     | 変更後     | 変更後               | 変更前     | 変更前     | 変更前                     | 変更日                    |
| 新自治体   | 大字       | 小字                 | 旧自治体   | 大字       | 小字（特記なければ各一部） | 変更日                    |
| ---------- | ---------- | -------------------- | ---------- | ---------- | -------------------------- | ------------------------- |
| 下長苗代村 | 大字長苗代 | 字上碇田（編入）     | 上長苗代村 | 大字尻内   | 字鴨ケ池                   | 1941年（昭和16年）1月10日 |
| 下長苗代村 | 大字長苗代 | 字下碇田（編入）     | 上長苗代村 | 大字尻内   | 字鴨田                     | 1941年（昭和16年）1月10日 |
| 下長苗代村 | 大字長苗代 | 字下碇田（編入）     | 上長苗代村 | 大字尻内   | 字鴨ケ池                   | 1941年（昭和16年）1月10日 |
| 下長苗代村 | 大字長苗代 | 字下碇田（編入）     | 上長苗代村 | 大字尻内   | 字嶋田                     | 1941年（昭和16年）1月10日 |
| 下長苗代村 | 大字長苗代 | 字二日市（編入）     | 上長苗代村 | 大字尻内   | 字尻細                     | 1941年（昭和16年）1月10日 |
| 下長苗代村 | 大字長苗代 | 字幕ノ内（編入）     | 上長苗代村 | 大字尻内   | 字二日市                   | 1941年（昭和16年）1月10日 |
| 下長苗代村 | 大字長苗代 | 字天狗柳（編入）     | 上長苗代村 | 大字根岸   | 字新井田新田               | 1941年（昭和16年）1月10日 |
| 下長苗代村 | 大字長苗代 | 字二分谷地（編入）   | 上長苗代村 | 大字根岸   | 字善右衛門堰               | 1941年（昭和16年）1月10日 |
| 上長苗代村 | 大字尻内   | 字鴨ケ池（編入）     | 下長苗代村 | 大字長苗代 | 字上碇田                   | 1941年（昭和16年）1月10日 |
| 上長苗代村 | 大字尻内   | 字嶋田（編入）       | 下長苗代村 | 大字長苗代 | 字下碇田                   | 1941年（昭和16年）1月10日 |
| 上長苗代村 | 大字尻内   | 字尻細（編入）       | 下長苗代村 | 大字長苗代 | 字二日市                   | 1941年（昭和16年）1月10日 |
| 上長苗代村 | 大字根岸   | 字新井田新田（編入） | 下長苗代村 | 大字長苗代 | 字紺屋町                   | 1941年（昭和16年）1月10日 |
| 上長苗代村 | 大字根岸   | 字下谷地（編入）     | 下長苗代村 | 大字長苗代 | 字上亀子谷地               | 1941年（昭和16年）1月10日 |
| 上長苗代村 | 大字根岸   | 字下谷地（編入）     | 下長苗代村 | 大字長苗代 | 字二分谷地                 | 1941年（昭和16年）1月10日 |

### 下長苗代との合併
1942年（昭和17年）2月10日に下長苗代村を八戸市に編入する旨の青森県指令が発せられ、同年4月1日に施行された。
| 変更後   | 変更後     | 変更前     | 変更前     | 変更日                   |
| 新自治体 | 大字       | 旧自治体   | 大字       | 変更日                   |
| -------- | ---------- | ---------- | ---------- | ------------------------ |
| 八戸市   | 大字河原木 | 下長苗代村 | 大字河原木 | 1942年（昭和17年）4月1日 |
| 八戸市   | 大字石堂   | 下長苗代村 | 大字石堂   | 1942年（昭和17年）4月1日 |
| 八戸市   | 大字長苗代 | 下長苗代村 | 大字長苗代 | 1942年（昭和17年）4月1日 |

## 戦後から1955年まで

### 1951年の境界変更
1951年（昭和26年）7月10日に上北郡下田村と市川村の間で境界変更が実施された。
| 変更後   | 変更後 | 変更前   | 変更前                   | 変更日                    |
| 新自治体 | 字     | 旧自治体 | 字（特記なければ各一部） | 変更日                    |
| -------- | ------ | -------- | ------------------------ | ------------------------- |
| 市川村   | 一部   | 下田村   | 字下境                   | 1951年（昭和26年）7月10日 |
| 下田村   | 一部   | 市川村   | 字下田境                 | 1951年（昭和26年）7月10日 |

### 1952年の境界変更
1952年（昭和27年）1月15日に豊崎村と上長苗代村の間で境界変更が実施された。
| 変更後     | 変更後 | 変更前     | 変更前                   | 変更日                    |
| 新自治体   | 字     | 旧自治体   | 字（特記なければ各一部） | 変更日                    |
| ---------- | ------ | ---------- | ------------------------ | ------------------------- |
| 上長苗代村 | 一部   | 豊崎村     | 字境田                   | 1952年（昭和27年）1月15日 |
| 豊崎村     | 一部   | 上長苗代村 | 字渡の葉                 | 1952年（昭和27年）1月15日 |

### 1952年の字の新設
1952年（昭和27年）4月30日に「大字湊町の一部名称の変更」が八戸市議会で議決され、同年5月1日に以下の通り、字の新設が実施された。
| 変更後             | 変更後               | 変更前   | 変更前       | 変更日                   |
| 町・字             | 町・字               | 町・字   | 町・字       | 変更日                   |
| 大字               | 小字                 | 大字     | 小字         | 変更日                   |
| ------------------ | -------------------- | -------- | ------------ | ------------------------ |
| 大字白銀町（新設） | 字久保下（新設）     | 大字湊町 | 字久保下     | 1952年（昭和27年）5月1日 |
| 大字白銀町（新設） | 字北外ノ沢（新設）   | 大字湊町 | 字北外ノ沢   | 1952年（昭和27年）5月1日 |
| 大字白銀町（新設） | 字左新井田道（新設） | 大字湊町 | 字左新井田道 | 1952年（昭和27年）5月1日 |
| 大字白銀町（新設） | 字南外ノ沢（新設）   | 大字湊町 | 字南外ノ沢   | 1952年（昭和27年）5月1日 |
| 大字白銀町（新設） | 字右新井田道（新設） | 大字湊町 | 字右新井田道 | 1952年（昭和27年）5月1日 |
| 大字白銀町（新設） | 字佐部長根（新設）   | 大字湊町 | 字佐部長根   | 1952年（昭和27年）5月1日 |
| 大字白銀町（新設） | 字左岩淵通（新設）   | 大字湊町 | 字左岩淵通   | 1952年（昭和27年）5月1日 |
| 大字白銀町（新設） | 字栗沢道（新設）     | 大字湊町 | 字栗沢道     | 1952年（昭和27年）5月1日 |
| 大字白銀町（新設） | 字右岩淵通（新設）   | 大字湊町 | 字右岩淵通   | 1952年（昭和27年）5月1日 |
| 大字白銀町（新設） | 字白浜道（新設）     | 大字湊町 | 字白浜道     | 1952年（昭和27年）5月1日 |
| 大字白銀町（新設） | 字浜崕（新設）       | 大字湊町 | 字浜崕       | 1952年（昭和27年）5月1日 |
| 大字白銀町（新設） | 字雷（新設）         | 大字湊町 | 字雷         | 1952年（昭和27年）5月1日 |
| 大字白銀町（新設） | 字大沢頭（新設）     | 大字湊町 | 字大沢頭     | 1952年（昭和27年）5月1日 |
| 大字白銀町（新設） | 字堀ノ外（新設）     | 大字湊町 | 字堀ノ外     | 1952年（昭和27年）5月1日 |
| 大字白銀町（新設） | 字堀ノ内（新設）     | 大字湊町 | 字堀ノ内     | 1952年（昭和27年）5月1日 |
| 大字白銀町（新設） | 字姥畑（新設）       | 大字湊町 | 字姥畑       | 1952年（昭和27年）5月1日 |
| 大字白銀町（新設） | 字大久保道（新設）   | 大字湊町 | 字大久保道   | 1952年（昭和27年）5月1日 |
| 大字白銀町（新設） | 字三島上（新設）     | 大字湊町 | 字三島上     | 1952年（昭和27年）5月1日 |
| 大字白銀町（新設） | 字寺ノ後（新設）     | 大字湊町 | 字寺ノ後     | 1952年（昭和27年）5月1日 |
| 大字白銀町（新設） | 字沢向（新設）       | 大字湊町 | 字沢向       | 1952年（昭和27年）5月1日 |
| 大字白銀町（新設） | 字中平（新設）       | 大字湊町 | 字中平       | 1952年（昭和27年）5月1日 |
| 大字白銀町（新設） | 字新九郎蒔目（新設） | 大字湊町 | 字新九郎蒔目 | 1952年（昭和27年）5月1日 |
| 大字白銀町（新設） | 字小沼（新設）       | 大字湊町 | 字小沼       | 1952年（昭和27年）5月1日 |
| 大字白銀町（新設） | 字木戸場（新設）     | 大字湊町 | 字木戸場     | 1952年（昭和27年）5月1日 |
| 大字白銀町（新設） | 字田端（新設）       | 大字湊町 | 字田端       | 1952年（昭和27年）5月1日 |
| 大字白銀町（新設） | 字大沢片平（新設）   | 大字湊町 | 字大沢片平   | 1952年（昭和27年）5月1日 |
| 大字白銀町（新設） | 字大万堀（新設）     | 大字湊町 | 字大万堀     | 1952年（昭和27年）5月1日 |
| 大字白銀町（新設） | 字三島下（新設）     | 大字湊町 | 字三島下     | 1952年（昭和27年）5月1日 |
| 大字白銀町（新設） | 字八森（新設）       | 大字湊町 | 字八森       | 1952年（昭和27年）5月1日 |
| 大字白銀町（新設） | 字北側本町（新設）   | 大字湊町 | 字北側本町   | 1952年（昭和27年）5月1日 |
| 大字白銀町（新設） | 字下タ通リ（新設）   | 大字湊町 | 字下タ通リ   | 1952年（昭和27年）5月1日 |
| 大字白銀町（新設） | 字砂森（新設）       | 大字湊町 | 字砂森       | 1952年（昭和27年）5月1日 |
| 大字白銀町（新設） | 字源治囲内（新設）   | 大字湊町 | 字源治囲内   | 1952年（昭和27年）5月1日 |
| 大字白銀町（新設） | 字須賀端（新設）     | 大字湊町 | 字須賀端     | 1952年（昭和27年）5月1日 |
| 大字白銀町（新設） | 字姥久保（新設）     | 大字湊町 | 字姥久保     | 1952年（昭和27年）5月1日 |
| 大字白銀町（新設） | 字人形沢（新設）     | 大字湊町 | 字人形沢     | 1952年（昭和27年）5月1日 |
| 大字白銀町（新設） | 字新町通（新設）     | 大字湊町 | 字新町通     | 1952年（昭和27年）5月1日 |
| 大字白銀町（新設） | 字昭和町（新設）     | 大字湊町 | 字昭和町     | 1952年（昭和27年）5月1日 |
| 大字白銀町（新設） | 字南側本町（新設）   | 大字湊町 | 字南側本町   | 1952年（昭和27年）5月1日 |

### 1953年の境界変更
1953年（昭和28年）3月26日に上長苗代村と館村の間で境界変更を実施することが告示され、同年3月28日に以下の通り、境界変更が実施された。
| 変更後     | 変更後 | 変更前     | 変更前                       | 変更前                       | 変更日                    |
| 新自治体   | 町・字 | 旧自治体   | 町・字（特記なければ各一部） | 町・字（特記なければ各一部） | 変更日                    |
| 新自治体   | 町・字 | 旧自治体   | 大字                         | 小字                         | 変更日                    |
| ---------- | ------ | ---------- | ---------------------------- | ---------------------------- | ------------------------- |
| 上長苗代村 | 一部   | 館村       | 大字櫛引                     | 字野巡                       | 1953年（昭和28年）3月28日 |
| 上長苗代村 | 一部   | 館村       | 大字櫛引                     | 字谷地                       | 1953年（昭和28年）3月28日 |
| 上長苗代村 | 一部   | 館村       | 大字櫛引                     | 字高田                       | 1953年（昭和28年）3月28日 |
| 上長苗代村 | 一部   | 館村       | 大字櫛引                     | 字窪田                       | 1953年（昭和28年）3月28日 |
| 上長苗代村 | 一部   | 館村       | 大字櫛引                     | 字鮫ノ口                     | 1953年（昭和28年）3月28日 |
| 館村       | 一部   | 上長苗代村 | 大字大仏                     | 字上谷地                     | 1953年（昭和28年）3月28日 |
| 館村       | 一部   | 上長苗代村 | 大字大仏                     | 字矢沢                       | 1953年（昭和28年）3月28日 |
| 館村       | 一部   | 上長苗代村 | 大字花崎                     | 字与助往名添                 | 1953年（昭和28年）3月28日 |

### 是川村の編入
三戸郡是川村の八戸市への編入に伴い、1954年（昭和29年）11月20日に「大字是川の新設」が八戸市議会で議決され、同年12月1日に以下の通り、字の新設が実施された。
| 変更後   | 変更後           | 変更前   | 変更日                    |
| 新自治体 | 大字             | 旧自治体 | 変更日                    |
| -------- | ---------------- | -------- | ------------------------- |
| 八戸市   | 大字是川（新設） | 是川村   | 1954年（昭和29年）12月1日 |

### 館村・上長苗代村・市川村の編入
三戸郡館村および上長苗代村、市川村の八戸市への編入に伴い、1955年（昭和30年）3月25日に「大字名称の変更」および「大字市川町の新設」が八戸市議会で議決され、同年4月1日に以下の通り、字の新設が実施された。
| 変更後   | 変更後             | 変更前     | 変更前   | 変更日                   |
| 新自治体 | 大字               | 旧自治体   | 大字     | 変更日                   |
| -------- | ------------------ | ---------- | -------- | ------------------------ |
| 八戸市   | 大字八幡           | 館村       | 大字八幡 | 1955年（昭和30年）4月1日 |
| 八戸市   | 大字櫛引           | 館村       | 大字櫛引 | 1955年（昭和30年）4月1日 |
| 八戸市   | 大字坂牛           | 館村       | 大字坂牛 | 1955年（昭和30年）4月1日 |
| 八戸市   | 大字上野           | 館村       | 大字上野 | 1955年（昭和30年）4月1日 |
| 八戸市   | 大字尻内町（新設） | 上長苗代村 | 大字尻内 | 1955年（昭和30年）4月1日 |
| 八戸市   | 大字尻内町（新設） | 上長苗代村 | 大字大仏 | 1955年（昭和30年）4月1日 |
| 八戸市   | 大字尻内町（新設） | 上長苗代村 | 大字花崎 | 1955年（昭和30年）4月1日 |
| 八戸市   | 大字尻内町（新設） | 上長苗代村 | 大字根岸 | 1955年（昭和30年）4月1日 |
| 八戸市   | 大字尻内町（新設） | 上長苗代村 | 大字根市 | 1955年（昭和30年）4月1日 |
| 八戸市   | 大字市川町（新設） | 市川村     | 全域     | 1955年（昭和30年）4月1日 |

### 1955年の境界変更
1955年（昭和30年）10月19日に豊崎村と三戸郡五戸町の間で境界変更を実施することが告示され、同日に以下の通り、境界変更が実施された。　
| 変更後   | 変更後     | 変更前   | 変更前                       | 変更前                       | 変更日                     |
| 新自治体 | 町・字     | 旧自治体 | 町・字（特記なければ各一部） | 町・字（特記なければ各一部） | 変更日                     |
| 新自治体 | 町・字     | 旧自治体 | 大字                         | 小字                         | 変更日                     |
| -------- | ---------- | -------- | ---------------------------- | ---------------------------- | -------------------------- |
| 五戸町   | 大字豊間内 | 豊崎村   | 大字豊間内                   | 字上長下（全部）             | 1955年（昭和30年）10月19日 |
| 五戸町   | 大字豊間内 | 豊崎村   | 大字豊間内                   | 字下長下（全部）             | 1955年（昭和30年）10月19日 |
| 五戸町   | 大字豊間内 | 豊崎村   | 大字豊間内                   | 字惣林橋（全部）             | 1955年（昭和30年）10月19日 |

### 豊崎村の編入
三戸郡豊崎村の八戸市への編入に伴い、1955年（昭和30年）9月28日に「大字豊崎町の新設」が八戸市議会で議決され、同年10月20日に以下の通り、字の新設が実施された。
| 変更後   | 変更後             | 変更前   | 変更前                     | 変更日                     |
| 新自治体 | 大字               | 旧自治体 | 大字（特記なければ各全部） | 変更日                     |
| -------- | ------------------ | -------- | -------------------------- | -------------------------- |
| 八戸市   | 大字豊崎町（新設） | 豊崎村   | 大字豊間内                 | 1955年（昭和30年）10月20日 |
| 八戸市   | 大字豊崎町（新設） | 豊崎村   | 大字七崎                   | 1955年（昭和30年）10月20日 |
| 八戸市   | 大字豊崎町（新設） | 豊崎村   | 大字境沢                   | 1955年（昭和30年）10月20日 |

## 1956年から昭和末期まで

### 1957年の町の新設
1957年（昭和32年）8月8日に公有水面埋立地を編入し、以下の通り、町を新設することが青森県告示第568号で告示された。
| 変更後   | 変更後               | 変更前                             |
| 新自治体 | 町・字               | 変更前                             |
| -------- | -------------------- | ---------------------------------- |
| 八戸市   | 築港街二丁目（新設） | 八戸市大字白銀町地先公有水面埋立地 |

### 1958年の字・町名の変更
1957年（昭和32年）9月30日に「大字名称の変更」が八戸市議会で議決され、1958年（昭和33年）1月1日に以下の通り、字の新設が実施された。
| 変更後       | 変更前     | 変更日                   |
| 大字         | 大字       | 変更日                   |
| ------------ | ---------- | ------------------------ |
| 内丸（新設） | 大字八幡町 | 1958年（昭和33年）1月1日 |

### 1958年の未定地編入
1958年（昭和33年）4月15日に公有水面埋立地2,071坪9合2勺の地域をもって、以下の通り、字域の変更が実施された。
| 変更後     | 変更後               | 変更前                             | 変更日                    |
| 大字       | 小字                 | 変更前                             | 変更日                    |
| ---------- | -------------------- | ---------------------------------- | ------------------------- |
| 大字河原木 | 字石仏（編入）       | 八戸市大字河原木地先公有水面埋立地 | 1958年（昭和33年）4月15日 |
| 大字河原木 | 字荒沼（編入）       | 八戸市大字河原木地先公有水面埋立地 | 1958年（昭和33年）4月15日 |
| 大字河原木 | 字浜名谷地（編入）   | 八戸市大字河原木地先公有水面埋立地 | 1958年（昭和33年）4月15日 |
| 大字河原木 | 字赤沼（編入）       | 八戸市大字河原木地先公有水面埋立地 | 1958年（昭和33年）4月15日 |
| 大字河原木 | 字舘（編入）         | 八戸市大字河原木地先公有水面埋立地 | 1958年（昭和33年）4月15日 |
| 大字河原木 | 字宇兵衛河原（編入） | 八戸市大字河原木地先公有水面埋立地 | 1958年（昭和33年）4月15日 |
| 大字河原木 | 字遠山新田（編入）   | 八戸市大字河原木地先公有水面埋立地 | 1958年（昭和33年）4月15日 |

1958年（昭和33年）10月21日に公有水面埋立地3,071坪6合5勺の地域をもって、以下の通り、字域の変更が実施された。
| 変更後   | 変更後       | 変更前                               | 変更日                     |
| 大字     | 小字         | 変更前                               | 変更日                     |
| -------- | ------------ | ------------------------------------ | -------------------------- |
| 大字鮫町 | 字鮫（編入） | 八戸市大字鮫町字鮫地先公有水面埋立地 | 1958年（昭和33年）10月21日 |

### 1958年の境界変更
1958年（昭和33年）5月9日に八戸市と三戸郡五戸町の間で境界変更を実施することが告示され、同年6月1日に以下の通り、境界変更が実施された。
| 変更後   | 変更後 | 変更前   | 変更前                       | 変更前                       | 変更日                   |
| 新自治体 | 町・字 | 旧自治体 | 町・字（特記なければ各一部） | 町・字（特記なければ各一部） | 変更日                   |
| 新自治体 | 町・字 | 旧自治体 | 大字                         | 小字                         | 変更日                   |
| -------- | ------ | -------- | ---------------------------- | ---------------------------- | ------------------------ |
| 五戸町   | 一部   | 八戸市   | 大字豊崎町                   | 字大開（全部）               | 1958年（昭和33年）6月1日 |
| 五戸町   | 一部   | 八戸市   | 大字豊崎町                   | 字上谷地（全部）             | 1958年（昭和33年）6月1日 |
| 五戸町   | 一部   | 八戸市   | 大字豊崎町                   | 字狐沢（全部）               | 1958年（昭和33年）6月1日 |
| 五戸町   | 一部   | 八戸市   | 大字豊崎町                   | 字志戸岸（全部）             | 1958年（昭和33年）6月1日 |
| 五戸町   | 一部   | 八戸市   | 大字豊崎町                   | 字大沢（全部）               | 1958年（昭和33年）6月1日 |
| 五戸町   | 一部   | 八戸市   | 大字豊崎町                   | 字金蔵塚（全部）             | 1958年（昭和33年）6月1日 |
| 五戸町   | 一部   | 八戸市   | 大字豊崎町                   | 字久保田（全部）             | 1958年（昭和33年）6月1日 |
| 五戸町   | 一部   | 八戸市   | 大字豊崎町                   | 字大沢前（全部）             | 1958年（昭和33年）6月1日 |
| 五戸町   | 一部   | 八戸市   | 大字豊崎町                   | 字熊戸（全部）               | 1958年（昭和33年）6月1日 |
| 五戸町   | 一部   | 八戸市   | 大字豊崎町                   | 字熊戸前（全部）             | 1958年（昭和33年）6月1日 |
| 五戸町   | 一部   | 八戸市   | 大字豊崎町                   | 字五ケ久保（全部）           | 1958年（昭和33年）6月1日 |
| 五戸町   | 一部   | 八戸市   | 大字豊崎町                   | 字豊間内（全部）             | 1958年（昭和33年）6月1日 |
| 五戸町   | 一部   | 八戸市   | 大字豊崎町                   | 字高寺（全部）               | 1958年（昭和33年）6月1日 |
| 五戸町   | 一部   | 八戸市   | 大字豊崎町                   | 字高寺前（全部）             | 1958年（昭和33年）6月1日 |
| 五戸町   | 一部   | 八戸市   | 大字豊崎町                   | 字坂ノ上（全部）             | 1958年（昭和33年）6月1日 |
| 五戸町   | 一部   | 八戸市   | 大字豊崎町                   | 字上一本松（全部）           | 1958年（昭和33年）6月1日 |
| 五戸町   | 一部   | 八戸市   | 大字豊崎町                   | 字上川原（全部）             | 1958年（昭和33年）6月1日 |
| 五戸町   | 一部   | 八戸市   | 大字豊崎町                   | 字岩ノ脇（全部）             | 1958年（昭和33年）6月1日 |
| 五戸町   | 一部   | 八戸市   | 大字豊崎町                   | 字横手川原（全部）           | 1958年（昭和33年）6月1日 |
| 五戸町   | 一部   | 八戸市   | 大字豊崎町                   | 字上前田（全部）             | 1958年（昭和33年）6月1日 |
| 五戸町   | 一部   | 八戸市   | 大字豊崎町                   | 字岩ノ脇沢（全部）           | 1958年（昭和33年）6月1日 |
| 五戸町   | 一部   | 八戸市   | 大字豊崎町                   | 字天満（全部）               | 1958年（昭和33年）6月1日 |
| 五戸町   | 一部   | 八戸市   | 大字豊崎町                   | 字冷水（全部）               | 1958年（昭和33年）6月1日 |
| 五戸町   | 一部   | 八戸市   | 大字豊崎町                   | 字上長根（全部）             | 1958年（昭和33年）6月1日 |
| 五戸町   | 一部   | 八戸市   | 大字豊崎町                   | 字麦沢（全部）               | 1958年（昭和33年）6月1日 |
| 五戸町   | 一部   | 八戸市   | 大字豊崎町                   | 字上源兵衛（全部）           | 1958年（昭和33年）6月1日 |
| 五戸町   | 一部   | 八戸市   | 大字豊崎町                   | 字下源兵衛（全部）           | 1958年（昭和33年）6月1日 |
| 五戸町   | 一部   | 八戸市   | 大字豊崎町                   | 字鉢森川原（全部）           | 1958年（昭和33年）6月1日 |
| 五戸町   | 一部   | 八戸市   | 大字豊崎町                   | 字山崎（全部）               | 1958年（昭和33年）6月1日 |
| 五戸町   | 一部   | 八戸市   | 大字豊崎町                   | 字大久保（全部）             | 1958年（昭和33年）6月1日 |
| 五戸町   | 一部   | 八戸市   | 大字豊崎町                   | 字地蔵平（全部）             | 1958年（昭和33年）6月1日 |

### 大館村の編入
三戸郡大館村の八戸市への編入に伴い、1958年（昭和33年）9月10日に以下の通り、字の新設が実施された。
| 変更後   | 変更後       | 変更前   | 変更前     | 変更日                    |
| 新自治体 | 大字         | 旧自治体 | 大字       | 変更日                    |
| -------- | ------------ | -------- | ---------- | ------------------------- |
| 八戸市   | 大字新井田   | 大館村   | 大字新井田 | 1958年（昭和33年）9月10日 |
| 八戸市   | 大字妙       | 大館村   | 大字妙     | 1958年（昭和33年）9月10日 |
| 八戸市   | 大字十日市村 | 大館村   | 大字十日市 | 1958年（昭和33年）9月10日 |
| 八戸市   | 大字松館     | 大館村   | 大字松館   | 1958年（昭和33年）9月10日 |

### 1960年の未定地編入
1960年（昭和33年）7月19日に公有水面埋立地106,084平方メートルの地域をもって、以下の通り、字の新設が実施された。
| 変更後     | 変更後               | 変更前                                     | 変更日                    |
| 大字       | 小字                 | 変更前                                     | 変更日                    |
| ---------- | -------------------- | ------------------------------------------ | ------------------------- |
| 大字河原木 | 字宇兵衛河原（編入） | 八戸市大字河原木字宇兵衛河原及び同字舘地先 | 1960年（昭和33年）7月19日 |

### 1960年の字の新設
1960年（昭和35年）6月25日に「大字美保野の新設」が八戸市議会で議決され、同年8月1日に以下の通り、字の新設が実施された。
| 変更後             | 変更前             | 変更日                   |
| ------------------ | ------------------ | ------------------------ |
| 大字美保野（新設） | 大字大久保字芋ノ窪 | 1960年（昭和35年）8月1日 |

### 1962年の町の新設
1962年（昭和37年）1月12日に八戸市の一部および公有水面埋立地をもって、以下の通り、町の新設が実施された。
| 変更後               | 変更前                                            | 変更前   | 変更日                    |
| 変更後               | 大字                                              | 小字     | 変更日                    |
| -------------------- | ------------------------------------------------- | -------- | ------------------------- |
| 築港街一丁目（新設） | 大字白銀町                                        | 字洲賀端 | 1962年（昭和37年）1月12日 |
| 築港街一丁目（新設） | 築港街二丁目2番に沿接する国有地地先公有水面埋立地 |          | 1962年（昭和37年）1月12日 |
| 築港街一丁目（新設） | 築港街二丁目地先公有水面埋立地                    |          | 1962年（昭和37年）1月12日 |

1962年（昭和37年）5月4日に土地区画整理事業の換地処分が公告され、同年5月5日に換地処分に伴う住所変更が実施された。住所変更実施に伴い、以下の通り、町の新設が実施された。
| 実施後                 | 実施前                       | 実施前                       | 変更日                   |
| 町丁                   | 町・字（特記なければ各一部） | 町・字（特記なければ各一部） | 変更日                   |
| 町丁                   | 大字                         | 小字                         | 変更日                   |
| ---------------------- | ---------------------------- | ---------------------------- | ------------------------ |
| 城下一丁目（新設）     | 大字柏崎                     | 宇和田（全部）               | 1962年（昭和37年）5月5日 |
| 城下一丁目（新設）     | 大字柏崎                     | 字二間橋沖                   | 1962年（昭和37年）5月5日 |
| 城下一丁目（新設）     | 大字柏崎                     | 字堀下                       | 1962年（昭和37年）5月5日 |
| 城下一丁目（新設）     | 大字柏崎                     | 字下谷地沖（全部）           | 1962年（昭和37年）5月5日 |
| 城下一丁目（新設）     | 大字柏崎                     | 字下谷地                     | 1962年（昭和37年）5月5日 |
| 城下一丁目（新設）     | 大字柏崎                     | 字上鶴寄                     | 1962年（昭和37年）5月5日 |
| 城下二丁目（新設）     | 大字沼館                     | 字上沼田                     | 1962年（昭和37年）5月5日 |
| 城下二丁目（新設）     | 大字沼館                     | 字編笠の一部                 | 1962年（昭和37年）5月5日 |
| 城下二丁目（新設）     | 大字売市                     | 字上編笠                     | 1962年（昭和37年）5月5日 |
| 城下二丁目（新設）     | 大字売市                     | 字滝                         | 1962年（昭和37年）5月5日 |
| 城下二丁目（新設）     | 大字売市                     | 字滝河原の一部               | 1962年（昭和37年）5月5日 |
| 城下三丁目（新設）     | 大字沼館                     | 字滝河原                     | 1962年（昭和37年）5月5日 |
| 城下三丁目（新設）     | 大字沼館                     | 沼向（全部）                 | 1962年（昭和37年）5月5日 |
| 城下三丁目（新設）     | 大字沼館                     | 下沼田                       | 1962年（昭和37年）5月5日 |
| 城下三丁目（新設）     | 大字沼館                     | 堺田                         | 1962年（昭和37年）5月5日 |
| 城下三丁目（新設）     | 大字沼館                     | 編笠                         | 1962年（昭和37年）5月5日 |
| 城下三丁目（新設）     | 大字沼館                     | 甚兵衛田                     | 1962年（昭和37年）5月5日 |
| 城下三丁目（新設）     | 大字売市                     | 字滝河原                     | 1962年（昭和37年）5月5日 |
| 城下三丁目（新設）     | 大字売市                     | 字滝                         | 1962年（昭和37年）5月5日 |
| 城下三丁目（新設）     | 大字売市                     | 字上編笠                     | 1962年（昭和37年）5月5日 |
| 城下四丁目（新設）     | 大字柏崎                     | 字上鶴寄                     | 1962年（昭和37年）5月5日 |
| 城下四丁目（新設）     | 大字柏崎                     | 字川苗代（全部）             | 1962年（昭和37年）5月5日 |
| 城下四丁目（新設）     | 大字柏崎                     | 字下間谷地（全部）           | 1962年（昭和37年）5月5日 |
| 城下四丁目（新設）     | 大字柏崎                     | 字上間谷地（全部）           | 1962年（昭和37年）5月5日 |
| 城下四丁目（新設）     | 大字柏崎                     | 字堀子田（全部）             | 1962年（昭和37年）5月5日 |
| 城下四丁目（新設）     | 大字柏崎                     | 字二間橋下（全部）           | 1962年（昭和37年）5月5日 |
| 城下四丁目（新設）     | 大字柏崎                     | 字谷地田                     | 1962年（昭和37年）5月5日 |
| 城下四丁目（新設）     | 大字柏崎                     | 字沖中                       | 1962年（昭和37年）5月5日 |
| 城下四丁目（新設）     | 大字柏崎                     | 字鷹田                       | 1962年（昭和37年）5月5日 |
| 城下四丁目（新設）     | 大字柏崎                     | 字下鷹田                     | 1962年（昭和37年）5月5日 |
| 城下四丁目（新設）     | 大字柏崎                     | 字別当谷地                   | 1962年（昭和37年）5月5日 |
| 城下四丁目（新設）     | 大字小中野町                 | 字畑福                       | 1962年（昭和37年）5月5日 |
| 沼館一丁目（新設）     | 大字柏崎                     | 字別当谷地                   | 1962年（昭和37年）5月5日 |
| 沼館一丁目（新設）     | 大字柏崎                     | 字下鷹田の一部               | 1962年（昭和37年）5月5日 |
| 沼館一丁目（新設）     | 大字柏崎                     | 字鷹田                       | 1962年（昭和37年）5月5日 |
| 沼館一丁目（新設）     | 大字柏崎                     | 字沖中                       | 1962年（昭和37年）5月5日 |
| 沼館一丁目（新設）     | 大字柏崎                     | 字谷地田                     | 1962年（昭和37年）5月5日 |
| 沼館一丁目（新設）     | 大字沼館                     | 字油田（全部）               | 1962年（昭和37年）5月5日 |
| 沼館一丁目（新設）     | 大字沼館                     | 字伊五郎田                   | 1962年（昭和37年）5月5日 |
| 沼館一丁目（新設）     | 大字沼館                     | 字上高田（全部）             | 1962年（昭和37年）5月5日 |
| 沼館一丁目（新設）     | 大字沼館                     | 字巣喰                       | 1962年（昭和37年）5月5日 |
| 沼館一丁目（新設）     | 大字小中野町                 | 字高田                       | 1962年（昭和37年）5月5日 |
| 沼館一丁目（新設）     | 大字小中野町                 | 字張場（全部）               | 1962年（昭和37年）5月5日 |
| 沼館一丁目（新設）     | 大字小中野町                 | 字畑福                       | 1962年（昭和37年）5月5日 |
| 沼館一丁目（新設）     | 大字小中野町                 | 字大小中野                   | 1962年（昭和37年）5月5日 |
| 沼館二丁目（新設）     | 大字沼館                     | 字甚兵衛田                   | 1962年（昭和37年）5月5日 |
| 沼館二丁目（新設）     | 大字沼館                     | 字堺田                       | 1962年（昭和37年）5月5日 |
| 沼館二丁目（新設）     | 大字沼館                     | 字下沼田                     | 1962年（昭和37年）5月5日 |
| 沼館二丁目（新設）     | 大字沼館                     | 字滝河原                     | 1962年（昭和37年）5月5日 |
| 沼館二丁目（新設）     | 大字沼館                     | 字明神前                     | 1962年（昭和37年）5月5日 |
| 沼館二丁目（新設）     | 大字沼館                     | 字大道（全部）               | 1962年（昭和37年）5月5日 |
| 沼館二丁目（新設）     | 大字沼館                     | 字中西（全部）               | 1962年（昭和37年）5月5日 |
| 沼館二丁目（新設）     | 大字沼館                     | 字稲垣田（全部）             | 1962年（昭和37年）5月5日 |
| 沼館二丁目（新設）     | 大字沼館                     | 字豆田（全部）               | 1962年（昭和37年）5月5日 |
| 沼館二丁目（新設）     | 大字沼館                     | 字鎌草（全部）               | 1962年（昭和37年）5月5日 |
| 沼館二丁目（新設）     | 大字沼館                     | 字殿達田（全部）             | 1962年（昭和37年）5月5日 |
| 沼館二丁目（新設）     | 大字沼館                     | 字久保田                     | 1962年（昭和37年）5月5日 |
| 沼館二丁目（新設）     | 大字沼館                     | 字高畠                       | 1962年（昭和37年）5月5日 |
| 沼館二丁目（新設）     | 大字沼館                     | 字沼館                       | 1962年（昭和37年）5月5日 |
| 沼館二丁目（新設）     | 大字沼館                     | 字伝内                       | 1962年（昭和37年）5月5日 |
| 沼館二丁目（新設）     | 大字沼館                     | 字伊五郎田                   | 1962年（昭和37年）5月5日 |
| 沼館二丁目（新設）     | 大字沼館                     | 字村の後                     | 1962年（昭和37年）5月5日 |
| 沼館二丁目（新設）     | 大字沼館                     | 字松六                       | 1962年（昭和37年）5月5日 |
| 沼館二丁目（新設）     | 大字売市                     | 字滝河原                     | 1962年（昭和37年）5月5日 |
| 沼館三丁目（新設）     | 大字沼館                     | 字松六                       | 1962年（昭和37年）5月5日 |
| 沼館三丁目（新設）     | 大字沼館                     | 字村の後                     | 1962年（昭和37年）5月5日 |
| 沼館三丁目（新設）     | 大字沼館                     | 字角地（全部）               | 1962年（昭和37年）5月5日 |
| 沼館三丁目（新設）     | 大字沼館                     | 字船場通                     | 1962年（昭和37年）5月5日 |
| 沼館三丁目（新設）     | 大字沼館                     | 字沼館                       | 1962年（昭和37年）5月5日 |
| 沼館三丁目（新設）     | 大字沼館                     | 字久保田                     | 1962年（昭和37年）5月5日 |
| 沼館三丁目（新設）     | 大字沼館                     | 字高畠                       | 1962年（昭和37年）5月5日 |
| 沼館三丁目（新設）     | 大字沼館                     | 字浜梨子河原                 | 1962年（昭和37年）5月5日 |
| 沼館四丁目（新設）     | 大字沼館                     | 字鴨鴫                       | 1962年（昭和37年）5月5日 |
| 沼館四丁目（新設）     | 大字沼館                     | 字巣喰                       | 1962年（昭和37年）5月5日 |
| 沼館四丁目（新設）     | 大字沼館                     | 字伝内                       | 1962年（昭和37年）5月5日 |
| 沼館四丁目（新設）     | 大字沼館                     | 字松六                       | 1962年（昭和37年）5月5日 |
| 沼館四丁目（新設）     | 大字沼館                     | 字七ツ畦（全部）             | 1962年（昭和37年）5月5日 |
| 沼館四丁目（新設）     | 大字沼館                     | 字竹原（全部）               | 1962年（昭和37年）5月5日 |
| 沼館四丁目（新設）     | 大字沼館                     | 字向河原（全部）             | 1962年（昭和37年）5月5日 |
| 沼館四丁目（新設）     | 大字沼館                     | 字淀（全部）                 | 1962年（昭和37年）5月5日 |
| 沼館四丁目（新設）     | 大字沼館                     | 字大須賀（全部）             | 1962年（昭和37年）5月5日 |
| 沼館四丁目（新設）     | 大字沼館                     | 字浜梨子河原                 | 1962年（昭和37年）5月5日 |
| 沼館四丁目（新設）     | 大字小中野町                 | 字沼の上                     | 1962年（昭和37年）5月5日 |
| 沼館四丁目（新設）     | 大字小中野町                 | 字高田                       | 1962年（昭和37年）5月5日 |
| 小中野北一丁目（新設） | 大字小中野町                 | 字熊ノ林                     | 1962年（昭和37年）5月5日 |
| 小中野北一丁目（新設） | 大字小中野町                 | 字下四ツ谷                   | 1962年（昭和37年）5月5日 |
| 小中野北一丁目（新設） | 大字小中野町                 | 字影前田                     | 1962年（昭和37年）5月5日 |
| 小中野北一丁目（新設） | 大字小中野町                 | 字雨堤                       | 1962年（昭和37年）5月5日 |
| 小中野北一丁目（新設） | 大字小中野町                 | 字上四ツ谷                   | 1962年（昭和37年）5月5日 |
| 小中野北一丁目（新設） | 大字小中野町                 | 字鶴寄                       | 1962年（昭和37年）5月5日 |
| 小中野北一丁目（新設） | 大字小中野町                 | 字中小中野                   | 1962年（昭和37年）5月5日 |
| 小中野北一丁目（新設） | 大字小中野町                 | 字上中北                     | 1962年（昭和37年）5月5日 |
| 小中野北一丁目（新設） | 大字柏崎                     | 字下谷地尻                   | 1962年（昭和37年）5月5日 |
| 小中野北二丁目（新設） | 大字小中野町                 | 字鶴寄                       | 1962年（昭和37年）5月5日 |
| 小中野北二丁目（新設） | 大字小中野町                 | 字影前田                     | 1962年（昭和37年）5月5日 |
| 小中野北二丁目（新設） | 大字小中野町                 | 字畑福                       | 1962年（昭和37年）5月5日 |
| 小中野北二丁目（新設） | 大字小中野町                 | 字大小中野                   | 1962年（昭和37年）5月5日 |
| 小中野北二丁目（新設） | 大字小中野町                 | 字高田                       | 1962年（昭和37年）5月5日 |
| 小中野北二丁目（新設） | 大字小中野町                 | 字沼の上                     | 1962年（昭和37年）5月5日 |
| 小中野北二丁目（新設） | 大字小中野町                 | 字谷地頭                     | 1962年（昭和37年）5月5日 |
| 小中野北二丁目（新設） | 大字小中野町                 | 字喜七橋                     | 1962年（昭和37年）5月5日 |
| 小中野北二丁目（新設） | 大字小中野町                 | 字田ノ端（全部）             | 1962年（昭和37年）5月5日 |
| 小中野北二丁目（新設） | 大字小中野町                 | 字細谷地                     | 1962年（昭和37年）5月5日 |
| 小中野北二丁目（新設） | 大字小中野町                 | 字忍谷地                     | 1962年（昭和37年）5月5日 |
| 小中野北二丁目（新設） | 大字小中野町                 | 字中小中野                   | 1962年（昭和37年）5月5日 |
| 小中野北三丁目（新設） | 大字沼館                     | 字鴨鴫                       | 1962年（昭和37年）5月5日 |
| 小中野北三丁目（新設） | 大字小中野町                 | 字沼ノ上                     | 1962年（昭和37年）5月5日 |
| 小中野北三丁目（新設） | 大字小中野町                 | 字谷地頭                     | 1962年（昭和37年）5月5日 |
| 小中野北三丁目（新設） | 大字小中野町                 | 字喜七橋                     | 1962年（昭和37年）5月5日 |
| 小中野北三丁目（新設） | 大字小中野町                 | 字妻ノ神（全部）             | 1962年（昭和37年）5月5日 |
| 小中野北三丁目（新設） | 大字小中野町                 | 字沼淵（全部）               | 1962年（昭和37年）5月5日 |
| 小中野北三丁目（新設） | 大字小中野町                 | 字沖ノ野（全部）             | 1962年（昭和37年）5月5日 |
| 小中野北三丁目（新設） | 大字小中野町                 | 字新川口                     | 1962年（昭和37年）5月5日 |
| 小中野北三丁目（新設） | 大字小中野町                 | 字中通                       | 1962年（昭和37年）5月5日 |
| 小中野北三丁目（新設） | 大字小中野町                 | 字谷地ノ上                   | 1962年（昭和37年）5月5日 |
| 小中野北三丁目（新設） | 大字小中野町                 | 字細谷地                     | 1962年（昭和37年）5月5日 |
| 小中野北四丁目（新設） | 大字小中野町                 | 字新川口                     | 1962年（昭和37年）5月5日 |
| 小中野北四丁目（新設） | 大字小中野町                 | 字下河原（全部）             | 1962年（昭和37年）5月5日 |
| 小中野北四丁目（新設） | 大字小中野町                 | 字赤沼（全部）               | 1962年（昭和37年）5月5日 |
| 小中野北四丁目（新設） | 大字小中野町                 | 字赤沼新田（全部）           | 1962年（昭和37年）5月5日 |
| 小中野北四丁目（新設） | 大字小中野町                 | 字場尻                       | 1962年（昭和37年）5月5日 |
| 小中野北四丁目（新設） | 大字小中野町                 | 字沼向                       | 1962年（昭和37年）5月5日 |
| 小中野北四丁目（新設） | 大字小中野町                 | 字細谷地                     | 1962年（昭和37年）5月5日 |
| 小中野北四丁目（新設） | 大字小中野町                 | 字谷地ノ上                   | 1962年（昭和37年）5月5日 |
| 小中野北四丁目（新設） | 大字小中野町                 | 字中通                       | 1962年（昭和37年）5月5日 |
| 小中野北五丁目（新設） | 大字小中野町                 | 字左比代                     | 1962年（昭和37年）5月5日 |
| 小中野北五丁目（新設） | 大字小中野町                 | 字折本                       | 1962年（昭和37年）5月5日 |
| 小中野北五丁目（新設） | 大字小中野町                 | 字熊ノ林                     | 1962年（昭和37年）5月5日 |
| 小中野北五丁目（新設） | 大字小中野町                 | 字上中北                     | 1962年（昭和37年）5月5日 |
| 小中野北五丁目（新設） | 大字小中野町                 | 字下中北（全部）             | 1962年（昭和37年）5月5日 |
| 小中野北五丁目（新設） | 大字小中野町                 | 字忍谷地                     | 1962年（昭和37年）5月5日 |
| 小中野北五丁目（新設） | 大字小中野町                 | 字細谷地                     | 1962年（昭和37年）5月5日 |

### 1963年の町の新設
1963年（昭和38年）4月1日に八戸市の一部をもって、以下の通り、町の新設が実施された。
| 実施後               | 実施前                       | 実施前                       | 変更日                   |
| 町丁                 | 町・字（特記なければ各一部） | 町・字（特記なければ各一部） | 変更日                   |
| 町丁                 | 大字                         | 小字                         | 変更日                   |
| -------------------- | ---------------------------- | ---------------------------- | ------------------------ |
| 旭ケ丘一丁目（新設） | 大字新井田                   | 字久保                       | 1963年（昭和38年）4月1日 |
| 旭ケ丘一丁目（新設） | 大字新井田                   | 字外久保                     | 1963年（昭和38年）4月1日 |
| 旭ケ丘二丁目（新設） | 大字新井田                   | 字久保                       | 1963年（昭和38年）4月1日 |
| 旭ケ丘二丁目（新設） | 大字新井田                   | 字外久保                     | 1963年（昭和38年）4月1日 |
| 旭ケ丘三丁目（新設） | 大字新井田                   | 字松山上野場                 | 1963年（昭和38年）4月1日 |
| 旭ケ丘四丁目（新設） | 大字新井田                   | 字久保                       | 1963年（昭和38年）4月1日 |
| 旭ケ丘五丁目（新設） | 大字新井田                   | 字外久保                     | 1963年（昭和38年）4月1日 |

### 1964年の町・字の新設
1964年（昭和39年）3月19日に土地区画整理事業の換地処分が公告され、同年3月20日に換地処分に伴う住所変更が実施された。住所変更実施に伴い、以下の通り、字の新設が実施された。
| 実施後     | 実施後           | 実施前                       | 実施前                       | 実施年月日                |
| 町・字     | 町・字           | 町・字（特記なければ各一部） | 町・字（特記なければ各一部） | 実施年月日                |
| 大字       | 小字             | 大字                         | 小字                         | 実施年月日                |
| ---------- | ---------------- | ---------------------------- | ---------------------------- | ------------------------- |
| 大字白銀町 | 字南ケ丘（新設） | 大字白銀町                   | 堀の内                       | 1964年（昭和39年）3月20日 |
| 大字白銀町 | 字南ケ丘（新設） | 大字白銀町                   | 字堀の外                     | 1964年（昭和39年）3月20日 |
| 大字白銀町 | 字南ケ丘（新設） | 大字白銀町                   | 字木戸場                     | 1964年（昭和39年）3月20日 |
| 大字白銀町 | 字南ケ丘（新設） | 大字白銀町                   | 字新九郎蒔目                 | 1964年（昭和39年）3月20日 |
| 大字白銀町 | 字南ケ丘（新設） | 大字大久保                   | 字サクロツ                   | 1964年（昭和39年）3月20日 |

1964年（昭和39年）3月31日に土地区画整理事業の換地処分が公告され、同年4月1日に換地処分に伴う住所変更が実施された。住所変更実施に伴い、以下の通り、町の新設が実施された。
| 実施後         | 実施前                       | 実施前                       | 実施年月日                |
| 町丁           | 町・字（特記なければ各一部） | 町・字（特記なければ各一部） | 実施年月日                |
| 町丁           | 大字                         | 小字                         | 実施年月日                |
| -------------- | ---------------------------- | ---------------------------- | ------------------------- |
| 松ケ丘（新設） | 大字市川町（新設）           | 字桔梗野上                   | 1964年（昭和39年）3月31日 |

### 1964年の町の新設
1964年（昭和39年）4月23日に八戸市の県有地および公有水面埋立地60,676.37平方メートルの地域をもって、以下の通り、町の新設が実施された。
| 変更後         | 変更前                               | 変更日                    |
| 町丁           | 変更前                               | 変更日                    |
| -------------- | ------------------------------------ | ------------------------- |
| 築港街第一ふ頭 | 八戸市築港街二丁目に沿接する県有地   | 1964年（昭和39年）4月23日 |
| 築港街第一ふ頭 | 八戸市築港街一丁目地先公有水面埋立地 | 1964年（昭和39年）4月23日 |

### 1965年の未定地編入
1965年（昭和40年）12月25日に公有水面埋立地48.791平方メートルの地域をもって、以下の通り、字域の変更が実施された。
| 変更後     | 変更後           | 変更前                                     | 変更日                     |
| 大字       | 小字             | 変更前                                     | 変更日                     |
| ---------- | ---------------- | ------------------------------------------ | -------------------------- |
| 大字白銀町 | 字洲賀端（編入） | 八戸市大字白銀町字洲賀端地先公有水面埋立地 | 1965年（昭和40年）12月25日 |

### 1966年の境界変更
1966年（昭和41年）4月25日に八戸市と三戸郡五戸町の間で境界変更を実施することが告示され、同年5月1日に以下の通り、境界変更が実施された。
| 変更後   | 変更後 | 変更前   | 変更前                       | 変更前                       | 変更日                   |
| 新自治体 | 町・字 | 旧自治体 | 町・字（特記なければ各一部） | 町・字（特記なければ各一部） | 変更日                   |
| 新自治体 | 町・字 | 旧自治体 | 大字                         | 小字                         | 変更日                   |
| -------- | ------ | -------- | ---------------------------- | ---------------------------- | ------------------------ |
| 八戸市   | 一部   | 五戸町   | 大字上市川                   | 字堺地                       | 1966年（昭和41年）5月1日 |
| 八戸市   | 一部   | 五戸町   | 大字上市川                   | 字越戸                       | 1966年（昭和41年）5月1日 |
| 八戸市   | 一部   | 五戸町   | 大字上市川                   | 字淋代                       | 1966年（昭和41年）5月1日 |
| 八戸市   | 一部   | 五戸町   | 大字上市川                   | 字内谷地                     | 1966年（昭和41年）5月1日 |
| 八戸市   | 一部   | 五戸町   | 大字上市川                   | 字中谷地                     | 1966年（昭和41年）5月1日 |
| 八戸市   | 一部   | 五戸町   | 大字上市川                   | 字前谷地                     | 1966年（昭和41年）5月1日 |
| 八戸市   | 一部   | 五戸町   | 大字上市川                   | 字山崎                       | 1966年（昭和41年）5月1日 |
| 五戸町   | 一部   | 八戸市   | 大字市川町                   | 字田ノ沢下                   | 1966年（昭和41年）5月1日 |

### 1966年の未定地編入
1966年（昭和41年）5月10日に公有水面埋立地3,392.47平方メートルの地域をもって、以下の通り、字域の変更が実施された。
| 変更後       | 変更後           | 変更前                                       | 変更日                    |
| 大字         | 小字             | 変更前                                       | 変更日                    |
| ------------ | ---------------- | -------------------------------------------- | ------------------------- |
| 大字小中野町 | 字下河原（編入） | 八戸市大字小中野町字下河原地先公有水面埋立地 | 1966年（昭和41年）5月10日 |

### 1966年の町の新設
1966年（昭和41年）11月19日に町の新設を実施することが告示され、同年11月20日に以下の通り、町の新設が実施された。
| 実施後               | 実施前                       | 実施前                       | 実施年月日                 |
| 町丁                 | 町・字（特記なければ各一部） | 町・字（特記なければ各一部） | 実施年月日                 |
| 町丁                 | 大字                         | 小字                         | 実施年月日                 |
| -------------------- | ---------------------------- | ---------------------------- | -------------------------- |
| 多賀台一丁目（新設） | 大字市川町                   | 字北雷平                     | 1966年（昭和41年）11月20日 |
| 多賀台一丁目（新設） | 大字市川町                   | 字南雷平                     | 1966年（昭和41年）11月20日 |
| 多賀台一丁目（新設） | 大字市川町                   | 字高森                       | 1966年（昭和41年）11月20日 |
| 多賀台二丁目（新設） | 大字市川町                   | 字北雷平                     | 1966年（昭和41年）11月20日 |
| 多賀台二丁目（新設） | 大字市川町                   | 字南雷平                     | 1966年（昭和41年）11月20日 |
| 多賀台二丁目（新設） | 大字市川町                   | 字高森                       | 1966年（昭和41年）11月20日 |
| 多賀台三丁目（新設） | 大字市川町                   | 字北雷平                     | 1966年（昭和41年）11月20日 |
| 多賀台四丁目（新設） | 大字市川町                   | 字北雷平                     | 1966年（昭和41年）11月20日 |

### 1968年の未定地編入
1968年（昭和43年）1月25日に公有水面埋立地9.7706平方メートルの地域をもって、以下の通り、字域の変更が実施された。
| 変更後     | 変更後               | 変更前                                         | 変更日                    |
| 大字       | 小字                 | 変更前                                         | 変更日                    |
| ---------- | -------------------- | ---------------------------------------------- | ------------------------- |
| 大字河原木 | 字宇兵エ河原（編入） | 八戸市大字河原木字宇兵エ河原地先公有水面埋立地 | 1968年（昭和43年）1月25日 |

1968年（昭和43年）11月21日に公有水面埋立地308.25平方メートルの地域をもって、以下の通り、字域の変更が実施された。
| 変更後                 | 変更前                                 | 変更日                     |
| 町丁                   | 変更前                                 | 変更日                     |
| ---------------------- | -------------------------------------- | -------------------------- |
| 小中野北三丁目（編入） | 八戸市小中野北三丁目地先公有水面埋立地 | 1968年（昭和43年）11月21日 |

### 1968年の町の新設
1968年（昭和43年）11月26日に町の新設を実施することが告示され、同日に以下の通り、町の新設が実施された。
| 実施後               | 実施前                       | 実施前                       | 実施年月日                 |
| 町丁                 | 町・字（特記なければ各一部） | 町・字（特記なければ各一部） | 実施年月日                 |
| 町丁                 | 大字                         | 小字                         | 実施年月日                 |
| -------------------- | ---------------------------- | ---------------------------- | -------------------------- |
| 白銀台一丁目（新設） | 大字白銀町                   | 字大萬堀                     | 1968年（昭和43年）11月26日 |
| 白銀台一丁目（新設） | 大字白銀町                   | 字田端                       | 1968年（昭和43年）11月26日 |
| 白銀台二丁目（新設） | 大字白銀町                   | 字大萬堀                     | 1968年（昭和43年）11月26日 |
| 白銀台二丁目（新設） | 大字白銀町                   | 字北外ノ沢                   | 1968年（昭和43年）11月26日 |
| 白銀台三丁目（新設） | 大字白銀町                   | 字大萬堀                     | 1968年（昭和43年）11月26日 |
| 白銀台三丁目（新設） | 大字白銀町                   | 字北外ノ沢                   | 1968年（昭和43年）11月26日 |
| 白銀台三丁目（新設） | 大字白銀町                   | 字南外ノ沢                   | 1968年（昭和43年）11月26日 |
| 白銀台三丁目（新設） | 大字大久保                   | 字野馬小屋                   | 1968年（昭和43年）11月26日 |

### 1969年の町の新設
1969年（昭和44年）7月17日に町の新設を実施することが告示され、同年7月18日に以下の通り、町の新設が実施された。
| 変更後               | 変更前                       | 変更前                       | 変更日                    |
| 町丁                 | 町・字（特記なければ各一部） | 町・字（特記なければ各一部） | 変更日                    |
| 町丁                 | 大字                         | 小字                         | 変更日                    |
| -------------------- | ---------------------------- | ---------------------------- | ------------------------- |
| 一番町一丁目（新設） | 大字尻内町                   | 字鴨ケ池                     | 1969年（昭和44年）7月18日 |
| 一番町一丁目（新設） | 大字尻内町                   | 字舘田                       | 1969年（昭和44年）7月18日 |
| 一番町一丁目（新設） | 大字尻内町                   | 字平中後                     | 1969年（昭和44年）7月18日 |
| 一番町一丁目（新設） | 大字尻内町                   | 字人形場                     | 1969年（昭和44年）7月18日 |
| 一番町一丁目（新設） | 大字尻内町                   | 字内矢沢                     | 1969年（昭和44年）7月18日 |
| 一番町二丁目（新設） | 大字尻内町                   | 字鴨ケ池                     | 1969年（昭和44年）7月18日 |
| 一番町二丁目（新設） | 大字尻内町                   | 字舘田                       | 1969年（昭和44年）7月18日 |
| 一番町二丁目（新設） | 大字尻内町                   | 字平中後                     | 1969年（昭和44年）7月18日 |
| 一番町二丁目（新設） | 大字尻内町                   | 字人形場                     | 1969年（昭和44年）7月18日 |
| 一番町二丁目（新設） | 大字尻内町                   | 字馬場                       | 1969年（昭和44年）7月18日 |
| 一番町二丁目（新設） | 大字尻内町                   | 字表河原                     | 1969年（昭和44年）7月18日 |
| 一番町三丁目（新設） | 大字尻内町                   | 字明戸                       | 1969年（昭和44年）7月18日 |
| 一番町三丁目（新設） | 大字尻内町                   | 字中崎                       | 1969年（昭和44年）7月18日 |

1969年（昭和44年）10月30日に町の新設を実施することが告示され、同年10月31日に以下の通り、町の新設が実施された。
| 変更後         | 変更前                       | 変更前                       | 変更日                     |
| 町丁           | 町・字（特記なければ各全部） | 町・字（特記なければ各全部） | 変更日                     |
| 町丁           | 大字                         | 小字                         | 変更日                     |
| -------------- | ---------------------------- | ---------------------------- | -------------------------- |
| 高州町（新設） | 大字河原木                   | 字追切                       | 1969年（昭和44年）10月30日 |

### 1969年の未定地編入
1969年（昭和44年）8月21日に公有水面埋立地485.6平方メートルの地域をもって、以下の通り、字域の変更が実施された。
| 変更後     | 変更後             | 変更前                                       | 変更日                    |
| 大字       | 小字               | 変更前                                       | 変更日                    |
| ---------- | ------------------ | -------------------------------------------- | ------------------------- |
| 大字河原木 | 字遠山新田（編入） | 八戸市大字河原木字遠山新田地先公有水面埋立地 | 1969年（昭和44年）8月21日 |

1969年（昭和44年）10月30日に公有水面埋立地47,170.4平方メートルの地域をもって、以下の通り、字域の変更が実施された。
| 変更後   | 変更後           | 変更前                                                   | 変更日 |
| 大字     | 小字             | 変更前                                                   | 変更日 |
| -------- | ---------------- | -------------------------------------------------------- | ------ |
| 大字湊町 | 字浜須賀（編入） | 八戸市大字湊町字浜須賀および同町字汐越地先公有水面埋立地 |        |

### 1970年の未定地編入
1970年（昭和45年）7月14日に公有水面埋立地1,828.5平方メートルの地域をもって、以下の通り、字域の変更が実施された。
| 変更後     | 変更後 | 変更前                                   | 変更日                    |
| 大字       | 小字   | 変更前                                   | 変更日                    |
| ---------- | ------ | ---------------------------------------- | ------------------------- |
| 大字河原木 | 字海岸 | 八戸市大字河原木字海岸地先公有水面埋立地 | 1970年（昭和45年）7月14日 |

### 1971年の未定地編入
1971年（昭和46年）4月15日に公有水面埋立地計1,840平方メートルの地域をもって、以下の通り、字域の変更が実施された。
| 変更後     | 変更後             | 変更前                                       | 変更日                    |
| 大字       | 小字               | 変更前                                       | 変更日                    |
| ---------- | ------------------ | -------------------------------------------- | ------------------------- |
| 大字河原木 | 字遠山新田（編入） | 八戸市大字河原木字遠山新田地先公有水面埋立地 | 1971年（昭和46年）4月15日 |
| 大字河原木 | 字内河原（編入）   | 八戸市大字河原木字内河原地先公有水面埋立地   | 1971年（昭和46年）4月15日 |

### 1972年の未定地編入
1972年（昭和47年）1月29日に公有水面埋立地をもって、以下の通り、字域の変更が実施された。
| 変更後     | 変更後           | 変更前                                           | 変更日                    |
| 大字       | 小字             | 変更前                                           | 変更日                    |
| ---------- | ---------------- | ------------------------------------------------ | ------------------------- |
| 大字湊町   | 字浜須賀（編入） | 八戸市大字湊町字浜須賀地先公有水面埋立地         | 1972年（昭和47年）1月29日 |
| 大字湊町   | 字汐越（編入）   | 八戸市大字湊町字浜須賀・字汐越地先公有水面埋立地 | 1972年（昭和47年）1月29日 |
| 大字湊町   | 字大沢（編入）   | 八戸市大字湊町字大沢地先公有水面埋立地           | 1972年（昭和47年）1月29日 |
| 大字白銀町 | 字三島下（編入） | 八戸市大字白銀町字三島下地先公有水面埋立地       | 1972年（昭和47年）1月29日 |

### 1972年の町の新設
1972年（昭和47年）2月24日に町の新設を実施することが告示され、同日に以下の通り、町の新設が実施された。
| 変更後             | 変更前                       | 変更前                       | 変更日                    |
| 町丁               | 町・字（特記なければ各一部） | 町・字（特記なければ各一部） | 変更日                    |
| 町丁               | 大字                         | 小字                         | 変更日                    |
| ------------------ | ---------------------------- | ---------------------------- | ------------------------- |
| 是川一丁目（新設） | 大字是川                     | 字土樋                       | 1972年（昭和47年）2月24日 |
| 是川一丁目（新設） | 大字是川                     | 字寺ノ上                     | 1972年（昭和47年）2月24日 |
| 是川一丁目（新設） | 大字是川                     | 字栗木原                     | 1972年（昭和47年）2月24日 |
| 是川一丁目（新設） | 大字是川                     | 字街道上                     | 1972年（昭和47年）2月24日 |
| 是川一丁目（新設） | 大字是川                     | 字一本木平                   | 1972年（昭和47年）2月24日 |
| 是川一丁目（新設） | 大字是川                     | 字八森平                     | 1972年（昭和47年）2月24日 |
| 是川一丁目（新設） | 大字是川                     | 字平ラ平の一部               | 1972年（昭和47年）2月24日 |
| 是川二丁目（新設） | 大字是川                     | 字寺ノ上                     | 1972年（昭和47年）2月24日 |
| 是川二丁目（新設） | 大字是川                     | 字栗木原                     | 1972年（昭和47年）2月24日 |
| 是川二丁目（新設） | 大字是川                     | 字館ノ内                     | 1972年（昭和47年）2月24日 |
| 是川二丁目（新設） | 大字是川                     | 字平ラ平                     | 1972年（昭和47年）2月24日 |
| 是川三丁目（新設） | 大字是川                     | 字平ラ平                     | 1972年（昭和47年）2月24日 |
| 是川三丁目（新設） | 大字是川                     | 字八森平                     | 1972年（昭和47年）2月24日 |
| 是川三丁目（新設） | 大字是川                     | 字別当屋敷                   | 1972年（昭和47年）2月24日 |
| 是川三丁目（新設） | 大字是川                     | 字志民向                     | 1972年（昭和47年）2月24日 |
| 是川三丁目（新設） | 大字是川                     | 字下長根                     | 1972年（昭和47年）2月24日 |
| 是川四丁目（新設） | 大字是川                     | 字八森平                     | 1972年（昭和47年）2月24日 |
| 是川四丁目（新設） | 大字是川                     | 字平ラ平                     | 1972年（昭和47年）2月24日 |
| 是川四丁目（新設） | 大字是川                     | 字別当屋敷                   | 1972年（昭和47年）2月24日 |
| 是川四丁目（新設） | 大字是川                     | 字志民向                     | 1972年（昭和47年）2月24日 |
| 是川四丁目（新設） | 大字是川                     | 字下長根                     | 1972年（昭和47年）2月24日 |
| 是川五丁目（新設） | 大字是川                     | 字土樋                       | 1972年（昭和47年）2月24日 |
| 是川五丁目（新設） | 大字是川                     | 字一本木平                   | 1972年（昭和47年）2月24日 |
| 是川五丁目（新設） | 大字是川                     | 字八森平                     | 1972年（昭和47年）2月24日 |
| 是川五丁目（新設） | 大字是川                     | 字志民向                     | 1972年（昭和47年）2月24日 |

### 1972年の境界変更
1972年（昭和47年）7月26日に八戸市と三戸郡五戸町の間で境界変更を実施することが告示され、同年8月1日に以下の通り、境界変更が実施された。
| 変更後   | 変更後 | 変更前   | 変更前                       | 変更前                       | 変更日                   |
| 新自治体 | 町・字 | 旧自治体 | 町・字（特記なければ各一部） | 町・字（特記なければ各一部） | 変更日                   |
| 新自治体 | 町・字 | 旧自治体 | 大字                         | 小字                         | 変更日                   |
| -------- | ------ | -------- | ---------------------------- | ---------------------------- | ------------------------ |
| 八戸市   | 一部   | 五戸町   | 大字上市川                   | 字前堀                       | 1972年（昭和47年）8月1日 |
| 五戸町   | 一部   | 八戸市   | 大字市川町                   | 字古場蔵                     | 1972年（昭和47年）8月1日 |

### 1974年の町の新設
1974年（昭和49年）1月29日に町の新設を実施することが告示され、同年1月30日に以下の通り、町の新設が実施された。
| 変更後               | 変更前                       | 変更前                       | 変更日     |            |
| 町丁                 | 町・字（特記なければ各一部） | 町・字（特記なければ各一部） | 変更日     |            |
| 町丁                 | 大字                         | 小字                         | 変更日     |            |
| -------------------- | ---------------------------- | ---------------------------- | ---------- | ---------- |
| 白銀台四丁目（新設） | 大字白銀町                   | 字南外ノ沢                   |            |            |
| 白銀台四丁目（新設） | 大字白銀町                   | 字北外ノ沢                   |            |            |
| 白銀台五丁目（新設） | 大字白銀町                   | 字北外ノ沢の一部             |            |            |
| 白銀台六丁目（新設） | 大字白銀町                   | 字南外ノ沢                   |            |            |
| 白銀台六丁目（新設） | 大字白銀町                   | 字北外ノ沢                   |            |            |
| 白銀台六丁目（新設） | 大字白銀町                   | 字左部長根                   |            |            |
| 白銀台七丁目（新設） | 大字白銀町                   | 字南外ノ沢                   | 大字大久保 | 字野馬小屋 |

1974年（昭和49年）8月31日に町の新設を実施することが告示され、同年9月1日に以下の通り、町の新設が実施された。
| 変更後             | 変更前                       | 変更前                       | 変更日 |
| 町丁               | 町・字（特記なければ各一部） | 町・字（特記なければ各一部） | 変更日 |
| 町丁               | 大字                         | 小字                         | 変更日 |
| ------------------ | ---------------------------- | ---------------------------- | ------ |
| 白銀一丁目（新設） | 大字白銀町                   | 字三島下                     |        |
| 白銀一丁目（新設） | 大字白銀町                   | 字大沢片平                   |        |
| 白銀一丁目（新設） | 大字白銀町                   | 字三島上                     |        |
| 白銀一丁目（新設） | 大字白銀町                   | 字洲賀端                     |        |
| 白銀二丁目（新設） | 大字白銀町                   | 字三島下                     |        |
| 白銀二丁目（新設） | 大字白銀町                   | 字洲賀端                     |        |
| 白銀二丁目（新設） | 大字白銀町                   | 字下夕通                     |        |
| 白銀二丁目（新設） | 大字白銀町                   | 字北側本町                   |        |
| 白銀三丁目（新設） | 大字白銀町                   | 字三島上                     |        |
| 白銀三丁目（新設） | 大字白銀町                   | 字沢向                       |        |
| 白銀三丁目（新設） | 大字白銀町                   | 字北側本町                   |        |
| 白銀三丁目（新設） | 大字白銀町                   | 字南側本町                   |        |
| 白銀三丁目（新設） | 大字白銀町                   | 字三島下                     |        |
| 白銀三丁目（新設） | 大字白銀町                   | 字新町通                     |        |
| 白銀三丁目（新設） | 大字白銀町                   | 字下夕通                     |        |
| 白銀三丁目（新設） | 大字白銀町                   | 字寺ノ後                     |        |
| 白銀三丁目（新設） | 大字白銀町                   | 字大久保道                   |        |
| 白銀四丁目（新設） | 大字白銀町                   | 字寺ノ後                     |        |
| 白銀四丁目（新設） | 大字白銀町                   | 字中平                       |        |
| 白銀四丁目（新設） | 大字白銀町                   | 字雷                         |        |
| 白銀四丁目（新設） | 大字白銀町                   | 字北側本町                   |        |
| 白銀四丁目（新設） | 大字白銀町                   | 字南側本町                   |        |
| 白銀四丁目（新設） | 大字白銀町                   | 字新町通                     |        |
| 白銀四丁目（新設） | 大字白銀町                   | 字下夕通                     |        |
| 白銀四丁目（新設） | 大字白銀町                   | 字源治囲内                   |        |
| 白銀五丁目（新設） | 大字白銀町                   | 字北側本町                   |        |
| 白銀五丁目（新設） | 大字白銀町                   | 字南側本町                   |        |
| 白銀五丁目（新設） | 大字白銀町                   | 字新町通                     |        |
| 白銀五丁目（新設） | 大字白銀町                   | 字源治囲内                   |        |
| 白銀五丁目（新設） | 大字白銀町                   | 字雷                         |        |
| 白銀五丁目（新設） | 大字白銀町                   | 字砂森                       |        |

### 城下・沼館地区での住居表示実施
1974年（昭和49年）3月1日に城下・沼館地区で住居表示が実施され、それに伴い以下の通り、町域の変更が実施された。
| 変更後             | 変更前   | 変更前   | 変更日                   |
| 町丁               | 町・字   | 町・字   | 変更日                   |
| 町丁               | 大字     | 小字     | 変更日                   |
| ------------------ | -------- | -------- | ------------------------ |
| 沼館四丁目（編入） | 大字沼館 | 字大須賀 | 1974年（昭和49年）3月1日 |

### 根城地区での住居表示実施
1975年（昭和50年）1月30日に根城地区で住居表示を実施することが告示され、同年2月1日に以下の通り、町の新設が実施された。
| 変更後             | 変更前     | 変更前     | 変更日                   |
| 町丁               | 町・字     | 町・字     | 変更日                   |
| 町丁               | 大字       | 小字       | 変更日                   |
| ------------------ | ---------- | ---------- | ------------------------ |
| 根城一丁目（新設） | 大字沢里   | 字沢里     | 1975年（昭和50年）2月1日 |
| 根城一丁目（新設） | 大字沢里   | 字沢里下   | 1975年（昭和50年）2月1日 |
| 根城一丁目（新設） | 大字沢里   | 字梨子木沢 | 1975年（昭和50年）2月1日 |
| 根城一丁目（新設） | 大字上組町 |            | 1975年（昭和50年）2月1日 |
| 根城一丁目（新設） | 大字糠塚   | 字桝形     | 1975年（昭和50年）2月1日 |
| 根城二丁目（新設） | 大字沢里   | 字梨子木沢 | 1975年（昭和50年）2月1日 |
| 根城二丁目（新設） | 大字沢里   | 字藤子     | 1975年（昭和50年）2月1日 |
| 根城二丁目（新設） | 大字沢里   | 字沢里下   | 1975年（昭和50年）2月1日 |
| 根城二丁目（新設） | 大字沢里   | 字一盃森   | 1975年（昭和50年）2月1日 |
| 根城二丁目（新設） | 大字沢里   | 字鹿島沢   | 1975年（昭和50年）2月1日 |
| 根城二丁目（新設） | 大字糠塚   | 字桝形     | 1975年（昭和50年）2月1日 |
| 根城三丁目（新設） | 大字沢里   | 字沢里     | 1975年（昭和50年）2月1日 |
| 根城三丁目（新設） | 大字沢里   | 字沢里下   | 1975年（昭和50年）2月1日 |
| 根城三丁目（新設） | 大字沢里   | 字鹿島沢   | 1975年（昭和50年）2月1日 |
| 根城三丁目（新設） | 大字沢里   | 字梨子木沢 | 1975年（昭和50年）2月1日 |
| 根城三丁目（新設） | 大字沢里   | 字上久保   | 1975年（昭和50年）2月1日 |
| 根城三丁目（新設） | 大字沢里   | 字一盃森   | 1975年（昭和50年）2月1日 |
| 根城三丁目（新設） | 大字根城   | 字番屋平   | 1975年（昭和50年）2月1日 |
| 根城三丁目（新設） | 大字根城   | 字下番屋平 | 1975年（昭和50年）2月1日 |
| 根城三丁目（新設） | 大字根城   | 字無縁塚   | 1975年（昭和50年）2月1日 |
| 根城三丁目（新設） | 大字根城   | 字鹿島下   | 1975年（昭和50年）2月1日 |
| 根城四丁目（新設） | 大字沢里   | 字沢里     | 1975年（昭和50年）2月1日 |
| 根城四丁目（新設） | 大字沢里   | 字沢里下   | 1975年（昭和50年）2月1日 |
| 根城四丁目（新設） | 大字沢里   | 字上久保   | 1975年（昭和50年）2月1日 |
| 根城四丁目（新設） | 大字根城   | 字下番屋平 | 1975年（昭和50年）2月1日 |
| 根城四丁目（新設） | 大字根城   | 字無縁塚   | 1975年（昭和50年）2月1日 |
| 根城五丁目（新設） | 大字根城   | 字無縁塚   | 1975年（昭和50年）2月1日 |
| 根城五丁目（新設） | 大字根城   | 字番屋平   | 1975年（昭和50年）2月1日 |
| 根城五丁目（新設） | 大字根城   | 字下番屋平 | 1975年（昭和50年）2月1日 |
| 根城六丁目（新設） | 大字沢里   | 字沢里     | 1975年（昭和50年）2月1日 |
| 根城六丁目（新設） | 大字沢里   | 字鹿島沢   | 1975年（昭和50年）2月1日 |
| 根城六丁目（新設） | 大字根城   | 字番屋平   | 1975年（昭和50年）2月1日 |
| 根城六丁目（新設） | 大字根城   | 字下番屋平 | 1975年（昭和50年）2月1日 |
| 根城六丁目（新設） | 大字根城   | 字鹿島下   | 1975年（昭和50年）2月1日 |
| 根城七丁目（新設） | 大字沢里   | 字鹿島沢   | 1975年（昭和50年）2月1日 |
| 根城七丁目（新設） | 大字沢里   | 字一盃森   | 1975年（昭和50年）2月1日 |
| 根城七丁目（新設） | 大字根城   | 字大久保   | 1975年（昭和50年）2月1日 |
| 根城七丁目（新設） | 大字根城   | 字鹿島下   | 1975年（昭和50年）2月1日 |
| 根城七丁目（新設） | 大字根城   | 字長坂     | 1975年（昭和50年）2月1日 |
| 根城七丁目（新設） | 大字根城   | 字中崎     | 1975年（昭和50年）2月1日 |
| 根城八丁目（新設） | 大字根城   | 字鹿島下   | 1975年（昭和50年）2月1日 |
| 根城八丁目（新設） | 大字根城   | 字番屋平   | 1975年（昭和50年）2月1日 |
| 根城八丁目（新設） | 大字根城   | 字大久保   | 1975年（昭和50年）2月1日 |
| 根城八丁目（新設） | 大字根城   | 字馬場頭   | 1975年（昭和50年）2月1日 |
| 根城八丁目（新設） | 大字根城   | 字長坂     | 1975年（昭和50年）2月1日 |
| 根城八丁目（新設） | 大字根城   | 字根城     | 1975年（昭和50年）2月1日 |
| 根城八丁目（新設） | 大字根城   | 字中崎     | 1975年（昭和50年）2月1日 |

### 江陽地区での住居表示実施
1975年（昭和50年）11月1日に江陽地区で住居表示を実施することが告示され、同日に以下の通り、町の新設が実施された。なお、江陽地区は青森県公表（告示）の住居表示実施前の区画と八戸市公表（公式サイト）の住居表示実施前の区画が異なっているが、本節では青森県公表の区画で以下に町名の変遷を記す。
| 実施後             | 実施前                       | 実施前                       | 実施年月日                |
| 町丁               | 町・字（特記なければ各全部） | 町・字（特記なければ各全部） | 実施年月日                |
| 町丁               | 大字                         | 小字                         | 実施年月日                |
| ------------------ | ---------------------------- | ---------------------------- | ------------------------- |
| 江陽一丁目（新設） | 小中野北一丁目               | 小中野北一丁目               | 1975年（昭和50年）11月1日 |
| 江陽一丁目（新設） | 城下一丁目（一部）           |                              | 1975年（昭和50年）11月1日 |
| 江陽二丁目（新設） | 小中野北二丁目               | 小中野北二丁目               | 1975年（昭和50年）11月1日 |
| 江陽三丁目（新設） | 小中野北三丁目               | 小中野北三丁目               | 1975年（昭和50年）11月1日 |
| 江陽四丁目（新設） | 小中野北四丁目               | 小中野北四丁目               | 1975年（昭和50年）11月1日 |
| 江陽四丁目（新設） | 大字小中野町                 | 字下河原（一部）             | 1975年（昭和50年）11月1日 |
| 江陽五丁目（新設） | 小中野北五丁目               | 小中野北五丁目               | 1975年（昭和50年）11月1日 |

### 1975年の未定地編入
1975年（昭和50年）11月1日に公有水面埋立地288,734.77平方メートルの地域をもって、以下の通り、字域の変更が実施された。
| 変更後     | 変更後         | 変更前                                               | 変更日                    |
| 大字       | 小字           | 変更前                                               | 変更日                    |
| ---------- | -------------- | ---------------------------------------------------- | ------------------------- |
| 大字河原木 | 字海岸（編入） | 八戸市大字河原木字海岸及び浜名谷地地先公有水面埋立地 | 1975年（昭和50年）11月1日 |

### 類家地区での住居表示実施
1976年（昭和51年）8月14日に類家地区で住居表示を実施することが告示され、同年9月1日に以下の通り、町の新設が実施された。

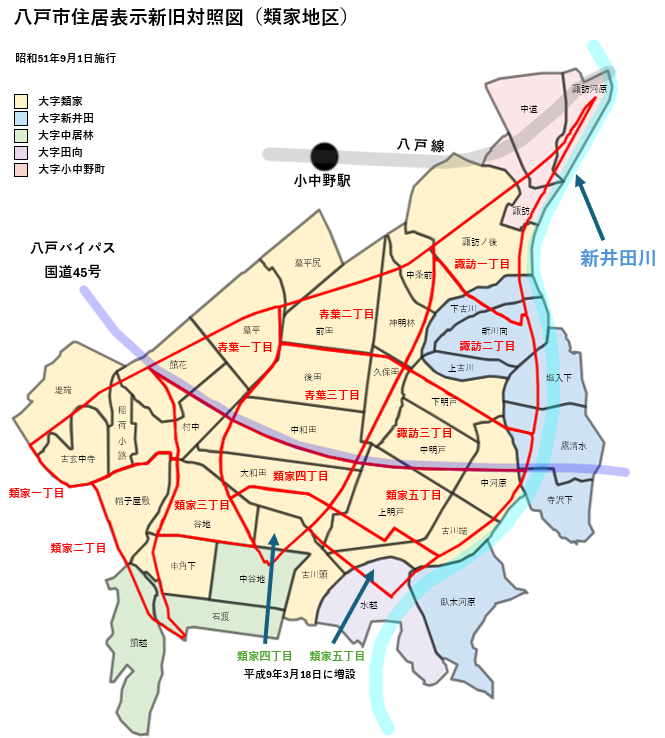
八戸市類家地区での住居表示における新旧対照図。

| 変更後             | 変更前                       | 変更前                       | 変更日                   |
| 町丁               | 町・字（特記なければ各一部） | 町・字（特記なければ各一部） | 変更日                   |
| 町丁               | 大字                         | 小字                         | 変更日                   |
| ------------------ | ---------------------------- | ---------------------------- | ------------------------ |
| 青葉一丁目（新設） | 大字類家                     | 字館花                       | 1976年（昭和51年）9月1日 |
| 青葉一丁目（新設） | 大字類家                     | 字中和田                     | 1976年（昭和51年）9月1日 |
| 青葉一丁目（新設） | 大字類家                     | 字蟇平                       | 1976年（昭和51年）9月1日 |
| 青葉一丁目（新設） | 大字類家                     | 字村中                       | 1976年（昭和51年）9月1日 |
| 青葉二丁目（新設） | 大字類家                     | 字蟇平                       | 1976年（昭和51年）9月1日 |
| 青葉二丁目（新設） | 大字類家                     | 字蟇平尻                     | 1976年（昭和51年）9月1日 |
| 青葉二丁目（新設） | 大字類家                     | 字前田                       | 1976年（昭和51年）9月1日 |
| 青葉二丁目（新設） | 大字類家                     | 字神明林                     | 1976年（昭和51年）9月1日 |
| 青葉二丁目（新設） | 大字類家                     | 字中条前                     | 1976年（昭和51年）9月1日 |
| 青葉二丁目（新設） | 大字類家                     | 字久保田                     | 1976年（昭和51年）9月1日 |
| 青葉三丁目（新設） | 大字類家                     | 字後田                       | 1976年（昭和51年）9月1日 |
| 青葉三丁目（新設） | 大字類家                     | 字久保田                     | 1976年（昭和51年）9月1日 |
| 青葉三丁目（新設） | 大字類家                     | 字中和田                     | 1976年（昭和51年）9月1日 |
| 類家一丁目（新設） | 大字類家                     | 字稲荷小路                   | 1976年（昭和51年）9月1日 |
| 類家一丁目（新設） | 大字類家                     | 字堤端                       | 1976年（昭和51年）9月1日 |
| 類家一丁目（新設） | 大字類家                     | 字古玄中寺                   | 1976年（昭和51年）9月1日 |
| 類家一丁目（新設） | 大字類家                     | 字館花                       | 1976年（昭和51年）9月1日 |
| 類家一丁目（新設） | 大字類家                     | 字村中                       | 1976年（昭和51年）9月1日 |
| 類家二丁目（新設） | 大字類家                     | 字帽子屋敷（全部）           | 1976年（昭和51年）9月1日 |
| 類家二丁目（新設） | 大字類家                     | 字谷地                       | 1976年（昭和51年）9月1日 |
| 類家二丁目（新設） | 大字類家                     | 字中角下                     | 1976年（昭和51年）9月1日 |
| 類家二丁目（新設） | 大字中居林                   | 字館越                       | 1976年（昭和51年）9月1日 |
| 類家二丁目（新設） | 大字中居林                   | 字石渡                       | 1976年（昭和51年）9月1日 |
| 類家三丁目（新設） | 大字類家                     | 字館花                       | 1976年（昭和51年）9月1日 |
| 類家三丁目（新設） | 大字類家                     | 字村中                       | 1976年（昭和51年）9月1日 |
| 類家三丁目（新設） | 大字類家                     | 字中和田                     | 1976年（昭和51年）9月1日 |
| 類家三丁目（新設） | 大字類家                     | 字大和田                     | 1976年（昭和51年）9月1日 |
| 類家三丁目（新設） | 大字類家                     | 字谷地                       | 1976年（昭和51年）9月1日 |
| 類家四丁目（新設） | 大字類家                     | 字中和田                     | 1976年（昭和51年）9月1日 |
| 類家四丁目（新設） | 大字類家                     | 字大和田                     | 1976年（昭和51年）9月1日 |
| 類家四丁目（新設） | 大字類家                     | 字谷地                       | 1976年（昭和51年）9月1日 |
| 類家五丁目（新設） | 大字類家                     | 字大和田                     | 1976年（昭和51年）9月1日 |
| 類家五丁目（新設） | 大字類家                     | 字中和田                     | 1976年（昭和51年）9月1日 |
| 類家五丁目（新設） | 大字類家                     | 字上明戸                     | 1976年（昭和51年）9月1日 |
| 類家五丁目（新設） | 大字類家                     | 字中明戸                     | 1976年（昭和51年）9月1日 |
| 類家五丁目（新設） | 大字類家                     | 字中河原                     | 1976年（昭和51年）9月1日 |
| 類家五丁目（新設） | 大字類家                     | 字古川端                     | 1976年（昭和51年）9月1日 |
| 類家五丁目（新設） | 大字新井田                   | 字塩入下                     | 1976年（昭和51年）9月1日 |
| 諏訪一丁目（新設） | 大字類家                     | 字諏訪ノ後                   | 1976年（昭和51年）9月1日 |
| 諏訪一丁目（新設） | 大字新井田                   | 字下古川                     | 1976年（昭和51年）9月1日 |
| 諏訪一丁目（新設） | 大字新井田                   | 字新川向                     | 1976年（昭和51年）9月1日 |
| 諏訪一丁目（新設） | 小中野町                     | 字諏訪                       | 1976年（昭和51年）9月1日 |
| 諏訪一丁目（新設） | 小中野町                     | 字中道                       | 1976年（昭和51年）9月1日 |
| 諏訪一丁目（新設） | 小中野町                     | 字諏訪河原の一部             | 1976年（昭和51年）9月1日 |
| 諏訪二丁目（新設） | 大字類家                     | 字中條前                     | 1976年（昭和51年）9月1日 |
| 諏訪二丁目（新設） | 大字類家                     | 字神明林                     | 1976年（昭和51年）9月1日 |
| 諏訪二丁目（新設） | 大字類家                     | 字下明戸                     | 1976年（昭和51年）9月1日 |
| 諏訪二丁目（新設） | 大字類家                     | 字中河原の一部               | 1976年（昭和51年）9月1日 |
| 諏訪二丁目（新設） | 大字新井田                   | 字上古川（全部）             | 1976年（昭和51年）9月1日 |
| 諏訪二丁目（新設） | 大字新井田                   | 字下古川                     | 1976年（昭和51年）9月1日 |
| 諏訪二丁目（新設） | 大字新井田                   | 字新川向                     | 1976年（昭和51年）9月1日 |
| 諏訪二丁目（新設） | 大字新井田                   | 字塩入下                     | 1976年（昭和51年）9月1日 |
| 諏訪三丁目（新設） | 大字類家                     | 字久保田                     | 1976年（昭和51年）9月1日 |
| 諏訪三丁目（新設） | 大字類家                     | 字下明戸                     | 1976年（昭和51年）9月1日 |
| 諏訪三丁目（新設） | 大字類家                     | 字中明戸                     | 1976年（昭和51年）9月1日 |
| 諏訪三丁目（新設） | 大字類家                     | 字上明戸                     | 1976年（昭和51年）9月1日 |
| 諏訪三丁目（新設） | 大字類家                     | 字中和田                     | 1976年（昭和51年）9月1日 |
| 諏訪三丁目（新設） | 大字類家                     | 字中河原                     | 1976年（昭和51年）9月1日 |
| 諏訪三丁目（新設） | 大字新井田                   | 字塩入下                     | 1976年（昭和51年）9月1日 |

### 1976年の未定地編入
1976年（昭和51年）10月23日に公有水面埋立地1,336.77平方メートルの地域をもって、以下の通り、字域の変更が実施された。
| 変更後   | 変更後       | 変更前                               | 変更日                     |
| 大字     | 小字         | 変更前                               | 変更日                     |
| -------- | ------------ | ------------------------------------ | -------------------------- |
| 大字鮫町 | 字鮫（編入） | 八戸市大字鮫町字鮫地先公有水面埋立地 | 1976年（昭和51年）10月23日 |

### 1977年の未定地編入
1977年（昭和52年）4月30日に大字河原木字海岸地先公有水面埋立地166,563平方メートル及び大字河原木字宇兵エ河原地先公有水面埋立地444,844.13平方メートルの地域をもって、以下の通り、字域の変更が実施された。
| 変更後     | 変更後               | 変更前                                     | 変更日                    |
| 大字       | 小字                 | 変更前                                     | 変更日                    |
| ---------- | -------------------- | ------------------------------------------ | ------------------------- |
| 大字河原木 | 字海岸（編入）       | 八戸市大字河原木字海岸地先公有水面埋立地   | 1977年（昭和52年）4月30日 |
| 大字河原木 | 字宇兵エ河原（編入） | 八戸市河原木字宇兵エ河原地先公有水面埋立地 | 1977年（昭和52年）4月30日 |

### 1977年の町の新設
1977年（昭和52年）4月30日に公有水面埋立地をもって、町の新設を実施することが告示され、同日に以下の通り、町の新設が実施された。
| 変更後       | 変更前                                         | 変更日                    |
| 町丁         | 変更前                                         | 変更日                    |
| ------------ | ---------------------------------------------- | ------------------------- |
| 豊洲（新設） | 八戸市大字河原木字宇兵エ河原地先公有水面埋立地 | 1977年（昭和52年）4月30日 |

### 柏崎・小中野地区での住居表示実施
1978年（昭和53年）1月14日に柏崎・小中野地区で住居表示を実施することが告示され、同年2月1日に以下の通り、町の新設が実施された。

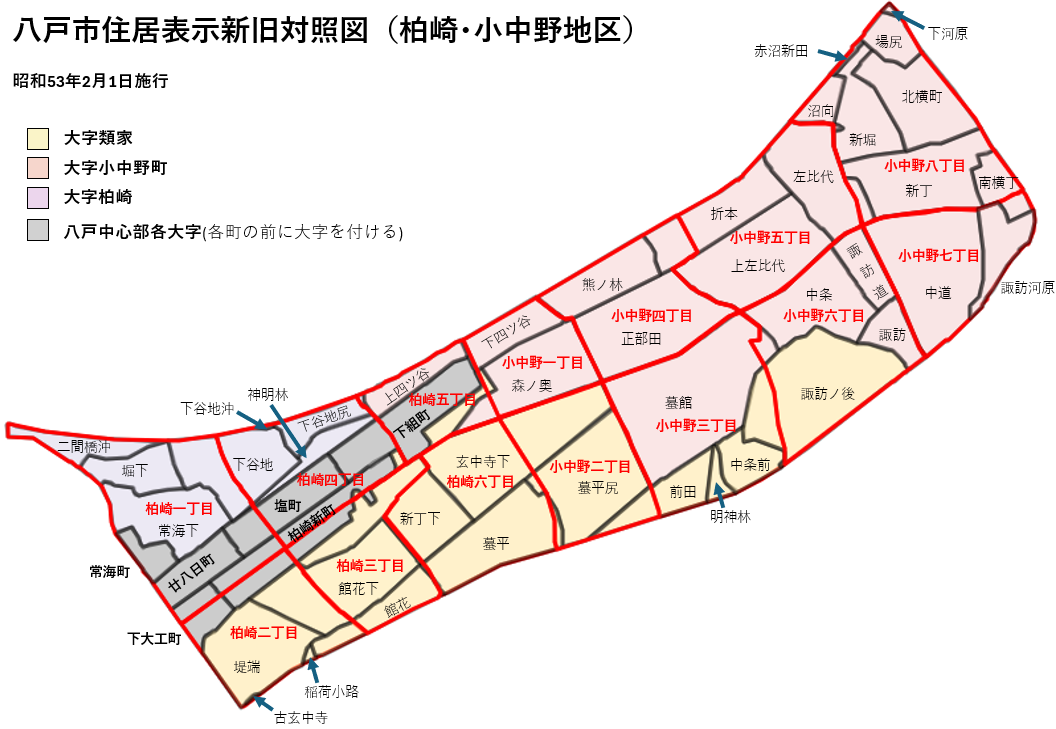
八戸市柏崎･小中野地区での住居表示における新旧対照図。

| 変更後             | 変更前                       | 変更前                       | 変更日       |
| 町丁               | 町・字（特記なければ各一部） | 町・字（特記なければ各一部） | 変更日       |
| 町丁               | 大字                         | 小字                         | 変更日       |
| ------------------ | ---------------------------- | ---------------------------- | ------------ |
| 柏崎一丁目（新設） | 内丸                         | 内丸                         | 1978年2月1日 |
| 柏崎一丁目（新設） | 大字廿八日町（全部）         |                              | 1978年2月1日 |
| 柏崎一丁目（新設） | 大字柏崎新町                 |                              | 1978年2月1日 |
| 柏崎一丁目（新設） | 大字塩町                     |                              | 1978年2月1日 |
| 柏崎一丁目（新設） | 大字下大工町                 |                              | 1978年2月1日 |
| 柏崎一丁目（新設） | 大字常海町                   |                              | 1978年2月1日 |
| 柏崎一丁目（新設） | 大字柏崎                     | 字堀下（全部）               | 1978年2月1日 |
| 柏崎一丁目（新設） | 大字柏崎                     | 字二間橋沖                   | 1978年2月1日 |
| 柏崎一丁目（新設） | 大字柏崎                     | 字常海下                     | 1978年2月1日 |
| 柏崎一丁目（新設） | 大字柏崎                     | 字下谷地                     | 1978年2月1日 |
| 柏崎二丁目（新設） | 大字下大工町                 | 大字下大工町                 | 1978年2月1日 |
| 柏崎二丁目（新設） | 大字柏崎新町                 |                              | 1978年2月1日 |
| 柏崎二丁目（新設） | 大字類家                     | 字古玄中寺（全部）           | 1978年2月1日 |
| 柏崎二丁目（新設） | 大字類家                     | 字稲荷小路（全部）           | 1978年2月1日 |
| 柏崎二丁目（新設） | 大字類家                     | 字堤端                       | 1978年2月1日 |
| 柏崎二丁目（新設） | 大字類家                     | 字館花下                     | 1978年2月1日 |
| 柏崎二丁目（新設） | 大字類家                     | 字館花                       | 1978年2月1日 |
| 柏崎三丁目（新設） | 大字柏崎新町                 | 大字柏崎新町                 | 1978年2月1日 |
| 柏崎三丁目（新設） | 大字類家                     | 字新丁下                     | 1978年2月1日 |
| 柏崎三丁目（新設） | 大字類家                     | 字館花下                     | 1978年2月1日 |
| 柏崎三丁目（新設） | 大字類家                     | 字館花                       | 1978年2月1日 |
| 柏崎四丁目（新設） | 大字柏崎新町                 | 大字柏崎新町                 | 1978年2月1日 |
| 柏崎四丁目（新設） | 大字塩町                     |                              | 1978年2月1日 |
| 柏崎四丁目（新設） | 大字下組町                   |                              | 1978年2月1日 |
| 柏崎四丁目（新設） | 大字柏崎                     | 字下谷地沖（全部）           | 1978年2月1日 |
| 柏崎四丁目（新設） | 大字柏崎                     | 字明神林（全部）             | 1978年2月1日 |
| 柏崎四丁目（新設） | 大字柏崎                     | 字下谷地                     | 1978年2月1日 |
| 柏崎四丁目（新設） | 大字柏崎                     | 字下谷地尻                   | 1978年2月1日 |
| 柏崎四丁目（新設） | 大字類家                     | 字新丁下                     | 1978年2月1日 |
| 柏崎四丁目（新設） | 大字小中野町                 | 字上四ツ谷                   | 1978年2月1日 |
| 柏崎五丁目（新設） | 大字下組町                   | 大字下組町                   | 1978年2月1日 |
| 柏崎五丁目（新設） | 大字柏崎                     | 字下谷地尻                   | 1978年2月1日 |
| 柏崎五丁目（新設） | 大字小中野町                 | 字上四ツ谷                   | 1978年2月1日 |
| 柏崎五丁目（新設） | 大字小中野町                 | 字下四ツ谷                   | 1978年2月1日 |
| 柏崎五丁目（新設） | 大字小中野町                 | 字森ノ奥                     | 1978年2月1日 |
| 柏崎五丁目（新設） | 大字類家                     | 字玄中寺下                   | 1978年2月1日 |
| 柏崎六丁目（新設） | 大字類家                     | 字館花                       | 1978年2月1日 |
| 柏崎六丁目（新設） | 大字類家                     | 字蟇平                       | 1978年2月1日 |
| 柏崎六丁目（新設） | 大字類家                     | 字新丁下                     | 1978年2月1日 |
| 柏崎六丁目（新設） | 大字類家                     | 字玄中寺下                   | 1978年2月1日 |
| 柏崎六丁目（新設） | 大字類家                     | 字蟇平尻                     | 1978年2月1日 |

### 1980年の未定地編入
1980年（昭和55年）4月19日に大字河原木字海岸地先公有水面埋立地133,787.85平方メートルの地域、大字鮫町字赤コウ地先公有水面埋立地1,035平方メートル、大字金浜字塩竈地先公有水面埋立地123.65平方メートルの地域をもって、以下の通り、字域の変更が実施された。
| 変更後     | 変更後           | 変更前                                   | 変更日                    |
| 大字       | 小字             | 変更前                                   | 変更日                    |
| ---------- | ---------------- | ---------------------------------------- | ------------------------- |
| 大字河原木 | 字海岸（編入）   | 八戸市大字河原木字海岸地先公有水面埋立地 | 1980年（昭和55年）4月19日 |
| 大字鮫町   | 字赤コウ（編入） | 八戸市大字鮫町字赤コウ地先公有水面埋立地 | 1980年（昭和55年）4月19日 |
| 大字金浜   | 字塩竈（編入）   | 八戸市大字金浜字塩竈地先公有水面埋立地   | 1980年（昭和55年）4月19日 |

### 1981年の未定地編入
1981年（昭和56年）7月16日に大字河原木字海岸地先公有水面埋立地をもって、以下の通り、字域の変更が実施された。
| 変更後     | 変更後         | 変更前                                   | 変更日                    |
| 大字       | 小字           | 変更前                                   | 変更日                    |
| ---------- | -------------- | ---------------------------------------- | ------------------------- |
| 大字河原木 | 字海岸（編入） | 八戸市大字河原木字海岸地先公有水面埋立地 | 1981年（昭和56年）7月16日 |

### 内丸地区での住居表示実施
1982年（昭和57年）1月5日に内丸地区で住居表示を実施することが告示され、同年2月1日に以下の通り、町の新設が実施された。

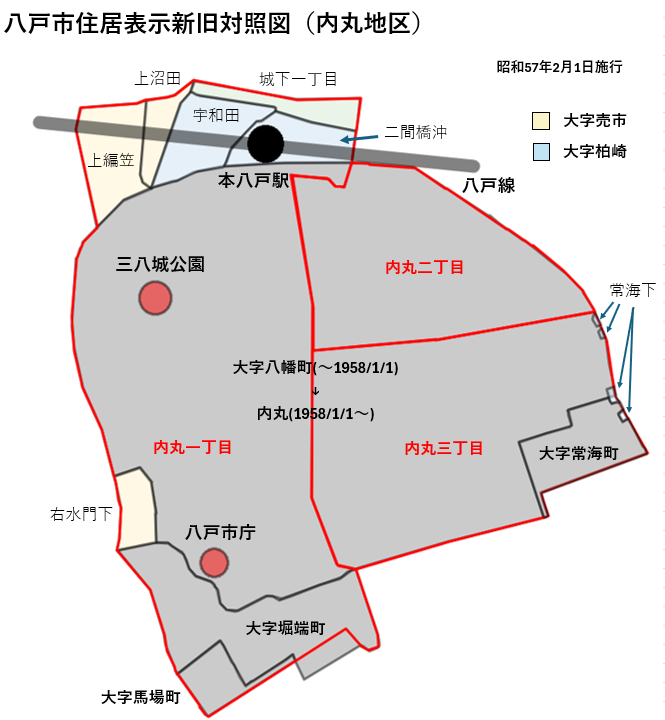
八戸市内丸地区での住居表示における新旧対照図。

| 変更後             | 変更前     | 変更前             | 変更日                   |
| 町丁               | 町・字     | 町・字             | 変更日                   |
| 町丁               | 大字       | 小字               | 変更日                   |
| ------------------ | ---------- | ------------------ | ------------------------ |
| 内丸一丁目（新設） | 内丸       | 内丸               | 1982年（昭和57年）2月1日 |
| 内丸一丁目（新設） | 城下一丁目 |                    | 1982年（昭和57年）2月1日 |
| 内丸一丁目（新設） | 大字堀端町 |                    | 1982年（昭和57年）2月1日 |
| 内丸一丁目（新設） | 大字馬場町 |                    | 1982年（昭和57年）2月1日 |
| 内丸一丁目（新設） | 大字売市   | 字右水門下         | 1982年（昭和57年）2月1日 |
| 内丸一丁目（新設） | 大字売市   | 字上織笠           | 1982年（昭和57年）2月1日 |
| 内丸一丁目（新設） | 大字柏崎   | 字宇和田（全部）   | 1982年（昭和57年）2月1日 |
| 内丸一丁目（新設） | 大字柏崎   | 字二間橋沖（全部） | 1982年（昭和57年）2月1日 |
| 内丸一丁目（新設） | 大字沼館   | 字上沼田（全部）   | 1982年（昭和57年）2月1日 |
| 内丸二丁目（新設） | 内丸       | 内丸               | 1982年（昭和57年）2月1日 |
| 内丸三丁目（新設） | 内丸       | 内丸               | 1982年（昭和57年）2月1日 |
| 内丸三丁目（新設） | 大字常海町 |                    | 1982年（昭和57年）2月1日 |
| 内丸三丁目（新設） | 大字柏崎   | 字常海下（全部）   | 1982年（昭和57年）2月1日 |

### 1982年の未定地編入
1982年（昭和57年）7月17日に大字市川町字浜地先公有水面埋立地をもって、以下の通り、字域の変更が実施された。
| 変更後     | 変更後       | 変更前                                 | 変更日                    |
| 大字       | 小字         | 変更前                                 | 変更日                    |
| ---------- | ------------ | -------------------------------------- | ------------------------- |
| 大字市川町 | 字浜（編入） | 八戸市大字市川町字浜地先公有水面埋立地 | 1982年（昭和57年）7月17日 |

### 新湊地区での住居表示実施
1982年（昭和57年）10月12日に新湊地区で住居表示を実施することが告示され、同年10月25日に以下の通り、町の新設が実施された。
| 変更後             | 変更前   | 変更前   | 変更日                     |
| 町丁               | 町・字   | 町・字   | 変更日                     |
| 町丁               | 大字     | 小字     | 変更日                     |
| ------------------ | -------- | -------- | -------------------------- |
| 新湊一丁目（新設） | 大字湊町 | 字浜須賀 | 1982年（昭和57年）10月25日 |
| 新湊一丁目（新設） | 大字湊町 | 字汐越   | 1982年（昭和57年）10月25日 |
| 新湊二丁目（新設） | 大字湊町 | 字汐越   | 1982年（昭和57年）10月25日 |
| 新湊三丁目（新設） | 大字湊町 | 字浜須賀 | 1982年（昭和57年）10月25日 |
| 新湊三丁目（新設） | 大字湊町 | 字汐越   | 1982年（昭和57年）10月25日 |

### 1983年の未定地編入
1983年（昭和58年）7月28日に大字鮫町字下盲久保地先公有水面埋立地3,543.4平方メートル並びに大字鮫町字小舟渡平地先公有水面埋立地381.38平方メートルの地域をもって、以下の通り、字域の変更が実施された。
| 変更後   | 変更後     | 変更前                               | 変更日                    |
| 大字     | 小字       | 変更前                               | 変更日                    |
| -------- | ---------- | ------------------------------------ | ------------------------- |
| 大字鮫町 | 字下盲久保 | 大字鮫町字下盲久保地先公有水面埋立地 | 1983年（昭和58年）7月28日 |
| 大字鮫町 | 字小舟渡   | 大字鮫町字小舟渡平地先公有水面埋立地 | 1983年（昭和58年）7月28日 |

### 1983年の町の新設
1983年（昭和58年）11月19日に町の新設を実施することが告示され、同年11月20日に以下の通り、町の新設が実施された。
| 変更後             | 変更前     | 変更前     | 変更日                     |
| 町丁               | 町・字     | 町・字     | 変更日                     |
| 町丁               | 大字       | 小字       | 変更日                     |
| ------------------ | ---------- | ---------- | -------------------------- |
| 下長二丁目（新設） | 大字河原木 | 字川苗代   | 1983年（昭和58年）11月20日 |
| 下長二丁目（新設） | 大字河原木 | 字河原木   | 1983年（昭和58年）11月20日 |
| 下長二丁目（新設） | 大字河原木 | 字古川     | 1983年（昭和58年）11月20日 |
| 下長三丁目（新設） | 大字河原木 | 字川苗代   | 1983年（昭和58年）11月20日 |
| 下長三丁目（新設） | 大字河原木 | 字稲荷沼上 | 1983年（昭和58年）11月20日 |
| 下長三丁目（新設） | 大字河原木 | 字小田前   | 1983年（昭和58年）11月20日 |
| 下長四丁目（新設） | 大字河原木 | 字稲荷沼上 | 1983年（昭和58年）11月20日 |
| 下長四丁目（新設） | 大字河原木 | 字角地田   | 1983年（昭和58年）11月20日 |
| 下長四丁目（新設） | 大字河原木 | 字川苗代   | 1983年（昭和58年）11月20日 |
| 下長四丁目（新設） | 大字河原木 | 字追切前   | 1983年（昭和58年）11月20日 |
| 下長四丁目（新設） | 大字河原木 | 字谷地中   | 1983年（昭和58年）11月20日 |
| 下長五丁目（新設） | 大字河原木 | 字谷地中   | 1983年（昭和58年）11月20日 |
| 下長五丁目（新設） | 大字河原木 | 字長沼     | 1983年（昭和58年）11月20日 |
| 下長五丁目（新設） | 大字河原木 | 字角地田   | 1983年（昭和58年）11月20日 |
| 下長五丁目（新設） | 大字河原木 | 字追切前   | 1983年（昭和58年）11月20日 |
| 下長六丁目（新設） | 高州町     | 高州町     | 1983年（昭和58年）11月20日 |
| 下長六丁目（新設） | 大字河原木 | 字追切前   | 1983年（昭和58年）11月20日 |
| 下長六丁目（新設） | 大字河原木 | 字柳原     | 1983年（昭和58年）11月20日 |
| 下長六丁目（新設） | 大字河原木 | 字洲崎     | 1983年（昭和58年）11月20日 |
| 下長七丁目（新設） | 大字河原木 | 字追切前   | 1983年（昭和58年）11月20日 |
| 下長七丁目（新設） | 大字河原木 | 字古川     | 1983年（昭和58年）11月20日 |
| 下長七丁目（新設） | 大字河原木 | 字川目     | 1983年（昭和58年）11月20日 |
| 下長七丁目（新設） | 大字河原木 | 字洲先     | 1983年（昭和58年）11月20日 |
| 下長八丁目（新設） | 高州町     | 高州町     | 1983年（昭和58年）11月20日 |
| 下長八丁目（新設） | 大字河原木 | 字長沼     | 1983年（昭和58年）11月20日 |
| 下長八丁目（新設） | 大字河原木 | 字八太郎   | 1983年（昭和58年）11月20日 |
| 下長八丁目（新設） | 大字河原木 | 字左比代   | 1983年（昭和58年）11月20日 |
| 下長八丁目（新設） | 大字河原木 | 字柳原     | 1983年（昭和58年）11月20日 |
| 下長八丁目（新設） | 大字河原木 | 字洲先     | 1983年（昭和58年）11月20日 |
| 石堂四丁目（新設） | 大字河原木 | 字追切前   | 1983年（昭和58年）11月20日 |

### 1984年の未定地編入
1984年（昭和59年）5月12日に八戸市大字鮫町字館越地先公有水面埋立地517.87平方メートルの地域、八戸市大字鮫町字遙望石地先およびそれに隣接する公有水面埋立地5,012.37平方メートルの地域、八戸市大字河原木字海岸に隣接する公有水面埋立地7,925.80平方メートルの地域をもって、以下の通り、字域の変更が実施された。
| 変更後     | 変更後           | 変更前                                                       | 変更日                    |
| 大字       | 小字             | 変更前                                                       | 変更日                    |
| ---------- | ---------------- | ------------------------------------------------------------ | ------------------------- |
| 大字鮫町   | 字館越（編入）   | 八戸市大字鮫町字館越地先公有水面埋立地                       | 1984年（昭和59年）5月12日 |
| 大字鮫町   | 字遙望石（編入） | 八戸市大字鮫町字遙望石地先およびそれに隣接する公有水面埋立地 | 1984年（昭和59年）5月12日 |
| 大字河原木 | 字海岸（編入）   | 八戸市大字河原木字海岸に隣接する公有水面埋立地               | 1984年（昭和59年）5月12日 |

### 1985年の公有水面埋立地の編入
1985年（昭和60年）4月9日に公有水面埋立地31,886.38平方メートルを八戸市に編入することが告示され、同日に以下の通り、字域の変更が実施された。
| 変更後     | 変更後 | 変更前                                         | 変更日                   |
| 大字       | 小字   | 変更前                                         | 変更日                   |
| ---------- | ------ | ---------------------------------------------- | ------------------------ |
| 大字河原木 | 字海岸 | 八戸市大字河原木字海岸に隣接する公有水面埋立地 | 1985年（昭和60年）4月9日 |

1985年（昭和60年）10月29日に公有水面埋立地1,561.07平方メートルを八戸市に編入することが告示され、同日に以下の通り、字域の変更が実施された。
| 変更後             | 変更前                                   | 変更日                     |
| 町丁               | 変更前                                   | 変更日                     |
| ------------------ | ---------------------------------------- | -------------------------- |
| 新湊三丁目（編入） | 八戸市新湊三丁目に隣接する公有水面埋立地 | 1985年（昭和60年）10月29日 |

### 1986年の公有水面埋立地の編入
1986年（昭和61年）1月25日に公有水面埋立地1,004.33平方メートルを八戸市に編入することが告示され、同日に以下の通り、字域の変更が実施された。
| 変更後   | 変更後 | 変更前                                         | 変更日                    |
| 大字     | 小字   | 変更前                                         | 変更日                    |
| -------- | ------ | ---------------------------------------------- | ------------------------- |
| 大字鮫町 | 字館越 | 八戸市大字鮫町字館越52に隣接する公有水面埋立地 | 1986年（昭和61年）1月25日 |

### 吹上・長者地区での住居表示実施
1986年（昭和61年）1月7日に吹上・長者地区で住居表示を実施することが告示され、同年2月17日に以下の通り、町の新設が実施された。
| 実施後             | 実施前     | 実施前             | 実施年月日                |
| 町丁               | 町・字     | 町・字             | 実施年月日                |
| 町丁               | 大字       | 小字               | 実施年月日                |
| ------------------ | ---------- | ------------------ | ------------------------- |
| 長者一丁目（新設） | 大字糠塚   | 字下道             | 1986年（昭和61年）2月17日 |
| 長者一丁目（新設） | 大字糠塚   | 字南糠塚           | 1986年（昭和61年）2月17日 |
| 長者一丁目（新設） | 大字糠塚   | 字北糠塚           | 1986年（昭和61年）2月17日 |
| 長者一丁目（新設） | 大字糠塚   | 字長者山           | 1986年（昭和61年）2月17日 |
| 長者二丁目（新設） | 大字糠塚   | 字段の外（全部）   | 1986年（昭和61年）2月17日 |
| 長者二丁目（新設） | 大字糠塚   | 字野場先           | 1986年（昭和61年）2月17日 |
| 長者二丁目（新設） | 大字糠塚   | 字長者山下         | 1986年（昭和61年）2月17日 |
| 長者二丁目（新設） | 大字中居林 | 字吹揚             | 1986年（昭和61年）2月17日 |
| 長者三丁目（新設） | 大字糠塚   | 字𦹀渡（全部）     | 1986年（昭和61年）2月17日 |
| 長者三丁目（新設） | 大字糠塚   | 字中村（全部）     | 1986年（昭和61年）2月17日 |
| 長者三丁目（新設） | 大字糠塚   | 字北糠塚           | 1986年（昭和61年）2月17日 |
| 長者三丁目（新設） | 大字糠塚   | 字南糠塚           | 1986年（昭和61年）2月17日 |
| 長者三丁目（新設） | 大字糠塚   | 字平中             | 1986年（昭和61年）2月17日 |
| 長者四丁目（新設） | 大字糠塚   | 字北長市（全部）   | 1986年（昭和61年）2月17日 |
| 長者四丁目（新設） | 大字糠塚   | 字西道             | 1986年（昭和61年）2月17日 |
| 吹上一丁目（新設） | 大字類家   | 字向田屋（全部）   | 1986年（昭和61年）2月17日 |
| 吹上一丁目（新設） | 大字類家   | 字新寺前（全部）   | 1986年（昭和61年）2月17日 |
| 吹上一丁目（新設） | 大字類家   | 字外中居（全部）   | 1986年（昭和61年）2月17日 |
| 吹上一丁目（新設） | 大字類家   | 字縄手下           | 1986年（昭和61年）2月17日 |
| 吹上一丁目（新設） | 大字類家   | 字堤田             | 1986年（昭和61年）2月17日 |
| 吹上一丁目（新設） | 大字中居林 | 字館越             | 1986年（昭和61年）2月17日 |
| 吹上一丁目（新設） | 大字岩泉町 |                    | 1986年（昭和61年）2月17日 |
| 吹上一丁目（新設） | 大字長横町 |                    | 1986年（昭和61年）2月17日 |
| 吹上二丁目（新設） | 大字中居林 | 字上野切           | 1986年（昭和61年）2月17日 |
| 吹上二丁目（新設） | 大字中居林 | 字館越山           | 1986年（昭和61年）2月17日 |
| 吹上二丁目（新設） | 大字中居林 | 字外中居           | 1986年（昭和61年）2月17日 |
| 吹上二丁目（新設） | 大字中居林 | 字館越             | 1986年（昭和61年）2月17日 |
| 吹上三丁目（新設） | 大字糠塚   | 字野場先           | 1986年（昭和61年）2月17日 |
| 吹上三丁目（新設） | 大字糠塚   | 字長者山下         | 1986年（昭和61年）2月17日 |
| 吹上三丁目（新設） | 大字類家   | 字縄手下           | 1986年（昭和61年）2月17日 |
| 吹上三丁目（新設） | 大字中居林 | 字吹揚             | 1986年（昭和61年）2月17日 |
| 吹上四丁目（新設） | 大字中居林 | 字花草谷地（全部） | 1986年（昭和61年）2月17日 |
| 吹上四丁目（新設） | 大字中居林 | 字吹揚             | 1986年（昭和61年）2月17日 |
| 吹上四丁目（新設） | 大字糠塚   | 字野場先           | 1986年（昭和61年）2月17日 |
| 吹上五丁目（新設） | 大字中居林 | 字館越山           | 1986年（昭和61年）2月17日 |
| 吹上五丁目（新設） | 大字中居林 | 字外中居           | 1986年（昭和61年）2月17日 |
| 吹上五丁目（新設） | 大字中居林 | 字上野切           | 1986年（昭和61年）2月17日 |
| 吹上六丁目（新設） | 大字中居林 | 字藤覚             | 1986年（昭和61年）2月17日 |
| 吹上六丁目（新設） | 大字中居林 | 字蒼前             | 1986年（昭和61年）2月17日 |

### 下長地区での住居表示実施
1986年（昭和61年）1月7日に下長地区で住居表示を実施することが告示され、同年2月17日に以下の通り、町の新設が実施された。
| 実施後                 | 実施前             | 実施前             | 実施年月日               |
| 町丁                   | 町・字             | 町・字             | 実施年月日               |
| 町丁                   | 大字               | 小字               | 実施年月日               |
| ---------------------- | ------------------ | ------------------ | ------------------------ |
| 長苗代一丁目（新設）   | 大字長苗代         | 字内舟渡           | 1986年（昭和61年）1月7日 |
| 長苗代一丁目（新設）   | 大字長苗代         | 字内前田           | 1986年（昭和61年）1月7日 |
| 長苗代一丁目（新設）   | 大字長苗代         | 字悪虫             | 1986年（昭和61年）1月7日 |
| 長苗代一丁目（新設）   | 大字長苗代         | 字下明戸           | 1986年（昭和61年）1月7日 |
| 長苗代二丁目（新設）   | 大字長苗代         | 字悪虫             | 1986年（昭和61年）1月7日 |
| 長苗代二丁目（新設）   | 大字長苗代         | 字島ノ後           | 1986年（昭和61年）1月7日 |
| 長苗代二丁目（新設）   | 大字長苗代         | 字上明戸           | 1986年（昭和61年）1月7日 |
| 長苗代二丁目（新設）   | 大字河原木         | 字悪虫後（全部）   | 1986年（昭和61年）1月7日 |
| 長苗代二丁目（新設）   | 大字河原木         | 字高橋前           | 1986年（昭和61年）1月7日 |
| 長苗代二丁目（新設）   | 大字河原木         | 字合川             | 1986年（昭和61年）1月7日 |
| 長苗代二丁目（新設）   | 大字河原木         | 字太郎沼           | 1986年（昭和61年）1月7日 |
| 長苗代三丁目（新設）   | 大字長苗代         | 字上明戸           | 1986年（昭和61年）1月7日 |
| 長苗代三丁目（新設）   | 大字長苗代         | 字下明戸           | 1986年（昭和61年）1月7日 |
| 長苗代三丁目（新設）   | 大字石堂           | 字中河原           | 1986年（昭和61年）1月7日 |
| 長苗代三丁目（新設）   | 大字河原木         | 字太郎沼           | 1986年（昭和61年）1月7日 |
| 長苗代四丁目（新設）   | 大字石堂           | 字中河原           | 1986年（昭和61年）1月7日 |
| 長苗代四丁目（新設）   | 大字石堂           | 字大橋河原         | 1986年（昭和61年）1月7日 |
| 長苗代四丁目（新設）   | 大字長苗代         | 字下明戸           | 1986年（昭和61年）1月7日 |
| 長苗代四丁目（新設）   | 大字長苗代         | 字悪虫             | 1986年（昭和61年）1月7日 |
| 石堂一丁目（新設）     | 大字石堂           | 字下河原           | 1986年（昭和61年）1月7日 |
| 石堂一丁目（新設）     | 大字石堂           | 字石堂             | 1986年（昭和61年）1月7日 |
| 石堂一丁目（新設）     | 大字石堂           | 字堂河原           | 1986年（昭和61年）1月7日 |
| 石堂一丁目（新設）     | 大字石堂           | 字貝鞍             | 1986年（昭和61年）1月7日 |
| 石堂一丁目（新設）     | 大字石堂           | 字前河原           | 1986年（昭和61年）1月7日 |
| 石堂一丁目（新設）     | 大字石堂           | 字平ラ             | 1986年（昭和61年）1月7日 |
| 石堂一丁目（新設）     | 大字石堂           | 字村ノ表           | 1986年（昭和61年）1月7日 |
| 石堂一丁目（新設）     | 大字石堂           | 字太郎沼           | 1986年（昭和61年）1月7日 |
| 石堂一丁目（新設）     | 大字河原木         | 字古川             | 1986年（昭和61年）1月7日 |
| 石堂一丁目（新設）     | 大字河原木         | 字合川             | 1986年（昭和61年）1月7日 |
| 石堂二丁目（新設）     | 大字石堂           | 字村ノ表           | 1986年（昭和61年）1月7日 |
| 石堂二丁目（新設）     | 大字石堂           | 字前河原           | 1986年（昭和61年）1月7日 |
| 石堂二丁目（新設）     | 大字石堂           | 字中河原           | 1986年（昭和61年）1月7日 |
| 石堂二丁目（新設）     | 大字石堂           | 字石堂             | 1986年（昭和61年）1月7日 |
| 石堂二丁目（新設）     | 大字河原木         | 字合川             | 1986年（昭和61年）1月7日 |
| 石堂二丁目（新設）     | 大字河原木         | 字太郎沼           | 1986年（昭和61年）1月7日 |
| 石堂二丁目（新設）     | 大字長苗代         | 字下明戸           | 1986年（昭和61年）1月7日 |
| 石堂二丁目（新設）     | 大字長苗代         | 字上明戸           | 1986年（昭和61年）1月7日 |
| 石堂三丁目（新設）     | 大字石堂字         | 中河原             | 1986年（昭和61年）1月7日 |
| 石堂三丁目（新設）     | 大字石堂字         | 字前河原           | 1986年（昭和61年）1月7日 |
| 石堂三丁目（新設）     | 大字石堂字         | 字貝鞍             | 1986年（昭和61年）1月7日 |
| 石堂三丁目（新設）     | 大字石堂字         | 字石堂             | 1986年（昭和61年）1月7日 |
| 石堂三丁目（新設）     | 大字石堂字         | 字平ラ             | 1986年（昭和61年）1月7日 |
| 石堂三丁目（新設）     | 大字石堂字         | 字堂河原           | 1986年（昭和61年）1月7日 |
| 石堂三丁目（新設）     | 大字石堂字         | 字蝉河原           | 1986年（昭和61年）1月7日 |
| 石堂四丁目（町域変更） | 石堂四丁目（全部） | 石堂四丁目（全部） | 1986年（昭和61年）1月7日 |
| 石堂四丁目（町域変更） | 大字河原木         | 字古川             | 1986年（昭和61年）1月7日 |
| 石堂四丁目（町域変更） | 大字石堂           | 字堂河原           | 1986年（昭和61年）1月7日 |
| 石堂四丁目（町域変更） | 大字石堂           | 字平ラ             | 1986年（昭和61年）1月7日 |
| 石堂四丁目（町域変更） | 大字石堂           | 字蝉河原           | 1986年（昭和61年）1月7日 |
| 河原木（新設）         | 下長二丁目         | 下長二丁目         | 1986年（昭和61年）1月7日 |
| 河原木（新設）         | 大字河原木         | 字河原木           | 1986年（昭和61年）1月7日 |
| 河原木（新設）         | 大字河原木         | 字河原木後         | 1986年（昭和61年）1月7日 |
| 河原木（新設）         | 大字河原木         | 字古川             | 1986年（昭和61年）1月7日 |
| 下長一丁目（新設）     | 大字河原木         | 字河原木           | 1986年（昭和61年）1月7日 |
| 下長一丁目（新設）     | 大字河原木         | 字古川             | 1986年（昭和61年）1月7日 |
| 下長一丁目（新設）     | 大字河原木         | 字高橋前           | 1986年（昭和61年）1月7日 |
| 下長一丁目（新設）     | 大字河原木         | 字合川             | 1986年（昭和61年）1月7日 |
| 下長一丁目（新設）     | 大字石堂           | 字村ノ表           | 1986年（昭和61年）1月7日 |
| 下長二丁目（町域変更） | 下長二丁目         | 下長二丁目         | 1986年（昭和61年）1月7日 |
| 下長二丁目（町域変更） | 大字石堂           | 字村ノ表           | 1986年（昭和61年）1月7日 |
| 下長二丁目（町域変更） | 大字石堂           | 字下河原           | 1986年（昭和61年）1月7日 |
| 下長二丁目（町域変更） | 大字河原木         | 字古川             | 1986年（昭和61年）1月7日 |
| 下長二丁目（町域変更） | 大字河原木         | 字河原木           | 1986年（昭和61年）1月7日 |
| 下長四丁目（町域変更） | 下長四丁目（全部） | 下長四丁目（全部） | 1986年（昭和61年）1月7日 |
| 下長四丁目（町域変更） | 大字河原木         | 字古川             | 1986年（昭和61年）1月7日 |
| 下長五丁目（町域変更） | 下長五丁目         | 下長五丁目         | 1986年（昭和61年）1月7日 |
| 下長五丁目（町域変更） | 大字河原木         | 字長沼             | 1986年（昭和61年）1月7日 |
| 下長六丁目（町域変更） | 下長六丁目（全部） | 下長六丁目（全部） | 1986年（昭和61年）1月7日 |
| 下長六丁目（町域変更） | 大字河原木         | 字古川             | 1986年（昭和61年）1月7日 |
| 下長七丁目（町域変更） | 下長七丁目の全部   | 下長七丁目の全部   | 1986年（昭和61年）1月7日 |
| 下長七丁目（町域変更） | 大字河原木         | 字古川             | 1986年（昭和61年）1月7日 |
| 下長七丁目（町域変更） | 大字石堂           | 字平ラの一部       | 1986年（昭和61年）1月7日 |
| 高州一丁目（新設）     | 下長五丁目         | 下長五丁目         | 1986年（昭和61年）1月7日 |
| 高州一丁目（新設）     | 高州町             |                    | 1986年（昭和61年）1月7日 |
| 高州二丁目（新設）     | 高州町             | 高州町             | 1986年（昭和61年）1月7日 |
| 高州二丁目（新設）     | 大字河原木         | 字長沼             | 1986年（昭和61年）1月7日 |
| 高州二丁目（新設）     | 大字河原木         | 字下谷地           | 1986年（昭和61年）1月7日 |
| 高州二丁目（新設）     | 大字河原木         | 字八太郎           | 1986年（昭和61年）1月7日 |

### 1986年の境界変更
1986年（昭和61年）8月26日に南郷村と三戸郡名川町の間で境界変更を実施することが告示され、同年9月1日に以下の通り、境界変更が実施された。
| 変更後   | 変更後 | 変更前   | 変更前                       | 変更前                       | 変更日                   |
| 新自治体 | 町・字 | 旧自治体 | 町・字（特記なければ各一部） | 町・字（特記なければ各一部） | 変更日                   |
| 新自治体 | 町・字 | 旧自治体 | 大字                         | 小字                         | 変更日                   |
| -------- | ------ | -------- | ---------------------------- | ---------------------------- | ------------------------ |
| 名川町   | 一部   | 南郷村   | 大字泉清水                   | 字白坂                       | 1986年（昭和61年）9月1日 |

### 1988年の境界変更
1988年（昭和63年）12月17日に八戸市と三戸郡階上町の間で境界変更を実施することが告示され、同年12月20日に以下の通り、境界変更が実施された。
| 変更後   | 変更後 | 変更前   | 変更前                       | 変更前                       | 変更日                     |
| 新自治体 | 町・字 | 旧自治体 | 町・字（特記なければ各一部） | 町・字（特記なければ各一部） | 変更日                     |
| 新自治体 | 町・字 | 旧自治体 | 大字                         | 小字                         | 変更日                     |
| -------- | ------ | -------- | ---------------------------- | ---------------------------- | -------------------------- |
| 八戸市   | 一部   | 階上町   | 大字角柄折                   | 字大渡                       | 1988年（昭和63年）12月20日 |

## 平成期から現在まで

### 湊高台地区での住居表示実施
1989年（平成元年）9月11日および1999年（平成11年）11月29日に湊高台地区で住居表示が実施され、それに伴い以下の通り、町の新設が実施された。

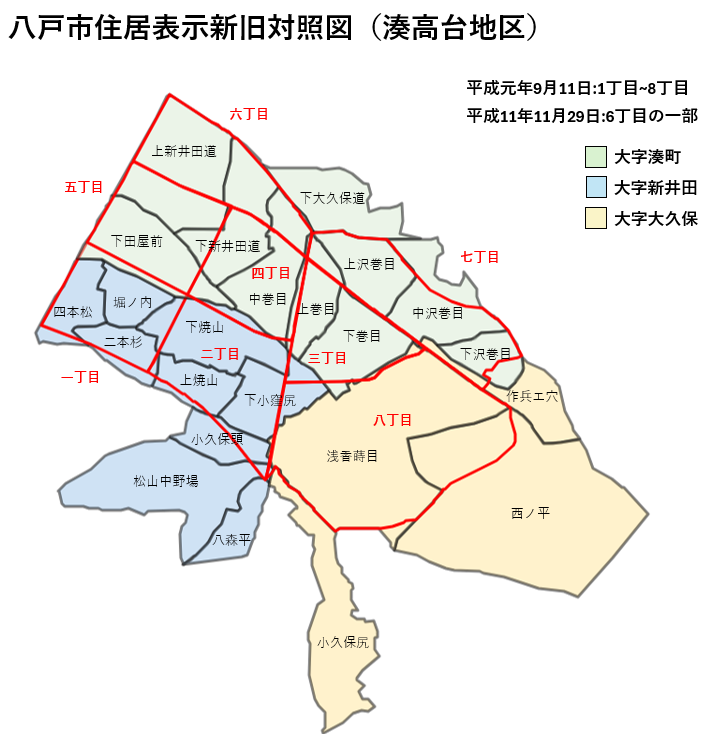
八戸市湊高台地区での住居表示における新旧対照図

| 実施後               | 実施前     | 実施前               | 実施年月日                 |
| 町丁                 | 町・字     | 町・字               | 実施年月日                 |
| 町丁                 | 大字       | 小字                 | 実施年月日                 |
| -------------------- | ---------- | -------------------- | -------------------------- |
| 湊高台一丁目（新設） | 大字新井田 | 字堀ノ内（全部）     | 1989年（平成元年）9月11日  |
| 湊高台一丁目（新設） | 大字新井田 | 字四本松             | 1989年（平成元年）9月11日  |
| 湊高台一丁目（新設） | 大字新井田 | 字二本杉             | 1989年（平成元年）9月11日  |
| 湊高台一丁目（新設） | 大字新井田 | 字上焼山             | 1989年（平成元年）9月11日  |
| 湊高台一丁目（新設） | 大字新井田 | 字下焼山             | 1989年（平成元年）9月11日  |
| 湊高台一丁目（新設） | 大字湊町   | 字下田屋前           | 1989年（平成元年）9月11日  |
| 湊高台二丁目（新設） | 大字新井田 | 字二本杉             | 1989年（平成元年）9月11日  |
| 湊高台二丁目（新設） | 大字新井田 | 字上焼山             | 1989年（平成元年）9月11日  |
| 湊高台二丁目（新設） | 大字新井田 | 字下焼山             | 1989年（平成元年）9月11日  |
| 湊高台二丁目（新設） | 大字新井田 | 字下小窪尻           | 1989年（平成元年）9月11日  |
| 湊高台二丁目（新設） | 大字新井田 | 字小久保頭           | 1989年（平成元年）9月11日  |
| 湊高台二丁目（新設） | 大字新井田 | 字松山中野場         | 1989年（平成元年）9月11日  |
| 湊高台二丁目（新設） | 大字新井田 | 字八森平             | 1989年（平成元年）9月11日  |
| 湊高台二丁目（新設） | 大字湊町   | 字下田屋前           | 1989年（平成元年）9月11日  |
| 湊高台二丁目（新設） | 大字湊町   | 字上巻目             | 1989年（平成元年）9月11日  |
| 湊高台二丁目（新設） | 大字湊町   | 字中巻目             | 1989年（平成元年）9月11日  |
| 湊高台二丁目（新設） | 大字大久保 | 字浅香蒔目           | 1989年（平成元年）9月11日  |
| 湊高台三丁目（新設） | 大字湊町   | 字上巻目             | 1989年（平成元年）9月11日  |
| 湊高台三丁目（新設） | 大字湊町   | 字下巻目             | 1989年（平成元年）9月11日  |
| 湊高台三丁目（新設） | 大字湊町   | 字上沢巻目           | 1989年（平成元年）9月11日  |
| 湊高台三丁目（新設） | 大字湊町   | 字中沢巻目           | 1989年（平成元年）9月11日  |
| 湊高台三丁目（新設） | 大字大久保 | 字浅香蒔目           | 1989年（平成元年）9月11日  |
| 湊高台三丁目（新設） | 大字大久保 | 字作兵エ穴           | 1989年（平成元年）9月11日  |
| 湊高台三丁目（新設） | 大字新井田 | 字下小窪尻           | 1989年（平成元年）9月11日  |
| 湊高台四丁目（新設） | 大字湊町   | 字上巻目             | 1989年（平成元年）9月11日  |
| 湊高台四丁目（新設） | 大字湊町   | 字中巻目             | 1989年（平成元年）9月11日  |
| 湊高台四丁目（新設） | 大字湊町   | 字上新井田道         | 1989年（平成元年）9月11日  |
| 湊高台四丁目（新設） | 大字湊町   | 字下新井田道         | 1989年（平成元年）9月11日  |
| 湊高台四丁目（新設） | 大字湊町   | 字下田屋前           | 1989年（平成元年）9月11日  |
| 湊高台四丁目（新設） | 大字新井田 | 字下焼山             | 1989年（平成元年）9月11日  |
| 湊高台五丁目（新設） | 大字湊町   | 字上新井田道         | 1989年（平成元年）9月11日  |
| 湊高台五丁目（新設） | 大字湊町   | 字下新井田道         | 1989年（平成元年）9月11日  |
| 湊高台五丁目（新設） | 大字湊町   | 字下田屋前           | 1989年（平成元年）9月11日  |
| 湊高台六丁目（新設） | 大字湊町   | 字上新井田道         | 1989年（平成元年）9月11日  |
| 湊高台六丁目（新設） | 大字湊町   | 字下新井田道         | 1989年（平成元年）9月11日  |
| 湊高台六丁目（新設） | 大字湊町   | 字上巻目             | 1989年（平成元年）9月11日  |
| 湊高台六丁目（新設） | 大字湊町   | 字中巻目             | 1989年（平成元年）9月11日  |
| 湊高台六丁目（新設） | 大字湊町   | 字下大久保道         | 1989年（平成元年）9月11日  |
| 湊高台七丁目（新設） | 大字湊町   | 字上巻目             | 1989年（平成元年）9月11日  |
| 湊高台七丁目（新設） | 大字湊町   | 字下巻目             | 1989年（平成元年）9月11日  |
| 湊高台七丁目（新設） | 大字湊町   | 字上沢巻目           | 1989年（平成元年）9月11日  |
| 湊高台七丁目（新設） | 大字湊町   | 字中沢巻目           | 1989年（平成元年）9月11日  |
| 湊高台七丁目（新設） | 大字湊町   | 字下沢巻目           | 1989年（平成元年）9月11日  |
| 湊高台七丁目（新設） | 大字大久保 | 字作兵エ穴           | 1989年（平成元年）9月11日  |
| 湊高台八丁目（新設） | 大字大久保 | 字作兵エ穴           | 1989年（平成元年）9月11日  |
| 湊高台八丁目（新設） | 大字大久保 | 字浅香蒔目           | 1989年（平成元年）9月11日  |
| 湊高台八丁目（新設） | 大字大久保 | 字西ノ平             | 1989年（平成元年）9月11日  |
| 湊高台八丁目（新設） | 大字新井田 | 字下小窪尻           | 1989年（平成元年）9月11日  |
| 湊高台八丁目（新設） | 大字新井田 | 字松山中野場         | 1989年（平成元年）9月11日  |
| 湊高台八丁目（新設） | 大字新井田 | 字八森平             | 1989年（平成元年）9月11日  |
| 湊高台八丁目（新設） | 大字湊町   | 字下巻目             | 1989年（平成元年）9月11日  |
| 湊高台六丁目（編入） | 大字湊町   | 字上新井田道（全部） | 1999年（平成11年）11月29日 |

### 岬台地区での住居表示実施
1991年（平成3年）11月25日に岬台地区で住居表示が実施され、それに伴い以下の通り、町の新設が実施された。
| 変更後             | 変更前                       | 変更前                       | 変更日                    |
| 町・字             | 町・字（特記なければ各一部） | 町・字（特記なければ各一部） | 変更日                    |
| 町・字             | 大字                         | 小字                         | 変更日                    |
| ------------------ | ---------------------------- | ---------------------------- | ------------------------- |
| 岬台一丁目（新設） | 大字白銀町                   | 字佐部長根                   | 1991年（平成3年）11月25日 |
| 岬台二丁目（新設） | 大字白銀町                   | 字佐部長根                   | 1991年（平成3年）11月25日 |
| 岬台三丁目（新設） | 大字白銀町                   | 字佐部長根                   | 1991年（平成3年）11月25日 |
| 岬台四丁目（新設） | 大字白銀町                   | 字佐部長根                   | 1991年（平成3年）11月25日 |

### 類家南地区での住居表示実施
1997年（平成9年）3月8日に類家南地区で住居表示が実施され、それに伴い以下の通り、町の新設が実施された。
| 変更後               | 変更前                       | 変更前                       | 変更日                  |
| 町・字               | 町・字（特記なければ各一部） | 町・字（特記なければ各一部） | 変更日                  |
| 町・字               | 大字                         | 小字                         | 変更日                  |
| -------------------- | ---------------------------- | ---------------------------- | ----------------------- |
| 類家四丁目（編入）   | 大字類家                     | 字谷地                       | 1997年（平成9年）3月8日 |
| 類家四丁目（編入）   | 大字類家                     | 字古川頭                     | 1997年（平成9年）3月8日 |
| 類家四丁目（編入）   | 大字類家                     | 字大和田                     | 1997年（平成9年）3月8日 |
| 類家四丁目（編入）   | 大字中居林                   | 字中谷地                     | 1997年（平成9年）3月8日 |
| 類家五丁目（編入）   | 大字類家                     | 字大和田                     | 1997年（平成9年）3月8日 |
| 類家五丁目（編入）   | 大字類家                     | 字上明戸                     | 1997年（平成9年）3月8日 |
| 類家五丁目（編入）   | 大字類家                     | 字古川端                     | 1997年（平成9年）3月8日 |
| 類家五丁目（編入）   | 大字田向                     | 字水越                       | 1997年（平成9年）3月8日 |
| 類家五丁目（編入）   | 大字新井田                   | 字臥木河原                   | 1997年（平成9年）3月8日 |
| 南類家一丁目（新設） | 大字類家                     | 字谷地                       | 1997年（平成9年）3月8日 |
| 南類家一丁目（新設） | 大字類家                     | 字申角下（全部）             | 1997年（平成9年）3月8日 |
| 南類家一丁目（新設） | 大字類家                     | 字申角下タ                   | 1997年（平成9年）3月8日 |
| 南類家一丁目（新設） | 大字中居林                   | 字中谷地                     | 1997年（平成9年）3月8日 |
| 南類家一丁目（新設） | 大字中居林                   | 字石渡                       | 1997年（平成9年）3月8日 |
| 南類家二丁目（新設） | 大字類家                     | 字古川頭                     | 1997年（平成9年）3月8日 |
| 南類家二丁目（新設） | 大字中居林                   | 字中谷地                     | 1997年（平成9年）3月8日 |
| 南類家二丁目（新設） | 大字中居林                   | 字石渡                       | 1997年（平成9年）3月8日 |
| 南類家二丁目（新設） | 大字中居林                   | 字岡田（全部）               | 1997年（平成9年）3月8日 |
| 南類家二丁目（新設） | 大字田向                     | 字下谷地                     | 1997年（平成9年）3月8日 |
| 南類家三丁目（新設） | 大字類家                     | 字古川頭                     | 1997年（平成9年）3月8日 |
| 南類家三丁目（新設） | 大字類家                     | 字大和田                     | 1997年（平成9年）3月8日 |
| 南類家三丁目（新設） | 大字類家                     | 字上明戸                     | 1997年（平成9年）3月8日 |
| 南類家三丁目（新設） | 大字類家                     | 字古川端                     | 1997年（平成9年）3月8日 |
| 南類家三丁目（新設） | 大字中居林                   | 字中谷地                     | 1997年（平成9年）3月8日 |
| 南類家三丁目（新設） | 大字田向                     | 字下谷地                     | 1997年（平成9年）3月8日 |
| 南類家三丁目（新設） | 大字田向                     | 字野堰                       | 1997年（平成9年）3月8日 |
| 南類家三丁目（新設） | 大字田向                     | 字水越                       | 1997年（平成9年）3月8日 |
| 南類家四丁目（新設） | 大字田向                     | 字水越                       | 1997年（平成9年）3月8日 |
| 南類家四丁目（新設） | 大字田向                     | 字野堰                       | 1997年（平成9年）3月8日 |
| 南類家四丁目（新設） | 大字新井田                   | 字臥木河原                   | 1997年（平成9年）3月8日 |
| 南類家五丁目（新設） | 大字田向                     | 字下谷地                     | 1997年（平成9年）3月8日 |
| 南類家五丁目（新設） | 大字田向                     | 字野堰                       | 1997年（平成9年）3月8日 |

### 北インター工業団地地区での住居表示実施
2001年（平成13年）12月3日に北インター工業団地地区で住居表示が実施され、それに伴い以下の通り、町の新設が実施された。
| 変更後                           | 変更前                     | 変更前                     | 変更日                    |
| 町・字                           | 町・字（特記なければ各一部 | 町・字（特記なければ各一部 | 変更日                    |
| 町・字                           | 大字                       | 小字                       | 変更日                    |
| -------------------------------- | -------------------------- | -------------------------- | ------------------------- |
| 北インター工業団地一丁目（新設） | 大字市川町                 | 字田ノ沢頭                 | 2001年（平成13年）12月3日 |
| 北インター工業団地一丁目（新設） | 大字尻内町                 | 字毛合清水                 | 2001年（平成13年）12月3日 |
| 北インター工業団地三丁目（新設） | 大字市川町                 | 字古場蔵                   | 2001年（平成13年）12月3日 |
| 北インター工業団地三丁目（新設） | 大字市川町                 | 字田ノ沢頭                 | 2001年（平成13年）12月3日 |
| 北インター工業団地四丁目（新設） | 大字市川町                 | 字田ノ沢                   | 2001年（平成13年）12月3日 |
| 北インター工業団地四丁目（新設） | 大字市川町                 | 字和野前山                 | 2001年（平成13年）12月3日 |
| 北インター工業団地五丁目（新設） | 大字市川町                 | 字田ノ沢                   | 2001年（平成13年）12月3日 |
| 北インター工業団地五丁目（新設） | 大字市川町                 | 字田ノ沢頭                 | 2001年（平成13年）12月3日 |
| 北インター工業団地六丁目（新設） | 大字市川町                 | 字田ノ沢頭                 | 2001年（平成13年）12月3日 |

### 長根・売市・根城地区での住居表示実施
2002年（平成14年）6月29日に長根・売市・根城地区で住居表示が実施され、それに伴い以下の通り、町の新設が実施された。
| 変更後             | 変更前                     | 変更前                     | 変更日                    |
| 町・字             | 町・字（特記なければ各一部 | 町・字（特記なければ各一部 | 変更日                    |
| 町・字             | 大字                       | 小字                       | 変更日                    |
| ------------------ | -------------------------- | -------------------------- | ------------------------- |
| 売市一丁目（新設） | 大字売市                   | 字下久根                   | 2002年（平成14年）6月29日 |
| 売市一丁目（新設） | 大字売市                   | 字売市                     | 2002年（平成14年）6月29日 |
| 売市一丁目（新設） | 大字売市                   | 字輿遊下                   | 2002年（平成14年）6月29日 |
| 売市二丁目（新設） | 大字売市                   | 字新上町                   | 2002年（平成14年）6月29日 |
| 売市二丁目（新設） | 大字売市                   | 字杉山                     | 2002年（平成14年）6月29日 |
| 売市二丁目（新設） | 大字売市                   | 字売市                     | 2002年（平成14年）6月29日 |
| 売市二丁目（新設） | 大字売市                   | 字狐窪                     | 2002年（平成14年）6月29日 |
| 売市三丁目（新設） | 大字売市                   | 字狐窪                     | 2002年（平成14年）6月29日 |
| 売市三丁目（新設） | 大字根城                   | 字梨子木                   | 2002年（平成14年）6月29日 |
| 売市三丁目（新設） | 大字根城                   | 字ヌタゴ                   | 2002年（平成14年）6月29日 |
| 売市三丁目（新設） | 大字根城                   | 字東構                     | 2002年（平成14年）6月29日 |
| 売市四丁目（新設） | 大字売市                   | 字下久根                   | 2002年（平成14年）6月29日 |
| 売市四丁目（新設） | 大字売市                   | 字売市                     | 2002年（平成14年）6月29日 |
| 売市四丁目（新設） | 大字売市                   | 字狐窪                     | 2002年（平成14年）6月29日 |
| 売市四丁目（新設） | 大字売市                   | 字坂ノ上                   | 2002年（平成14年）6月29日 |
| 売市四丁目（新設） | 大字売市                   | 字熊野堂                   | 2002年（平成14年）6月29日 |
| 売市四丁目（新設） | 大字根城                   | 字梨子木                   | 2002年（平成14年）6月29日 |
| 売市四丁目（新設） | 大字根城                   | 字ヌタゴ                   | 2002年（平成14年）6月29日 |
| 長根一丁目（新設） | 大字売市                   | 字長根                     | 2002年（平成14年）6月29日 |
| 長根一丁目（新設） | 大字売市                   | 字輿遊下                   | 2002年（平成14年）6月29日 |
| 長根一丁目（新設） | 大字売市                   | 字下久根                   | 2002年（平成14年）6月29日 |
| 長根一丁目（新設） | 大字売市                   | 字売市                     | 2002年（平成14年）6月29日 |
| 長根二丁目（新設） | 大字売市                   | 字長根                     | 2002年（平成14年）6月29日 |
| 長根二丁目（新設） | 大字売市                   | 字下久根                   | 2002年（平成14年）6月29日 |
| 長根二丁目（新設） | 大字売市                   | 字熊野堂                   | 2002年（平成14年）6月29日 |
| 根城九丁目（新設） | 大字売市                   | 字狐窪                     | 2002年（平成14年）6月29日 |
| 根城九丁目（新設） | 大字根城                   | 字ヌタゴ                   | 2002年（平成14年）6月29日 |
| 根城九丁目（新設） | 大字根城                   | 字東構                     | 2002年（平成14年）6月29日 |
| 根城九丁目（新設） | 大字根城                   | 字久保                     | 2002年（平成14年）6月29日 |

### 八戸新都市地区での住居表示実施
2002年（平成14年）10月26日に八戸新都市地区で住居表示が実施され、それに伴い以下の通り、町の新設が実施された。
| 変更後                 | 変更前                     | 変更前                     | 変更日                     |
| 町・字                 | 町・字（特記なければ各一部 | 町・字（特記なければ各一部 | 変更日                     |
| 町・字                 | 大字                       | 小字                       | 変更日                     |
| ---------------------- | -------------------------- | -------------------------- | -------------------------- |
| 東白山台一丁目（新設） | 大字沢里                   | 字上沢内                   | 2002年（平成14年）10月26日 |
| 東白山台一丁目（新設） | 大字沢里                   | 字古宮                     | 2002年（平成14年）10月26日 |
| 東白山台一丁目（新設） | 大字沢里                   | 字湯浅屋新田               | 2002年（平成14年）10月26日 |
| 東白山台二丁目（新設） | 大字沢里                   | 字上沢内                   | 2002年（平成14年）10月26日 |
| 東白山台二丁目（新設） | 大字沢里                   | 字古宮                     | 2002年（平成14年）10月26日 |
| 東白山台二丁目（新設） | 大字沢里                   | 字湯浅屋新田               | 2002年（平成14年）10月26日 |
| 東白山台二丁目（新設） | 大字根城                   | 字丹後平                   | 2002年（平成14年）10月26日 |
| 東白山台二丁目（新設） | 大字根城                   | 字丹後谷地                 | 2002年（平成14年）10月26日 |
| 東白山台二丁目（新設） | 大字根城                   | 字白山平                   | 2002年（平成14年）10月26日 |
| 東白山台二丁目（新設） | 大字田面木                 | 字毛勝窪                   | 2002年（平成14年）10月26日 |
| 東白山台三丁目（新設） | 大字沢里                   | 字湯浅屋新田               | 2002年（平成14年）10月26日 |
| 東白山台三丁目（新設） | 大字根城                   | 字丹後平                   | 2002年（平成14年）10月26日 |
| 東白山台三丁目（新設） | 大字根城                   | 字白山平                   | 2002年（平成14年）10月26日 |
| 東白山台三丁目（新設） | 大字田面木                 | 字毛勝窪                   | 2002年（平成14年）10月26日 |
| 東白山台三丁目（新設） | 大字田面木                 | 字田面木平                 | 2002年（平成14年）10月26日 |
| 東白山台三丁目（新設） | 大字田面木                 | 字長者森                   | 2002年（平成14年）10月26日 |
| 東白山台三丁目（新設） | 大字田面木                 | 字南沢                     | 2002年（平成14年）10月26日 |
| 東白山台四丁目（新設） | 大字根城                   | 字丹後平                   | 2002年（平成14年）10月26日 |
| 東白山台四丁目（新設） | 大字根城                   | 字丹後谷地                 | 2002年（平成14年）10月26日 |
| 北白山台一丁目（新設） | 大字沢里                   | 字古宮                     | 2002年（平成14年）10月26日 |
| 北白山台一丁目（新設） | 大字沢里                   | 字湯浅屋新田               | 2002年（平成14年）10月26日 |
| 北白山台一丁目（新設） | 大字根城                   | 字牛ケ窪                   | 2002年（平成14年）10月26日 |
| 北白山台一丁目（新設） | 大字根城                   | 字大久保                   | 2002年（平成14年）10月26日 |
| 北白山台一丁目（新設） | 大字根城                   | 字白山平                   | 2002年（平成14年）10月26日 |
| 北白山台二丁目（新設） | 大字根城                   | 字牛ケ窪                   | 2002年（平成14年）10月26日 |
| 北白山台二丁目（新設） | 大字根城                   | 字牛ケ沢                   | 2002年（平成14年）10月26日 |
| 北白山台二丁目（新設） | 大字根城                   | 字内沢                     | 2002年（平成14年）10月26日 |
| 北白山台二丁目（新設） | 大字根城                   | 字白山平                   | 2002年（平成14年）10月26日 |
| 北白山台二丁目（新設） | 大字田面木                 | 字鶉窪                     | 2002年（平成14年）10月26日 |
| 北白山台二丁目（新設） | 大字田面木                 | 字長者森                   | 2002年（平成14年）10月26日 |
| 北白山台二丁目（新設） | 大字田面木                 | 字前平                     | 2002年（平成14年）10月26日 |
| 北白山台三丁目（新設） | 大字沢里                   | 字湯浅屋新田               | 2002年（平成14年）10月26日 |
| 北白山台三丁目（新設） | 大字根城                   | 字白山平                   | 2002年（平成14年）10月26日 |
| 北白山台三丁目（新設） | 大字田面木                 | 字長者森                   | 2002年（平成14年）10月26日 |
| 北白山台四丁目（新設） | 大字根城                   | 字白山平                   | 2002年（平成14年）10月26日 |
| 北白山台四丁目（新設） | 大字田面木                 | 字前平                     | 2002年（平成14年）10月26日 |
| 北白山台四丁目（新設） | 大字田面木                 | 字長者森                   | 2002年（平成14年）10月26日 |
| 北白山台五丁目（新設） | 大字沢里                   | 字湯浅屋新田               | 2002年（平成14年）10月26日 |
| 北白山台五丁目（新設） | 大字根城                   | 字丹後平                   | 2002年（平成14年）10月26日 |
| 北白山台五丁目（新設） | 大字根城                   | 字白山平                   | 2002年（平成14年）10月26日 |
| 北白山台五丁目（新設） | 大字田面木                 | 字田面木平                 | 2002年（平成14年）10月26日 |
| 北白山台五丁目（新設） | 大字田面木                 | 字長者森                   | 2002年（平成14年）10月26日 |
| 北白山台五丁目（新設） | 大字田面木                 | 字南沢                     | 2002年（平成14年）10月26日 |
| 北白山台六丁目（新設） | 大字田面木                 | 字田面木平                 | 2002年（平成14年）10月26日 |
| 北白山台六丁目（新設） | 大字田面木                 | 字長者森                   | 2002年（平成14年）10月26日 |
| 北白山台六丁目（新設） | 大字田面木                 | 字南沢                     | 2002年（平成14年）10月26日 |
| 南白山台一丁目（新設） | 大字根城                   | 字笹子                     | 2002年（平成14年）10月26日 |
| 南白山台一丁目（新設） | 大字根城                   | 字丹後平                   | 2002年（平成14年）10月26日 |
| 南白山台一丁目（新設） | 大字根城                   | 字丹後谷地                 | 2002年（平成14年）10月26日 |
| 南白山台一丁目（新設） | 大字田面木                 | 字毛勝窪                   | 2002年（平成14年）10月26日 |
| 南白山台一丁目（新設） | 大字田面木                 | 字田面木平                 | 2002年（平成14年）10月26日 |
| 南白山台二丁目（新設） | 大字田面木                 | 字毛勝窪                   | 2002年（平成14年）10月26日 |
| 南白山台二丁目（新設） | 大字田面木                 | 字田面木平                 | 2002年（平成14年）10月26日 |
| 南白山台二丁目（新設） | 大字田面木                 | 字鳥木沢                   | 2002年（平成14年）10月26日 |
| 南白山台三丁目（新設） | 大字根城                   | 字笹子                     | 2002年（平成14年）10月26日 |
| 南白山台三丁目（新設） | 大字根城                   | 字丹後平                   | 2002年（平成14年）10月26日 |
| 南白山台三丁目（新設） | 大字田面木                 | 字田面木平                 | 2002年（平成14年）10月26日 |
| 南白山台三丁目（新設） | 大字田面木                 | 字鳥木沢                   | 2002年（平成14年）10月26日 |
| 西白山台一丁目（新設） | 大字田面木                 | 字十文字平                 | 2002年（平成14年）10月26日 |
| 西白山台一丁目（新設） | 大字田面木                 | 字田面木平                 | 2002年（平成14年）10月26日 |
| 西白山台一丁目（新設） | 大字田面木                 | 字南沢                     | 2002年（平成14年）10月26日 |
| 西白山台一丁目（新設） | 大字田面木                 | 字盲堤沢                   | 2002年（平成14年）10月26日 |
| 西白山台一丁目（新設） | 大字坂牛                   | 字上沢                     | 2002年（平成14年）10月26日 |
| 西白山台二丁目（新設） | 大字田面木                 | 字十文字平                 | 2002年（平成14年）10月26日 |
| 西白山台二丁目（新設） | 大字坂牛                   | 字上沢                     | 2002年（平成14年）10月26日 |
| 西白山台二丁目（新設） | 大字坂牛                   | 字笹ノ沢頭                 | 2002年（平成14年）10月26日 |
| 西白山台二丁目（新設） | 大字坂牛                   | 字徳良窪                   | 2002年（平成14年）10月26日 |
| 西白山台二丁目（新設） | 大字坂牛                   | 字中沢                     | 2002年（平成14年）10月26日 |
| 西白山台三丁目（新設） | 大字田面木                 | 字十文字平                 | 2002年（平成14年）10月26日 |
| 西白山台三丁目（新設） | 大字田面木                 | 字田面木平                 | 2002年（平成14年）10月26日 |
| 西白山台三丁目（新設） | 大字田面木                 | 字鳥木沢                   | 2002年（平成14年）10月26日 |
| 西白山台三丁目（新設） | 大字坂牛                   | 字上沢                     | 2002年（平成14年）10月26日 |
| 西白山台四丁目（新設） | 大字田面木                 | 字田面木平                 | 2002年（平成14年）10月26日 |
| 西白山台四丁目（新設） | 大字田面木                 | 字鳥木沢                   | 2002年（平成14年）10月26日 |
| 西白山台四丁目（新設） | 大字田面木                 | 字韮窪                     | 2002年（平成14年）10月26日 |
| 西白山台四丁目（新設） | 大字坂牛                   | 字上沢                     | 2002年（平成14年）10月26日 |
| 西白山台四丁目（新設） | 大字坂牛                   | 字笹ノ沢頭                 | 2002年（平成14年）10月26日 |
| 西白山台四丁目（新設） | 大字坂牛                   | 字鳥ノ木沢                 | 2002年（平成14年）10月26日 |
| 西白山台五丁目（新設） | 大字田面木                 | 字田面木平                 | 2002年（平成14年）10月26日 |
| 西白山台五丁目（新設） | 大字田面木                 | 字鳥木沢                   | 2002年（平成14年）10月26日 |
| 西白山台五丁目（新設） | 大字田面木                 | 字韮窪                     | 2002年（平成14年）10月26日 |
| 西白山台五丁目（新設） | 大字坂牛                   | 字妻ノ神                   | 2002年（平成14年）10月26日 |
| 西白山台五丁目（新設） | 大字坂牛                   | 字下鳥ノ木沢               | 2002年（平成14年）10月26日 |
| 西白山台六丁目（新設） | 大字田面木                 | 字鳥木沢                   | 2002年（平成14年）10月26日 |
| 西白山台六丁目（新設） | 大字坂牛                   | 字上沢                     | 2002年（平成14年）10月26日 |
| 西白山台六丁目（新設） | 大字坂牛                   | 字笹ノ沢頭                 | 2002年（平成14年）10月26日 |
| 西白山台六丁目（新設） | 大字坂牛                   | 字妻ノ神                   | 2002年（平成14年）10月26日 |
| 西白山台六丁目（新設） | 大字坂牛                   | 字下鳥ノ木沢               | 2002年（平成14年）10月26日 |

### 八戸総合卸センター地区での住居表示実施
2003年（平成15年）10月1日に八戸総合卸センター地区で住居表示が実施され、それに伴い以下の通り、町の新設が実施された。
| 変更後                   | 変更前                       | 変更前                       | 変更日                    |
| 町・字                   | 町・字（特記なければ各一部） | 町・字（特記なければ各一部） | 変更日                    |
| 町・字                   | 大字                         | 小字                         | 変更日                    |
| ------------------------ | ---------------------------- | ---------------------------- | ------------------------- |
| 卸センター一丁目（新設） | 大字長苗代                   | 字観音堂                     | 2003年（平成15年）10月1日 |
| 卸センター一丁目（新設） | 大字長苗代                   | 字狐田                       | 2003年（平成15年）10月1日 |
| 卸センター二丁目（新設） | 大字長苗代                   | 字二分谷地                   | 2003年（平成15年）10月1日 |
| 卸センター二丁目（新設） | 大字長苗代                   | 字コブノ木                   | 2003年（平成15年）10月1日 |
| 卸センター二丁目（新設） | 大字長苗代                   | 字観音堂                     | 2003年（平成15年）10月1日 |
| 卸センター二丁目（新設） | 大字長苗代                   | 字狐田                       | 2003年（平成15年）10月1日 |

### 新井田第一地区での住居表示実施
2004年（平成16年）1月31日に新井田第一地区で住居表示が実施され、それに伴い以下の通り、の新設が実施された。

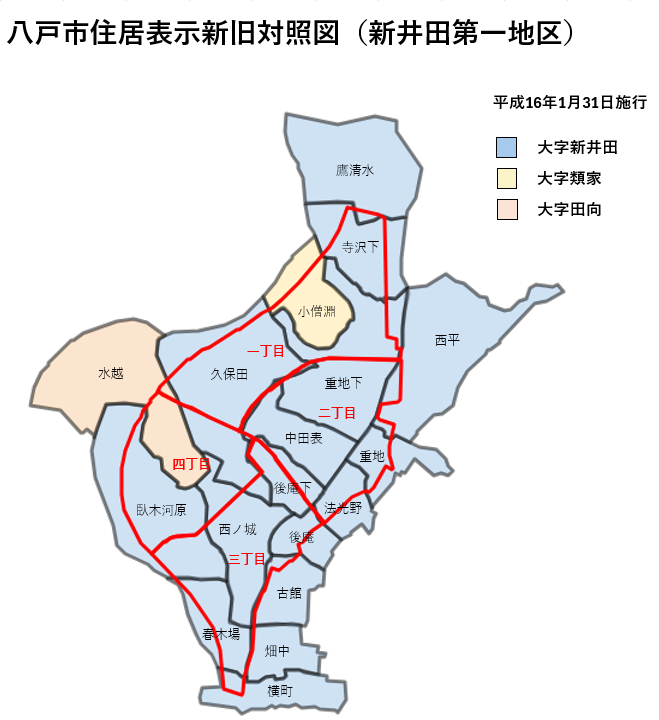
八戸市新井田
第一（新井田西）地区での住居表示における新旧対照図

| 実施後                 | 実施前     | 実施前     | 実施年月日                |
| 町・字                 | 町・字     | 町・字     | 実施年月日                |
| 町・字                 | 大字       | 小字       | 実施年月日                |
| ---------------------- | ---------- | ---------- | ------------------------- |
| 新井田西一丁目（新設） | 大字田向   | 字水越     | 2004年（平成16年）1月31日 |
| 新井田西一丁目（新設） | 大字類家   | 字小僧淵   | 2004年（平成16年）1月31日 |
| 新井田西一丁目（新設） | 大字新井田 | 字鷹清水   | 2004年（平成16年）1月31日 |
| 新井田西一丁目（新設） | 大字新井田 | 字寺沢下   | 2004年（平成16年）1月31日 |
| 新井田西一丁目（新設） | 大字新井田 | 字重地下   | 2004年（平成16年）1月31日 |
| 新井田西一丁目（新設） | 大字新井田 | 字西平     | 2004年（平成16年）1月31日 |
| 新井田西一丁目（新設） | 大字新井田 | 字中田表   | 2004年（平成16年）1月31日 |
| 新井田西一丁目（新設） | 大字新井田 | 字久保田   | 2004年（平成16年）1月31日 |
| 新井田西二丁目（新設） | 大字新井田 | 字重地下   | 2004年（平成16年）1月31日 |
| 新井田西二丁目（新設） | 大字新井田 | 字西平     | 2004年（平成16年）1月31日 |
| 新井田西二丁目（新設） | 大字新井田 | 字重地     | 2004年（平成16年）1月31日 |
| 新井田西二丁目（新設） | 大字新井田 | 字法光野   | 2004年（平成16年）1月31日 |
| 新井田西二丁目（新設） | 大字新井田 | 字中田表   | 2004年（平成16年）1月31日 |
| 新井田西二丁目（新設） | 大字新井田 | 字久保田   | 2004年（平成16年）1月31日 |
| 新井田西二丁目（新設） | 大字新井田 | 字後庵下   | 2004年（平成16年）1月31日 |
| 新井田西二丁目（新設） | 大字新井田 | 字後庵     | 2004年（平成16年）1月31日 |
| 新井田西三丁目（新設） | 大字新井田 | 字法光野   | 2004年（平成16年）1月31日 |
| 新井田西三丁目（新設） | 大字新井田 | 字久保田   | 2004年（平成16年）1月31日 |
| 新井田西三丁目（新設） | 大字新井田 | 字後庵下   | 2004年（平成16年）1月31日 |
| 新井田西三丁目（新設） | 大字新井田 | 字後庵     | 2004年（平成16年）1月31日 |
| 新井田西三丁目（新設） | 大字新井田 | 字古館     | 2004年（平成16年）1月31日 |
| 新井田西三丁目（新設） | 大字新井田 | 字西ノ城   | 2004年（平成16年）1月31日 |
| 新井田西三丁目（新設） | 大字新井田 | 字臥木河原 | 2004年（平成16年）1月31日 |
| 新井田西三丁目（新設） | 大字新井田 | 字春木場   | 2004年（平成16年）1月31日 |
| 新井田西三丁目（新設） | 大字新井田 | 字畑中     | 2004年（平成16年）1月31日 |
| 新井田西三丁目（新設） | 大字新井田 | 字横町     | 2004年（平成16年）1月31日 |
| 新井田西四丁目（新設） | 大字田向   | 字水越     | 2004年（平成16年）1月31日 |
| 新井田西四丁目（新設） | 大字新井田 | 字中田表   | 2004年（平成16年）1月31日 |
| 新井田西四丁目（新設） | 大字新井田 | 字後庵下   | 2004年（平成16年）1月31日 |
| 新井田西四丁目（新設） | 大字新井田 | 字久保田   | 2004年（平成16年）1月31日 |
| 新井田西四丁目（新設） | 大字新井田 | 字西ノ城   | 2004年（平成16年）1月31日 |
| 新井田西四丁目（新設） | 大字新井田 | 字臥木河原 | 2004年（平成16年）1月31日 |

### 桜ヶ丘地区での住居表示実施
2005年（平成17年）1月29日に桜ヶ丘地区で住居表示が実施され、それに伴い以下の通り、町の新設が実施された。

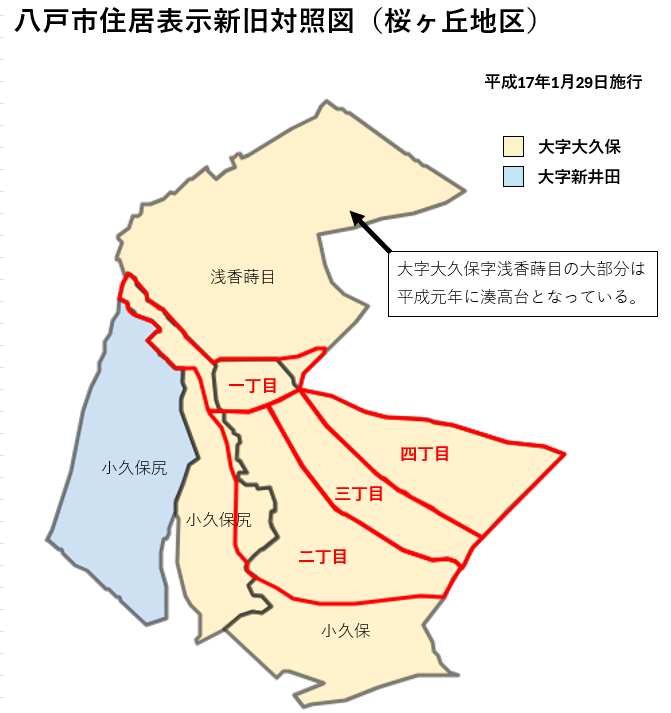
八戸市桜ヶ丘地区での住居表示における新旧対照図。

| 実施後               | 実施前                       | 実施前                       | 実施年月日    |
| 町丁                 | 町・字（特記なければ各一部） | 町・字（特記なければ各一部） | 実施年月日    |
| 町丁                 | 大字                         | 小字                         | 実施年月日    |
| -------------------- | ---------------------------- | ---------------------------- | ------------- |
| 桜ケ丘一丁目         | 大字大久保                   | 字浅香蒔目（全部）           | 2005年1月29日 |
| 桜ケ丘一丁目         | 大字大久保                   | 字小久保                     | 2005年1月29日 |
| 桜ケ丘一丁目         | 大字大久保                   | 字小久保尻                   | 2005年1月29日 |
| 桜ケ丘一丁目         | 大字新井田                   | 字小久保尻                   | 2005年1月29日 |
| 桜ケ丘二丁目（新設） | 大字大久保                   | 字小久保                     | 2005年1月29日 |
| 桜ケ丘二丁目（新設） | 大字大久保                   | 字小久保尻                   | 2005年1月29日 |
| 桜ケ丘三丁目（新設） | 大字大久保                   | 字小久保                     | 2005年1月29日 |
| 桜ケ丘四丁目（新設） | 大字大久保                   | 字小久保                     | 2005年1月29日 |

### 南郷村の編入
2005年（平成17年）3月31日に南郷村が八戸市に吸収合併されるに際して、以下の通り、字の新設が実施された。
| 変更後   | 変更後                   | 変更前   | 変更前     | 変更日                    |
| 新自治体 | 大字                     | 旧自治体 | 大字       | 変更日                    |
| -------- | ------------------------ | -------- | ---------- | ------------------------- |
| 八戸市   | 南郷区大字泥障作（新設） | 南郷村   | 大字泥障作 | 2005年（平成17年）3月31日 |
| 八戸市   | 南郷区大字泉清水（新設） | 南郷村   | 大字泉清水 | 2005年（平成17年）3月31日 |
| 八戸市   | 南郷区大字市野沢（新設） | 南郷村   | 大字市野沢 | 2005年（平成17年）3月31日 |
| 八戸市   | 南郷区大字大森（新設）   | 南郷村   | 大字大森   | 2005年（平成17年）3月31日 |
| 八戸市   | 南郷区大字頃巻沢（新設） | 南郷村   | 大字頃巻沢 | 2005年（平成17年）3月31日 |
| 八戸市   | 南郷区大字島守（新設）   | 南郷村   | 大字島守   | 2005年（平成17年）3月31日 |
| 八戸市   | 南郷区大字中野（新設）   | 南郷村   | 大字中野   | 2005年（平成17年）3月31日 |

### 桔梗野工業団地地区での住居表示実施
2005年（平成17年）5月31日に桔梗野工業団地地区で住居表示が実施され、それに伴い以下の通り、町の新設が実施された。
| 実施後                       | 実施前     | 実施前     | 実施年月日                |
| 町丁                         | 町・字     | 町・字     | 実施年月日                |
| 町丁                         | 大字       | 小字       | 実施年月日                |
| ---------------------------- | ---------- | ---------- | ------------------------- |
| 桔梗野工業団地一丁目（新設） | 大字市川町 | 字長七谷地 | 2005年（平成17年）5月31日 |
| 桔梗野工業団地二丁目（新設） | 大字市川町 | 字長七谷地 | 2005年（平成17年）5月31日 |
| 桔梗野工業団地二丁目（新設） | 大字市川町 | 字吹上     | 2005年（平成17年）5月31日 |
| 桔梗野工業団地二丁目（新設） | 大字市川町 | 字堤下     | 2005年（平成17年）5月31日 |
| 桔梗野工業団地二丁目（新設） | 大字市川町 | 字水目沢   | 2005年（平成17年）5月31日 |
| 桔梗野工業団地二丁目（新設） | 大字市川町 | 字上水目沢 | 2005年（平成17年）5月31日 |
| 桔梗野工業団地二丁目（新設） | 大字市川町 | 字下水目沢 | 2005年（平成17年）5月31日 |
| 桔梗野工業団地二丁目（新設） | 大字市川町 | 字桔梗野   | 2005年（平成17年）5月31日 |
| 桔梗野工業団地三丁目（新設） | 大字市川町 | 字長七谷地 | 2005年（平成17年）5月31日 |
| 桔梗野工業団地三丁目（新設） | 大字市川町 | 字壁取下   | 2005年（平成17年）5月31日 |
| 桔梗野工業団地三丁目（新設） | 大字市川町 | 字吹上     | 2005年（平成17年）5月31日 |
| 桔梗野工業団地三丁目（新設） | 大字市川町 | 字堤下     | 2005年（平成17年）5月31日 |

### 八太郎地区での住居表示実施
2009年（平成21年）1月31日に八太郎地区で住居表示が実施され、それに伴い以下の通り、町の新設が実施された。
| 実施後               | 実施前     | 実施前     | 実施年月日               |
| 町丁                 | 町・字     | 町・字     | 実施年月日               |
| 町丁                 | 大字       | 小字       | 実施年月日               |
| -------------------- | ---------- | ---------- | ------------------------ |
| 八太郎一丁目（新設） | 大字河原木 | 字左比代   | 2009年（平成21年）2月9日 |
| 八太郎一丁目（新設） | 大字河原木 | 字川目     | 2009年（平成21年）2月9日 |
| 八太郎一丁目（新設） | 大字河原木 | 字南町     | 2009年（平成21年）2月9日 |
| 八太郎一丁目（新設） | 大字河原木 | 字濃谷地   | 2009年（平成21年）2月9日 |
| 八太郎一丁目（新設） | 大字河原木 | 字中島     | 2009年（平成21年）2月9日 |
| 八太郎一丁目（新設） | 大字河原木 | 字八太郎   | 2009年（平成21年）2月9日 |
| 八太郎二丁目（新設） | 大字河原木 | 字左比代   | 2009年（平成21年）2月9日 |
| 八太郎二丁目（新設） | 大字河原木 | 字八太郎   | 2009年（平成21年）2月9日 |
| 八太郎二丁目（新設） | 大字河原木 | 字南町     | 2009年（平成21年）2月9日 |
| 八太郎二丁目（新設） | 大字河原木 | 字中島     | 2009年（平成21年）2月9日 |
| 八太郎三丁目（新設） | 大字河原木 | 字八太郎   | 2009年（平成21年）2月9日 |
| 八太郎三丁目（新設） | 大字河原木 | 字八太郎山 | 2009年（平成21年）2月9日 |
| 八太郎三丁目（新設） | 大字河原木 | 字下谷地   | 2009年（平成21年）2月9日 |
| 八太郎三丁目（新設） | 大字河原木 | 字蓮沼     | 2009年（平成21年）2月9日 |
| 八太郎五丁目（新設） | 大字河原木 | 字蓮沼     | 2009年（平成21年）2月9日 |
| 八太郎六丁目（新設） | 大字河原木 | 字浜名谷地 | 2009年（平成21年）2月9日 |

### 日計地区での住居表示実施
2011年（平成23年）2月7日に日計地区で住居表示が実施され、それに伴い以下の通り、町の新設が実施された。
| 実施後       | 実施前     | 実施前   | 実施年月日               |
| 町丁         | 町・字     | 町・字   | 実施年月日               |
| 町丁         | 大字       | 小字     | 実施年月日               |
| ------------ | ---------- | -------- | ------------------------ |
| 小田一丁目   | 大字河原木 | 字小田   | 2011年（平成23年）2月7日 |
| 小田二丁目   | 大字河原木 | 字高舘前 | 2011年（平成23年）2月7日 |
| 日計一丁目   | 大字河原木 | 字谷地畑 | 2011年（平成23年）2月7日 |
| 日計二丁目   | 大字河原木 | 字谷地畑 | 2011年（平成23年）2月7日 |
| 日計二丁目   | 大字河原木 | 字小田上 | 2011年（平成23年）2月7日 |
| 日計二丁目   | 大字河原木 | 字小田   | 2011年（平成23年）2月7日 |
| 日計三丁目   | 大字河原木 | 字谷地畑 | 2011年（平成23年）2月7日 |
| 日計三丁目   | 大字河原木 | 字日計   | 2011年（平成23年）2月7日 |
| 日計四丁目   | 大字河原木 | 字日計   | 2011年（平成23年）2月7日 |
| 日計四丁目   | 大字河原木 | 字日計前 | 2011年（平成23年）2月7日 |
| 日計五丁目   | 大字河原木 | 字日計   | 2011年（平成23年）2月7日 |
| 日計五丁目   | 大字河原木 | 字下谷地 | 2011年（平成23年）2月7日 |
| 日計五丁目   | 大字河原木 | 字根岸   | 2011年（平成23年）2月7日 |
| 八太郎四丁目 | 大字河原木 | 字根岸   | 2011年（平成23年）2月7日 |
| 八太郎四丁目 | 大字河原木 | 字八太郎 | 2011年（平成23年）2月7日 |

### 地域自治区廃止に伴う字名変更
2015年（平成27年）3月31日に八戸市の地域自治区である南郷区が廃止されるに伴い、同年4月1日に以下の通り、字名の変更が実施された。
| 変更後         | 変更前           | 変更日                   |
| 大字           | 大字             | 変更日                   |
| -------------- | ---------------- | ------------------------ |
| 南郷大字泥障作 | 南郷区大字泥障作 | 2015年（平成27年）4月1日 |
| 南郷大字泉清水 | 南郷区大字泉清水 | 2015年（平成27年）4月1日 |
| 南郷大字市野沢 | 南郷区大字市野沢 | 2015年（平成27年）4月1日 |
| 南郷大字大森   | 南郷区大字大森   | 2015年（平成27年）4月1日 |
| 南郷大字頃巻沢 | 南郷区大字頃巻沢 | 2015年（平成27年）4月1日 |
| 南郷大字島守   | 南郷区大字島守   | 2015年（平成27年）4月1日 |
| 南郷大字中野   | 南郷区大字中野   | 2015年（平成27年）4月1日 |

### 売市第二地区での住居表示実施
2018年（平成30年）2月10日に売市第二地区で住居表示が実施され、それに伴い以下の通り、町の新設が実施された。
| 実施後             | 実施前   | 実施前     | 実施年月日                |
| 町丁               | 町・字   | 町・字     | 実施年月日                |
| 町丁               | 大字     | 小字       | 実施年月日                |
| ------------------ | -------- | ---------- | ------------------------- |
| 長根三丁目（新設） | 大字売市 | 字長根     | 2018年（平成30年）2月10日 |
| 長根三丁目（新設） | 大字売市 | 字長根平   | 2018年（平成30年）2月10日 |
| 長根三丁目（新設） | 大字売市 | 字鴨ケ池   | 2018年（平成30年）2月10日 |
| 長根三丁目（新設） | 大字売市 | 字小侍     | 2018年（平成30年）2月10日 |
| 長根三丁目（新設） | 大字売市 | 字新坂平   | 2018年（平成30年）2月10日 |
| 長根三丁目（新設） | 大字売市 | 字左水門下 | 2018年（平成30年）2月10日 |
| 長根四丁目（新設） | 大字売市 | 字鴨ケ池   | 2018年（平成30年）2月10日 |
| 長根四丁目（新設） | 大字売市 | 字小侍     | 2018年（平成30年）2月10日 |
| 長根四丁目（新設） | 大字売市 | 新坂平     | 2018年（平成30年）2月10日 |
| 長根四丁目（新設） | 大字売市 | 字馬場河原 | 2018年（平成30年）2月10日 |

### 田向地区での住居表示実施
2018年（平成30年）2月10日に田向地区で住居表示が実施され、それに伴い以下の通り、町の新設が実施された。
| 実施後             | 実施前   | 実施前       | 実施年月日                |
| 町丁               | 町・字   | 町・字       | 実施年月日                |
| 町丁               | 大字     | 小字         | 実施年月日                |
| ------------------ | -------- | ------------ | ------------------------- |
| 田向一丁目（新設） | 大字田向 | 字田向       | 2018年（平成30年）2月10日 |
| 田向一丁目（新設） | 大字田向 | 字荒屋敷     | 2018年（平成30年）2月10日 |
| 田向一丁目（新設） | 大字田向 | 字間ノ田     | 2018年（平成30年）2月10日 |
| 田向二丁目（新設） | 大字田向 | 字間ノ田     | 2018年（平成30年）2月10日 |
| 田向二丁目（新設） | 大字田向 | 字橋下       | 2018年（平成30年）2月10日 |
| 田向二丁目（新設） | 大字田向 | 字野堰       | 2018年（平成30年）2月10日 |
| 田向二丁目（新設） | 大字田向 | 字田向       | 2018年（平成30年）2月10日 |
| 田向二丁目（新設） | 大字田向 | 字毘沙門     | 2018年（平成30年）2月10日 |
| 田向二丁目（新設） | 大字田向 | 字毘沙門前   | 2018年（平成30年）2月10日 |
| 田向二丁目（新設） | 大字田向 | 字毘沙門平   | 2018年（平成30年）2月10日 |
| 田向三丁目（新設） | 大字田向 | 字間ノ田     | 2018年（平成30年）2月10日 |
| 田向三丁目（新設） | 大字田向 | 字橋下       | 2018年（平成30年）2月10日 |
| 田向三丁目（新設） | 大字田向 | 字毘沙門前   | 2018年（平成30年）2月10日 |
| 田向三丁目（新設） | 大字田向 | 字毘沙門平   | 2018年（平成30年）2月10日 |
| 田向四丁目（新設） | 大字田向 | 字毘沙門     | 2018年（平成30年）2月10日 |
| 田向四丁目（新設） | 大字田向 | 字毘沙門平   | 2018年（平成30年）2月10日 |
| 田向四丁目（新設） | 大字田向 | 字冷水       | 2018年（平成30年）2月10日 |
| 田向四丁目（新設） | 大字田向 | 字デントウ平 | 2018年（平成30年）2月10日 |
| 田向五丁目（新設） | 大字田向 | 字冷水       | 2018年（平成30年）2月10日 |
| 田向五丁目（新設） | 大字田向 | 字松ケ崎     | 2018年（平成30年）2月10日 |
| 田向五丁目（新設） | 大字田向 | 字向河原     | 2018年（平成30年）2月10日 |
| 田向五丁目（新設） | 大字田向 | 字土岡河原   | 2018年（平成30年）2月10日 |